# Storia di Napoli
- Polis greca, fino al 326 a.C. (Greci)
- Roma, fino al 476 (Romani)
- Regno di Odoacre, fino al 493 (Eruli)
- Regno Ostrogoto, fino al 542 circa (Ostrogoti)
- Imp. bizantino, fino al 763 (Bizantini)
- Ducato di Napoli, fino al 1137 (formalmente bizantino ma di fatto indipendente)
- Regno di Sicilia, fino al 1197 (dinastia normanna)
- Regno di Sicilia, fino al 1266 (dinastia sveva)
- Regno di Sicilia, fino al 1302 (dinastia angioina)
- Regno di Napoli, fino al 1442 (dinastia angioina, famiglia Durazzo)
- Regno di Napoli, fino al 1501 (dinastia aragonese)
- Regno di Napoli, fino al 1647 (viceregno spagnolo)
- Repubblica napoletana, fino al 1648
- Regno di Napoli, fino al 1713 (viceregno spagnolo; "de iure" 1713, "de facto" 1707)
- Regno di Napoli, fino al 1734 (viceregno austriaco)
- Regno di Napoli, fino al 1799 (dinastia dei Borbone di Napoli)
- Repubblica Partenopea, 1799
- Regno di Napoli, fino al 1806 (dinastia dei Borbone di Napoli)
- Regno di Napoli, fino al 1815 (sovrani di origine francese)
- Regno di Napoli, fino al 1816 (dinastia dei Borbone di Napoli)
- Regno delle Due Sicilie, fino al 1861 (dinastia dei Borbone di Napoli)
- Regno d'Italia, fino al 1946
- Repubblica Italiana, attuale

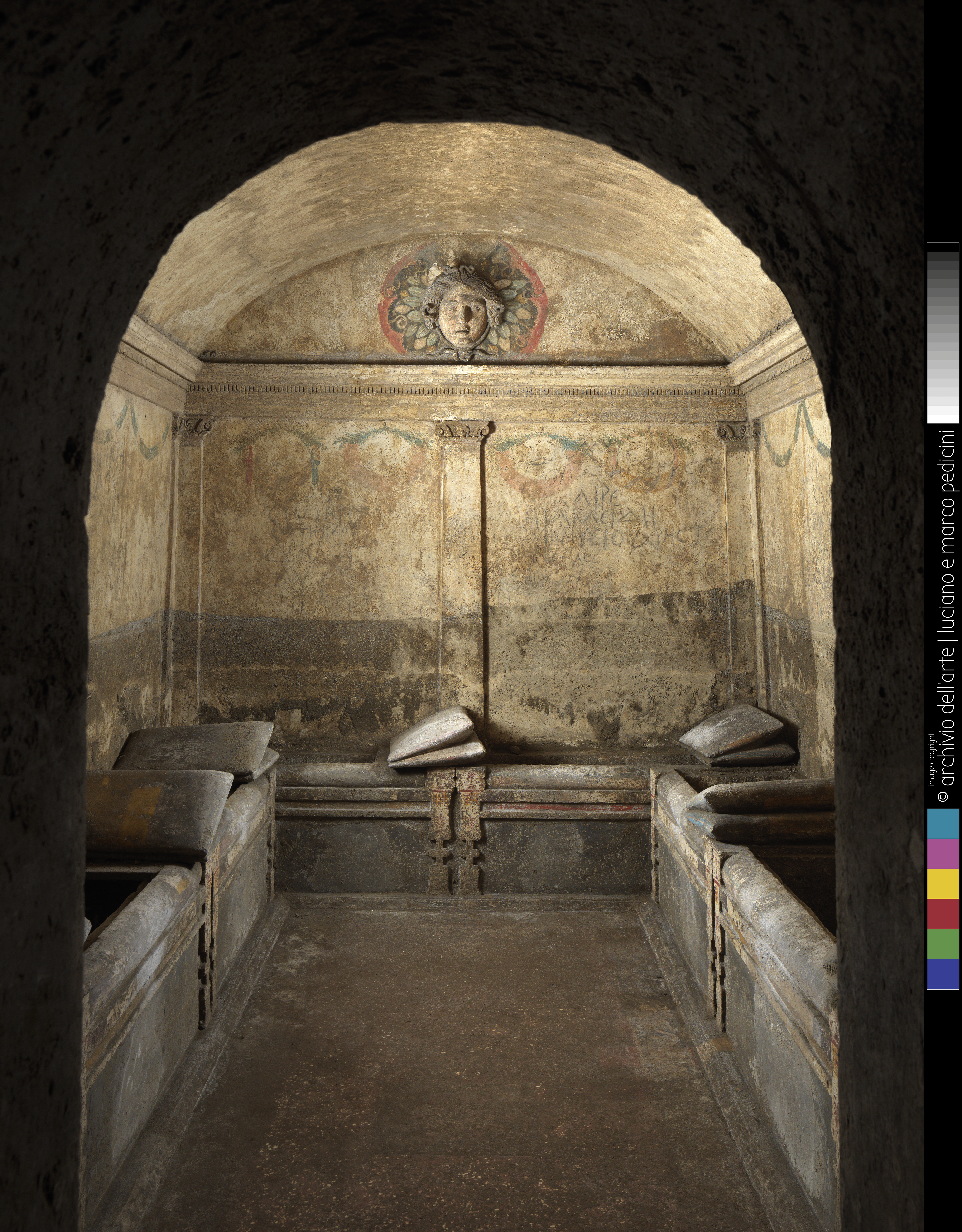
Napoli, Ipogeo dei Cristallini, una rara testimonianza integra di arte e architettura di epoca ellenistica

La storia di Napoli si estende per circa tremila anni, dalla fondazione nell’VIII secolo a.C. fino ai giorni nostri.
Il sito originario della città, situato sulla collina di Pizzofalcone e nelle aree circostanti, è stato abitato quasi ininterrottamente fin dal Neolitico avanzato. Tuttavia, questa lunga sequenza cronologica sembra interrompersi all'inizio dell'Età del Ferro. Nel corso dei secoli, Napoli si è progressivamente espansa, divenendo nel XVII secolo una delle megalopoli più popolose del mondo. Ha inoltre esercitato una profonda influenza sull'Europa sin dall'Evo antico.
La sua storia si configura come un microcosmo di quella europea, segnata dall’incontro e dalla convivenza di civiltà, popoli e culture diverse, le cui tracce sono ancora visibili nel ricco patrimonio artistico e monumentale della città, di valore universale senza eguali. In particolare, è proprio questa tradizione di apertura e dialogo interculturale che ha determinato la scelta di Napoli, nel 2019, come sede dell'Assemblea parlamentare del Mediterraneo. Napoli è stata capitale dell’Italia meridionale per oltre mezzo millennio, governando un vasto territorio che ha avuto un ruolo centrale negli equilibri politici e culturali del Mediterraneo e dell’Europa.
Fin dalle sue origini, la città ha subito attacchi, invasioni e distruzioni, affrontando nel corso dei secoli anche numerose catastrofi naturali quali eruzioni vulcaniche, terremoti, maremoti, incendi, lahar e pestilenze.
(Alessandro Barbero)

## Le età preistoriche

### Le origini

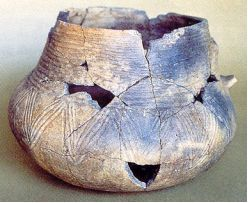
Vaso della civiltà del Gaudo

Le più antiche tracce di frequentazione e occupazione nel territorio comunale di Napoli risalgono, secondo i dati finora raccolti, al Neolitico Medio, testimoniati da reperti tipici della cultura di Serra d'Alto ritrovati nei pressi della basilica di Santa Maria degli Angeli a Pizzofalcone (ossia tra l'acropoli e la necropoli di Partenope, alle spalle della collina di Pizzofalcone). Nella stessa area sono stati ritrovati, inoltre, un importante strato archeologico risalente all'Eneolitico Antico e uno all'antica/media Età del bronzo. L'Enolitico Medio, tipo Gaudo, è noto più all'interno di Partenope, grazie ai vecchi ritrovamenti di Materdei, mentre il Bronzo Antico o meglio Medio iniziale è presente a piazzale Tecchio, che si può considerare l'inizio dell'area flegrea (e in altri siti meno significativi). Infine, a valle della collina di Pizzofalcone, nell'area costiera del porto di Napoli, sono stati rinvenuti abbondanti rinvenimenti ceramici (perlopiù forme chiuse, come olle ovoidi e cilindro ovoidi), databili tra il Bronzo Finale e l'inizio del Ferro, che documentano l'esistenza di un sito forse a carattere produttivo, deputato allo svolgimento di attività costiere. Per le popolazioni dell'Età del bronzo e poi del Ferro presenti in quest'area del golfo di Napoli, le fonti greche usano i nomi di Ausoni e Opici.

## Evo antico

### Fondazione di Partenope

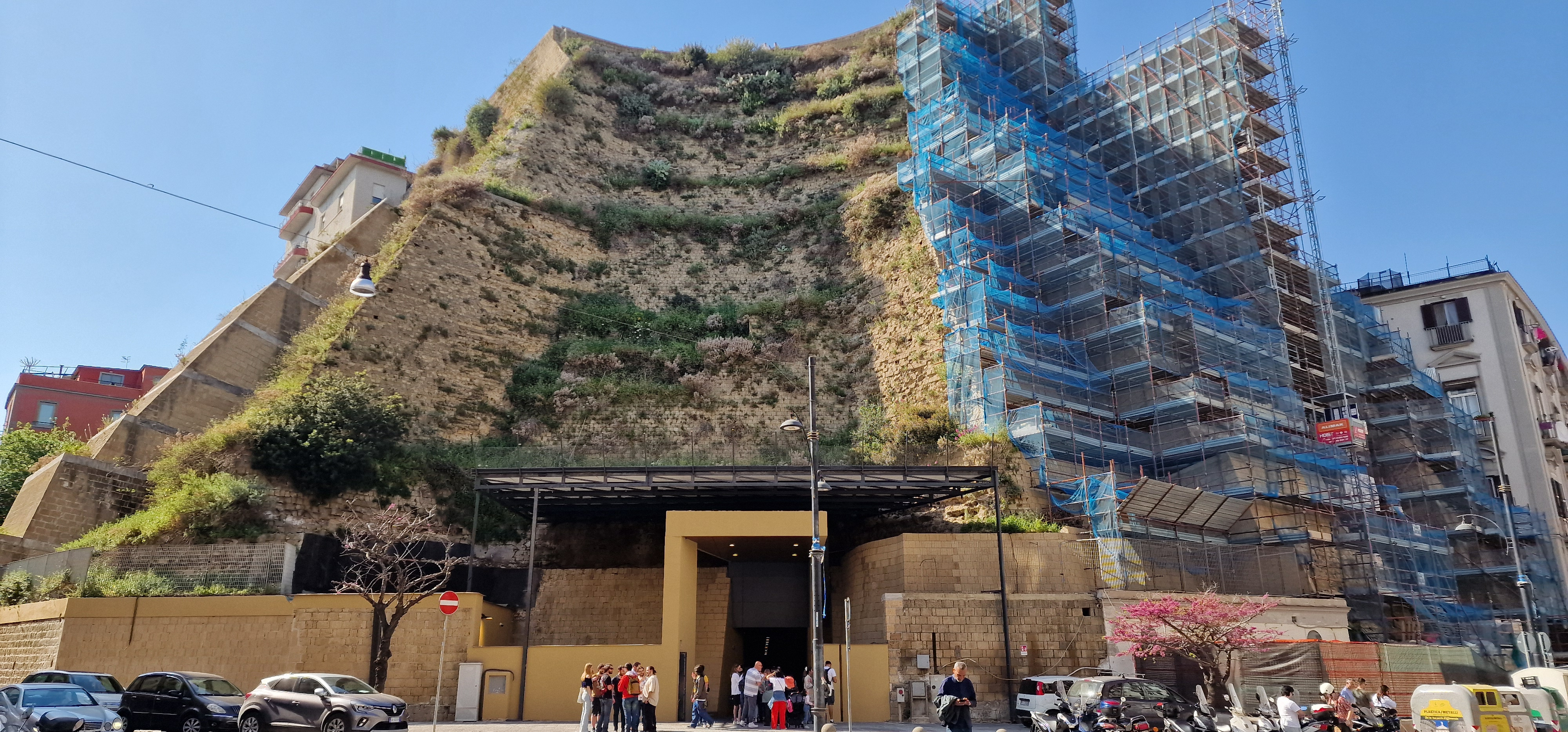
Monte Echia a Pizzofalcone, il luogo di fondazione di Partenope

Partenope venne fondata dai Cumani alla fine dell'VIII secolo a.C. (sebbene la documentazione archeologica più antica risalga al III quarto dello stesso secolo, corrispondente al periodo cronologico di Pithecusa e Cuma) e prendeva il nome dalla Sirena eponima, il cui santuario, grazie alle più recenti ricerche archeologiche, può essere identificato a piazza Nicola Amore.
L’insediamento, sorto in una posizione particolarmente favorevole su uno sperone roccioso circondato su tre lati dal mare, nacque come scalo marittimo (epineion) subordinato al centro principale, come generalmente riconosciuto dal metodo storico-critico in relazione alla colonia fondata dagli Euboici.
Le indagini hanno permesso di individuare il porto, che fu anche quello di Neapolis, nell'attuale piazza del Municipio (all'epoca un bacino chiuso e protetto, che a sua volta faceva parte di una vasta insenatura situata tra castel Nuovo e la chiesa di Santa Maria di Portosalvo).
Poiché per l'ubicazione favorevole e la qualità dei luoghi la colonia cominciò ad essere maggiormente frequentata, i Cumani, temendo che la propria città venisse sostituita, decisero di «distruggerla». Per ulteriori dettagli sull'evidenza archeologica che documenta lo sviluppo di Partenope, consultare la voce di approfondimento Partenope (città antica).

### Fine VI secolo a.C.: La rifondazione come Neapolis
La fondazione di Neapolis si colloca in quel clima di stasis (lotte tra fazioni) vigente a Cuma per tutta la parabola di Aristodemo. La circostanza decisiva corrisponde all'instaurazione della tirannide di Aristodemo, dopo il suo trionfo ad Aricia. La tradizione ricorda dell'espulsione forzata degli oligarchi che trovarono asilo a Capua. È probabile che in questa occasione essi abbiano deciso di dare spazio alla Nea Polis (Nuova Città). Ad ogni modo, risulta certo che la fondazione della città sia avvenuta per mano di oligarchi, mossi dalla volontà di dar vita ad una "seconda Cuma", del tutto somigliante alla città dalla quale erano stati cacciati; lo provano già a sufficienza sia il prosieguo di culti come quello di Demetra, sia la fedele ripresa dell'organizzazione in fratrie. Tale livello cronologico è confermato da rinvenimenti ceramici in un tratto delle mura e in vari punti della città.
Neapolis sorse a est della collina di Pizzofalcone, nel pianoro compreso tra le attuali chiese di Sant'Aniello a Caponapoli (p.zza Cavour), dei SS. Apostoli (San Lorenzo) e di Santa Maria Egiziaca (Forcella), pari ad un'area di circa 72 ettari. Una città non molto estesa, dunque (Metaponto ad esempio misura il doppio, 144 ha.).
L'insediamento venne edificato secondo i criteri greco-classici: acropoli (individuata nell'attuale area di Sant'Aniello a Caponapoli), agorà (corrispondente all'odierna piazza San Gaetano) e necropoli (situate sulla collina di Santa Teresa degli Scalzi, a San Giovanni a Carbonara, allo sbocco di San Biagio dei Librai e nei pressi di Castel Capuano). In quest'ultima, in particolare, i vasi portati alla luce durante gli scavi sono di fattura cumana e testimoniano l'assenza, a Neapolis, di una scuola artistica autoctona.
L'impianto urbano si fondava su tre strade maggiori e più larghe (in greco antico: πλατεῖαι?, platêiai) che erano incrociate ortogonalmente con l'intreccio di strade più strette (in greco antico: στενωποί?, stenōpói). Il caso di studio neapolitano rimanda a modelli tardo-arcaici, quali quelli, più antichi, di Poseidonia e Agrigento, e quelli più recenti di Naxos e Himera. Tale sistema è compatibile con la cronologia della nascita di Neapolis, cui rimandano i ritrovamenti sopracitati.
Come si è visto, la nuova città non nacque inglobando e di conseguenza sviluppando la città vecchia, come avvenne invece a Costantinopoli. Al contrario, sorse giustapposta ad essa per motivi commerciali: Neapolis era infatti tutta proiettata verso la valle del Sarno. In realtà, il plateau di Neapolis era già diffusamente occupato prima della fondazione della polis e si può considerare come il territorio di Partenope. La scelta della zona bassa, rispetto alla collina di Pizzofalcone, permise di pianificare un impianto urbano più ampio e regolare. L'insediamento più antico sul colle di Pizzofalcone sopravvisse anche dopo la fondazione della 'Città Nuova', rimanendo un polo secondario della polis (la Palepolis), che continuò a svolgere un ruolo significativo nel contesto urbano. In questo modo, Neapolis acquisì delle specificità che le permisero di essere annoverata tra le polis bipolari.

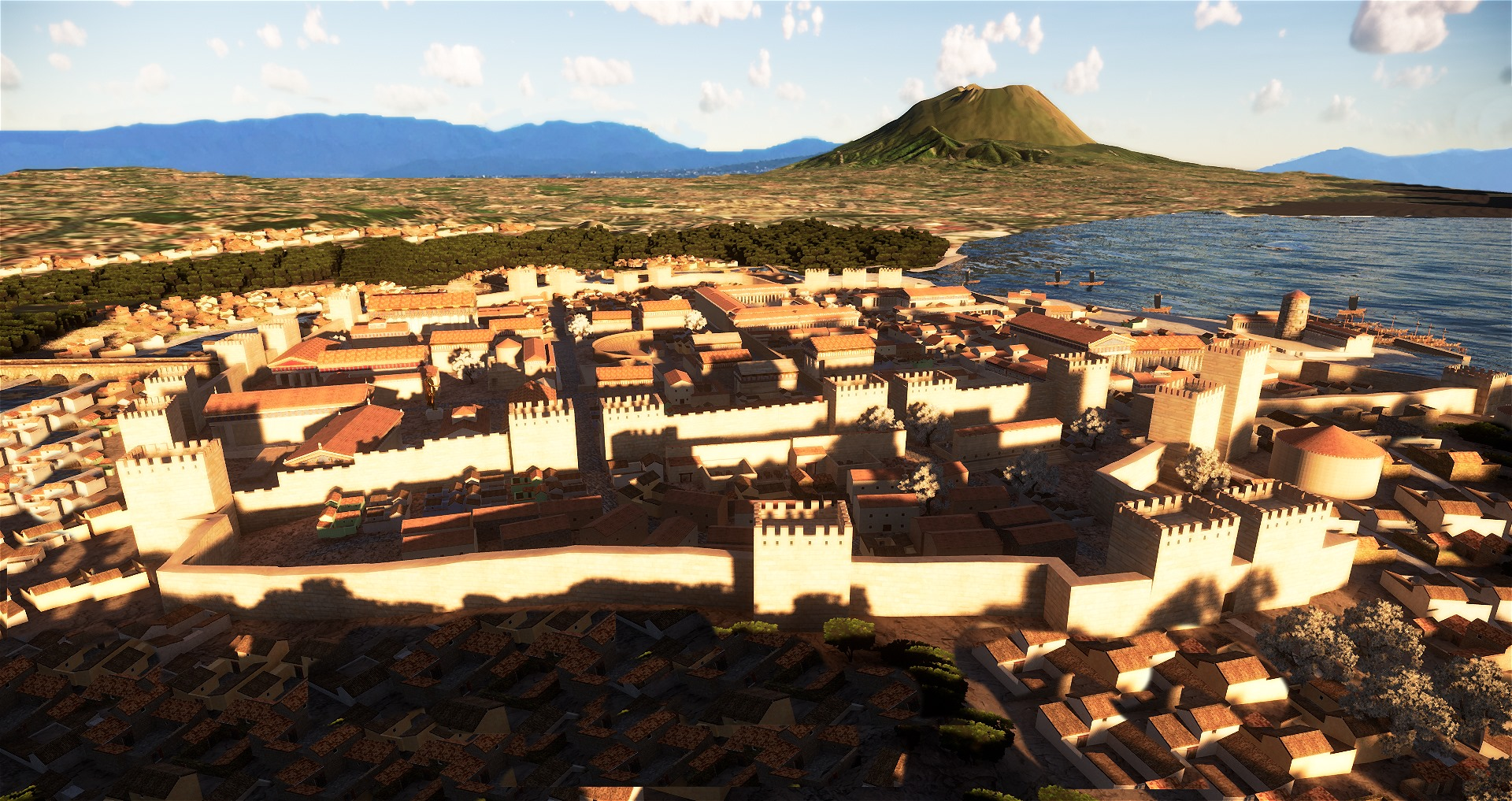
Ricostruzione 3D verosimile della Neapolis greca

Con l'arrivo del navarca ateniese Diotimo, Neapolis inaugurò il suo ruolo sempre più egemone su tutto il litorale campano ed "internazionale" nel Mediterraneo.

### L'influenza ateniese e siracusana
La "Nuova Città", che è tale in riferimento all'aggiunta di nuovi coloni e non per aver soppiantato la "Città Vecchia", seppe già a partire dalla prima metà del V secolo a.C. sia ereditare da Cuma il ruolo egemone sul mare (anche per quanto riguarda la lotta contro gli Etruschi: Neapolis, infatti, fu alleata di Siracusa nella celebre vittoria nelle acque del golfo di Napoli contro gli Etruschi nel 474 a.C.), sia assumere il controllo sullo specchio di mare che da golfo Cumano divenne golfo Neapolitano. Questo successo in campo commerciale fu reso possibile grazie alla sua posizione strategica e al declino della tirannide dei Dinomenidi a Siracusa (466 a.C.), che aveva indebolito la presenza siracusana nella regione. Inoltre, l'abbandono di Pithecusa da parte del presidio siracusano, a causa di un violento terremoto (o più probabilmente un'eruzione vulcanica del Monte Epomeo), contribuì ulteriormente al rafforzamento di Neapolis. All'influenza siracusana seguì un rapporto privilegiato con Atene.
Pericle, avvertendo prematuramente il grande valore strategico del medio Tirreno, stabilì molto presto in quel mare forti e radicati rapporti, sul piano commerciale, politico e culturale.
L'interesse ateniese per la Campania, ma anche per la Sicilia e l'Adriatico, fu dovuto al bisogno di derrate alimentari, soprattutto cereali, per soddisfare il fabbisogno di una popolazione in costante aumento. I traffici erano dunque orientati verso quelle zone particolarmente ricche di cereali, con l'obiettivo di controllare completamente i mercati granari.
Le ripercussioni della presenza attica nella città furono numerose: il grande sviluppo in ambito portuale; i legami ancora più stretti con centri siti in territori pianeggianti atti alla coltivazione del grano (Allifae, Capua, Nola, Cuma, Dicearchia); l'introdursi nell'area - assieme probabilmente alla città di Elea - della nascente comunità italiota non solo da un punto di vista economico, ma anche cultuale, il potenziamento, come documentato dalla tradizione storica stessa, del corpo civico e militare attraverso l'arrivo nel golfo del celebre ammiraglio ateniese Diotimo (è alquanto dibattuta la data esatta dell'arrivo: dopo la fondazione di Thurii, nel pieno degli anni trenta, ecc.); il potenziamento, sempre tramite quest'ultimo, del culto della sirena Partenope in funzione antisiracusana, con l'istituzione di una lampadedromia destinata a diventare celebre in tutto il mondo antico.
L'unico ostacolo significativo tra Atene e il fiorente mercato campano fu rappresentato dai tentativi siracusani di conservare, anche in seguito al crollo della tirannide, una posizione primaria nel Tirreno. Un fattore che alla lunga avrebbe portato allo scontro con la città siciliana. Nel 415 a.C. la spedizione ateniese contro Siracusa finì in un vero e proprio disastro. I rapporti tra Neapolis e Atene subirono un'attenuazione solo con le vicende inerenti alla guerra archidamica e alla peste, che minarono sostanzialmente l'economia dell'Attica.

### Gli Osci
Alla fine del V secolo a.C. il popolo osco dei Campani prese il sopravvento nella città, anche se non si trattò di una conquista militare. Questo processo è riscontrabile in altre località, come la non distante Paestum, dove vi fu una lenta, graduale, ma costante infiltrazione dell'elemento italico, dapprima richiamato dagli stessi Greci per i lavori più umili e servili, per poi divenir parte della compagine sociale mediante il commercio e la partecipazione alla vita cittadina, fino a prevalere e sostituirsi nel potere politico della città.
Nel 423 a.C. Capua, la grande roccaforte-granaio etrusca, venne conquistata, seguita nel 421 a.C. da Cuma, che dovette capitolare dopo un pesante e cruento assedio. Una parte dei suoi abitanti in fuga trovò rifugio proprio all'interno delle mura di Neapolis, che così pagò il suo debito di riconoscenza. Neapolis riuscì a salvaguardare la propria incolumità e sovranità politiche solo ammettendo con grande anticipo le élite osche alle principali cariche pubbliche della polis. Tuttavia, a causa di questo comportamento, Neapolis minò profondamente le sue relazioni con la metropolis, ossia la sua "città madre", Cuma.

### I Romani
Dalla prima metà del I secolo a.C. fino ad almeno lo scorcio del I secolo d.C., l'alta società romana si trasferì in città alla ricerca del modo di vivere greco. In quest'epoca eleganti residenze romane con annesse piantagioni sorsero lungo la costa neapolitana, che vide l'emergenza della villa, un tipo di dimora che divenne molto presto uno status symbol delle aristocrazie romane. Sul Monte Echia si levava la faraonica villa di Lucio Licinio Lucullo (ove un tempo sorgeva la Palepoli di Neapolis), mentre a ovest della città, a Pausilypon cioè “sollievo dal dolore”, nell'ambito dell'espansione della città verso i Campi Flegrei, fu costruita la vasta villa del ricco cavaliere romano Publio Vedio Pollione (poi lasciata in eredità ad Augusto che la trasformò in una splendida residenza imperiale); a tal fine venne realizzata anche la grotta di Seiano, opera dell'architetto cumano Lucio Cocceio Aucto. Neapolis fu caratterizzata, inoltre, da strutture termali che nulla avevano da invidiare all'attigua Baia. La vocazione soprattutto turistica e terziaria della città si scontrò ad ogni modo con la decadenza del tessuto imprenditoriale e mercantile, ben lontano dallo splendore del periodo greco e ancor più di quello ellenistico.
Nel 326 a.C., avendo commesso, come è attestato nel racconto potenzialmente parziale dello storico romano Tito Livio, atti ostili nei confronti dei Romani residenti in Campania e avendo rifiutato la richiesta di risarcimento di Roma, i Partenopei videro l'esercito capitolino, guidato dal console Publilio Filone, marciare sulla città e cingerla d'assedio. Nel frattempo erano giunti circa quattromila soldati Sanniti e circa duemila soldati Nolani per rinfozare le difese di Neapolis. I Neapolitani si arresero ai Romani dopo un anno di resistenza, anche grazie ad uno stratagemma con il quale i Greci allontanarono i Sanniti dalla città, e a Quinto Publilio fu decretato il trionfo (per approfondire questo episodio storico, vedi Partenope).
(Tito Livio)
Tuttavia Roma lasciò alla città ampie autonomie e permise che i suoi costumi, la sua lingua e le sue tradizioni di origine greca sopravvivessero, preferendo piuttosto stringere una sorta di patto di solidarietà e creando così quello che fu chiamato foedus Neapolitanum, con particolare attenzione agli aspetti commerciali e di difesa per quanto riguardava la flotta. La notizia dell'allenza tra Roma e Neapolis preoccupò non poco Taranto che temeva di dover rinunciare alle sue ambizioni di conquista sui territori dell'Apulia settentrionale a causa dell'avanzata romana.
Nel 280 a.C., dopo la battaglia di Eraclea, quando Pirro si accorse che non c'era alcuna possibilità di un accordo con il Senato romano, decise di passare al contrattacco, avanzando con la sua armata verso nord. Durante l'avanzata deviò su Neapolis con l'intento di prenderla o di indurla a ribellarsi a Roma. Il tentativo fallì e comportò una perdita di tempo che giocò a vantaggio dei Romani: quando giunse a Capua la trovò già presidiata da Levino.
Nel 211 a.C., nell'ambito della seconda guerra punica, la città di Capua venne severamente punita a causa della sua alleanza con Annibale. Grazie a ciò la preminenza di quest'ultima in ambito campano andò scemando a favore di Neapolis.
Con l'istituzione di una dogana nel 195 a.C., il suo ruolo di potenza marittima, che si potenziò anziché indebolirsi con la conquista romana (nel 242 a.C. i Neapolitani e i Veleati con l'isola greca di Coo decretano l'ammissione del diritto di inviolabilità per il tempio di Asclepeion di Coo e tra il II e i I secolo commercianti neapolitani frequentano il grande porto mediterraneo dell'isola di Delo), subì un primo colpo a vantaggio della vicina concorrente Puteoli e in seguito, nonostante i tentativi di Annibale (il quale fu respinto da Hegeas, alle porte della città) di sobillare i suoi abitanti contro Roma, Neapolis fu promossa a municipio romano, perdendo parte delle sue autonomie e rallentando non di poco il suo slancio produttivo ed imprenditoriale, sebbene restassero ancora in vigore le fratrìe e le figure di arconti di tradizione greca.
Nell'82 a.C., nella lotta fra Mario e Silla, trovandosi a parteggiare per il primo, la città dovette subire le devastazioni compiute dal secondo, animato dal desiderio di vendetta per l'affronto subito; ciò privò oltretutto Neapolis della sua flotta e dell'isola d'Ischia: un altro duro colpo per l'economia neapolitana che dall'isola ricavava l'argilla necessaria per la produzione ceramica. E tuttavia, il porto della città continuò a svolgere un importante ruolo di scalo regionale, il tutto accentuato dai consumi e stili di vita della Partenope otiosa e docta (cioè luogo di svago e di studio), come mostrano gli abbondanti reperti archeologici rinvenuti in piazza del Municipio, di origine trasmarina.
Nel 49 a.C., nella guerra civile tra Cesare e Pompeo, la città anche stavolta si vide schierata dalla parte dello sconfitto e, per questo, subì gravi conseguenze. A Neapolis si formò la congiura per uccidere Cesare (sembra che Cassio partì proprio da uno dei lidi della città per andare a compiere il celebre omicidio).
Nel 2 a.C., a causa delle distruzioni prodotte da un incendio e da un terremoto, ma anche perché, come riporta lo storico Cassio Dione, i neapolitani erano gli unici a preservare e coltivare la cultura greca, l'imperatore Augusto decise di designare Neapolis come sede dei Giochi Isolimpici (denominazione derivante dal fatto che essi fossero equiparati a quelli che si svolgevano a Olimpia, sia per la tipologia delle gare, che per la periodicità). Tali giochi acquisirono un prestigio pari a quello degli eventi più famosi del mondo greco, come le celebrazioni di Olimpia o Delfi, a cui assistettero o parteciparono anche alcuni imperatori, tra cui Augusto e Tito. Ne conseguì una sorta di rifondazione della città, con ricostruzione, in seguito all'incendio, officiata per merito dei Sebastà, il concorso sacro in onore di Augusto, che si accompagnò alla richiesta di cambiare nome.
Quando la città fu promossa da municipio romano a colonia, forse sotto Marco Aurelio, contemporaneamente si assistette ad una ripresa dal periodo di decadenza produttiva, con conseguente incremento dei commerci: Neapolis continuava a essere d’altra parte un luogo di attrazione per i Giochi Isolimpici.

#### L'avvento del cristianesimo
Nel 62 d.C. la città venne colpita da un violento terremoto, il quale provocò danni anche al teatro, da dove, come riporta Svetonio, Nerone stava debuttando con una sua ode e costrinse il pubblico a continuare ad ascoltarlo. Il 24 ottobre del 79 un'eruzione del Vesuvio mise a dura prova la comunità neapolitana. Dopo aver seppellito di ceneri e lapilli le città che sorgevano a sud-est del vulcano, le colate piroclastiche diedero il colpo di grazia: queste ebbero una potenza tale da disperdersi in un raggio d'azione di più di 10 km dal cratere sul lato nord-ovest e più di 15 sul lato sud-est. Neapolis non venne investita da queste ultime, ma subì comunque non pochi danni a causa dei terremoti e dell'abbondante pioggia di ceneri e lapilli. Pompei ed Ercolano (un suburbio di Neapolis) furono invece completamente distrutte, anche se buona parte dei loro abitanti riuscì a fuggire e a reinsediarsi proprio a Neapolis ed in altre comunità del golfo. Le città campane, dopo la grande eruzione, seppero ad ogni modo riprendersi abbastanza velocemente, in quanto il celebre poeta neapolitano Publio Papinio Stazio scriveva alla moglie:
«Ma cosa credi che il Vesuvio abbia totalmente spopolata la Campania? Non esageriamo: ci sono ancora tanti abitanti a Pozzuoli, a Capua, a Napoli, a Baia, a Miseno, a Capri, a Ischia, a Sorrento e anche a Stabia, che è risorta dalle sue rovine.»
Il primo vescovo napoletano, stando alle fonti agiografiche, fu Sant'Aspreno, consacrato dallo stesso San Pietro (che una leggenda vuole presente a Neapolis a dire messa nella basilica di San Pietro ad Aram); Aspreno, poi canonizzato, resse la comunità cristiana napoletana per 33 anni e morì nel 69; l'assenza di martiri fra i cristiani di Neapolis spinse alla scelta, come santo patrono della città, di San Gennaro, vescovo di Benevento, decapitato nella vicina Puteoli nel 305.
L'arrivo a Neapolis dei testi di grandi apologisti latini come Tertulliano, l'azione organizzatrice di papa Vittore I prima e quella più strettamente caritativa di papa Callisto I da un lato e il nuovo corso impresso alla politica romana dalla dinastia dei Severi, diedero impulsi benefici alla comunità cristiana ed alla città più in generale.
Sotto Diocleziano, persecuzioni anti-cristiane avvennero anche a Neapolis, almeno sino al 311, anno in cui un editto imperiale concedeva ai cristiani libertà di riunione e di professione della loro fede.
Sotto Costantino ebbero luogo significativi interventi urbanistici che mutarono il volto della città, come il restauro dell'acquedotto del Serino e il miglioramento della viabilità verso l'area flegrea, solo per citare i più noti. Tuttavia, gli influssi positivi della politica di questo imperatore furono di durata breve, poiché a partire dal 410 si verificarono numerose invasioni barbariche. Nel 459 Neapolis fu attaccata dai Vandali guidati da Genserico, ma non fu espugnata grazie anche alle nuove fortificazioni volute da Valentiniano III, in risposta all'accresciuto ruolo commerciale e militare della città. A differenza delle sue rivali storiche, Puteoli, che decadde definitivamente, e Capua, che conobbe un declino ma si riprese concretamente un'ultima volta alla fine dell'VIII secolo prima di essere distrutta nel IX secolo e abbandonata, Neapolis assunse anche la nuova funzione di luogo di rifugio, soprattutto per chi veniva dall'Africa.
Nel 472 si verificò un'ulteriore eruzione catastrofica del Vesuvio, paragonabile a quella del 79 che distrusse Pompei ed Ercolano. La zona maggiormente interessata dall'evento fu quella posta a est e a nord-est del vulcano. I flussi piroclastici si propagarono fino ad una distanza di almeno 10 km dal cratere e la cenere emessa si spinse molto ad oriente, tanto da oscurare Costantinopoli, da dove l'imperatore Leone I, terrorizzato, minacciò di scappare.
Nel 476 Romolo Augusto, l'ultimo degli imperatori romani d'Occidente, venne deposto ed imprigionato, per mano di Odoacre, presso castel dell'Ovo, a quel tempo villa romana fortificata.

## Medioevo

### Periodo bizantino

#### La provincia bizantina diCampania
Ai postumi delle eruzioni vesuviane tra V e VI secolo si riferiscono quelle gravissime colate di fango, composte da materiale vulcanico e acqua, che seminarono il terrore tra gli abitanti della regione. A Neapolis, come dimostra soprattutto la zona di San Lorenzo, potenti lahar scesero dalle colline dei Vergini, Sanità e San Carlo all'Arena, inghiottendo completamente i quartieri orientali. Tuttavia, la zona cominciò a ripopolarsi in un periodo relativamente breve, ovvero tra il 537 e il 557 d.C., quando sul luogo sorse una basilica paleocristiana (per approfondire, vedi scavi archeologici di San Lorenzo Maggiore). L'esenzione dai tributi disposta per l'occasione da parte di re Teodorico, unita alla politica espansionistica (con conseguente inasprimento delle tasse e riduzione della spesa pubblica), non permise ad ogni modo di invertire un graduale indebolimento dell'economia della provincia, anche se le città campane continuarono a rivestire un ruolo centrale nei meccanismi produttivi della zona.

##### La guerra gotica e la distruzione
Nel VI secolo la città venne sottratta ai Goti dall'Impero romano d'Oriente durante il tentativo di Giustiniano I di ricreare l'Impero e la città fu sottomessa dal nuovo conquistatore, il generale Belisario (536) che, dopo un lungo e stretto assedio, la sottopose ad un cruento sacco (la durezza del trattamento inferto ai neapolitani indusse Roma, nello stesso anno, ad aprire a Belisario le porte della città). Il ripopolamento di Neapolis fu compiuto dallo stesso Belisario che, sentendosi in colpa e rimproverato da Papa Silverio, fece affluire in città abitanti da molti altri centri e villaggi della Campania, come Amalfi, Atella, Pollena Trocchia, Nola e Sorrento. A presidiare la città furono lasciati circa 300 fanti e un numero indefinito di soldati.
Dopo una nuova e breve parentesi gota (riconquista di Totila del 542), Napoli fu saldamente in mano bizantina grazie all'azione militare di Narsete e diventò provincia bizantina, a partire dal 534 e per i successivi sei secoli. La provincia bizantina di Campania era amministrata da uno Iudex Provinciae mentre la massima autorità militare era un dux o un magister militum. Nel 571 i Longobardi s'impadronirono di Benevento fondando il Ducato di Benevento e sottrassero ai Bizantini il controllo dell'entroterra campano. Qualche anno dopo l'Imperatore Tiberio II Costantino (578-582) decise di scindere l'Italia centro-meridionale in due eparchie: l'Urbicaria e la Campania. L'Urbicaria divenne poi il ducato romano mentre la Campania nel corso del VII secolo divenne anch'esso un ducato, governato da un duca.

##### L'ordinamento giuridico
La notevole influenza del regno di Giustiniano in ambito culturale, artistico e, ancor più, nel campo della giurisprudenza (basti pensare al Novus Iustinianus Codex che fu la base del nuovo ordinamento giuridico) si fece sentire anche a Napoli.
Nacque così un governo che era da un lato dotato di una struttura militare, necessaria per la difesa del regno in un siffatto periodo di instabilità politica, e dall'altro di una struttura prettamente civile, deputata più che altro al governo delle province conquistate; inoltre, andò aumentando l'importanza conferita al clero, in particolar modo alla figura del vescovo con ampi poteri anche di giurisdizione civile ereditati dalla vecchia figura del magistrato, ormai scomparsa.

##### Il periodo vescovile
Sotto il nome di periodo vescovile s'indica generalmente l'arco di tempo che va dal 578 al 670 e che vede l'affermarsi in città della figura del vescovo come figura di primaria importanza sia religiosa che civile e quindi dotata di potere temporale vero e proprio.
Proprio per le prerogative conferite loro dal nuovo sistema amministrativo e giuridico, spesso vi furono degli aspri contrasti dei vescovi con gli stessi pontefici romani, arrivando in alcuni casi anche a difendere la città dall'ingerenza della Chiesa.
Fu questo un periodo di continue guerre con i Longobardi che dominavano gran parte dell'Italia meridionale e che più volte assediarono la città (come nel 592 e nel 599) senza, tuttavia, riuscire ad assoggettarla, grazie anche al costante apporto del papato, in particolare nella persona di papa Gregorio I.

#### Il ducato bizantino

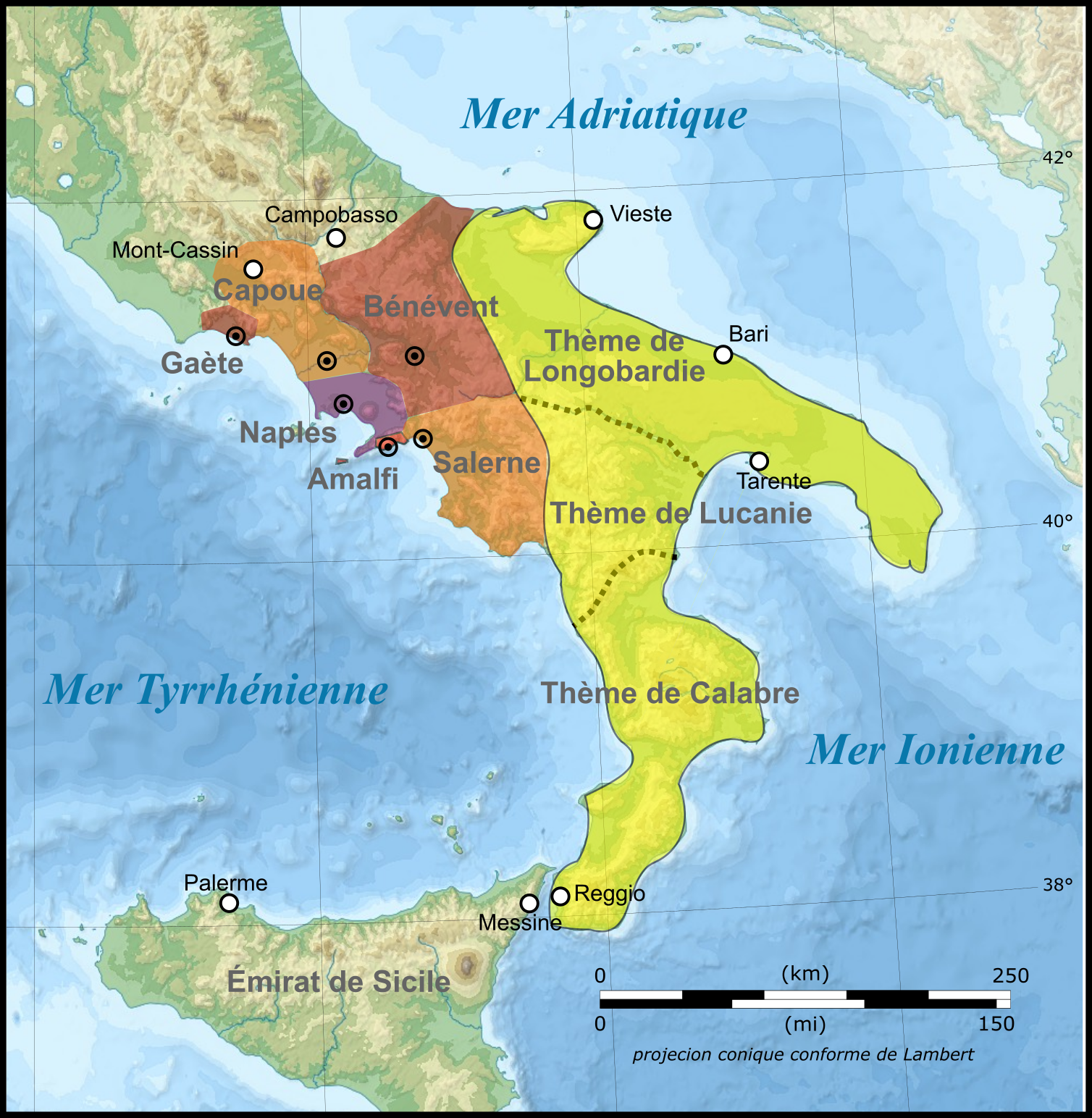
La Napoli bizantina nel sud Italia dell'anno 1000

La data di fondazione del Ducato napoletano è incerta: secondo Eliodoro Savino il territorio campano venne «smembrato pochi anni prima del 600 tra i due Ducati bizantini di Roma e di Napoli e quello longobardo di Benevento». La mancanza di riferimenti alla provincia Campania nell'epistolario gregoriano, anche se non ne implica l'abrogazione (che viene smentita da numerose fonti che attestano la presenza di Iudices Campaniae nel corso del VII secolo), è significativa perché indica un crescente potere dei duchi che alla fine diventeranno la massima autorità civile e militare nel 638, portando nello stesso anno all'abolizione della carica di Iudex Provinciae.
Sulla scia della rivolta del 615 che a Ravenna portò all'assassinio dell'esarca, a Napoli Giovanni Consino si pose a capo del malcontento popolare che iniziava a suscitare il dominio di Bisanzio e che, testimoniava un sempre maggior desiderio di autonomia dei napoletani. Giovanni si rese quindi indipendente da Bisanzio ma la sua rivolta venne sedata energicamente e in poco tempo dall'esarca Eleuterio. Nel 638 il dux divenne la massima autorità civile e militare del Ducato.
La tradizione dice che il primo duca locale di Napoli fu Basilio nel 661, ma questa tesi viene ora respinta dagli studiosi moderni. I duchi che si susseguirono e che furono, in ordine cronologico, Teofilatto I (666-70), Cosma (670-72), Andrea I (672-77), Cesario I (677-84), Stefano I (684-87), Bonello (687-96), Teodosio (696-706) e Cesario II (706-11), dovettero fronteggiare con una serie di guerre i Longobardi, l'altra potenza dell'Italia meridionale, che premevano dai vicini Ducati di Capua e Benevento.
Nel 711 i napoletani, guidati dal saggio governo del duca Giovanni I e spalleggiati dall'appoggio di papa Gregorio II, riuscirono a riconquistare la città di Cuma, caduta inaspettatamente in mano longobarda.
La controversia iconoclasta scatenatasi nel 726 pose il nuovo duca, Teodoro I in una difficile condizione di incertezza fra la fedeltà all'Imperatore di Bisanzio e la devozione al Papa, dalla quale il duca seppe uscire a testa alta conservando una posizione di equidistanza che non compromise i rapporti di Napoli né con l'Impero né con il Papato.
Durante il periodo vescovile in città sorsero numerosi monasteri, oltre a svariate chiese; i monasteri erano per lo più cenobi di origine greca (retti da monaci basiliani) che trovavano allocazione sulle alture dell'interno o sulle isole, come quello che sorgeva nell'antico Oppidum Lucullianum, sulla collina del Monte Echia o sull'isoletta di Megaride, sebbene non mancassero insediamenti monastici in città, come il monastero greco di San Sebastiano.
Anche a Napoli, come a Roma, i monaci furono i principali divulgatori della cultura in una lingua ormai diversa dal latino classico e che aveva ormai assorbito influssi greci di derivazione bizantina ma che produsse, oltre a trascrizioni e traduzioni dei classici anche la produzione di vite di santi (letteratura agiografica).
Dal punto di vista artistico va ricordato che a Napoli l'influsso longobardo fu pressoché nullo, e la tradizione artistica romana e paleocristiana si perpetuò a lungo nel tempo ma, anche dell'arte bizantina da cui la città mutuava molti influssi, è rimasto molto poco a causa sia di eventi come calamità o distruzioni belliche sia di una capacità di trasformazione e di adattamento operata dagli artisti.
In quest'epoca Napoli, che acquistò i connotati di un'importante città d'Occidente, fu circondata da nuove mura, anche per una migliore difesa dalle minacce dei Longobardi, e vennero costruiti una sorta di grandi strutture difensive, dei propugnacula esagonali e ottagonali, che, staccati dalla cinta urbana, erano volti specialmente a proteggere la città sul lato marittimo.

#### Il ducato autonomo napoletano, la "Lega Campana" e la battaglia di Ostia

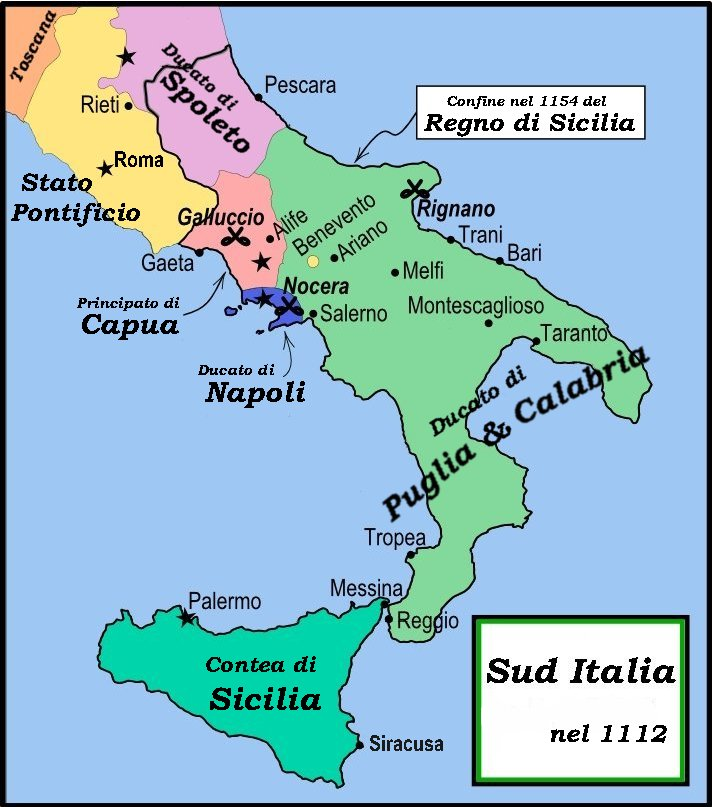
Il ducato autonomo

Dopo i ducati di Giorgio e Gregorio I, divenne duca Stefano II, in un primo momento molto legato a Bisanzio e poco al Papato ma che, successivamente, nel 763 riconobbe il pontefice Paolo I e si ribellò apertamente all'autorità centrale, assumendo la carica vescovile e divenendo così di fatto il primo a guidare il ducato napoletano autonomo.
Ciò venne incontro al desiderio del popolo napoletano che andò acquistando una sempre più ampia coscienza civica e una fiducia sempre maggiore nella propria autonomia, tanto che da solo e con la lungimiranza dei suo capi e dei suoi vescovi poté resistere ai tentativi di conquista da parte dei Longobardi, dei Franchi e dei Saraceni. Nell'831 la città subì un duro assedio da parte dei Longobardi di Benevento che riuscirono ad impadronirsi del corpo di San Gennaro, mentre la testa rimase nella basilica di Santa Restituta.
Nell'832 Stefano fu assassinato da una congiura ordita da alcuni nobili napoletani sobillati da emissari di Sicone, principe longobardo e fu eletto duca proprio uno dei suoi assassini, Bono, destituito dopo appena sei mesi dal suo incarico.
Nell'840, con l'avvento di Sergio I sembrò terminare il lungo periodo di lotta del Ducato contro i barbari e in difesa della romanità e fu inaugurata una politica estera più amichevole nei confronti dei Franchi, in funzione di garantire a Napoli una sempre più salda autonomia dalle incursioni saracene e longobarde; ciò tuttavia non impedì ai Saraceni di distruggere nell'845 la località di Miseno. Esito diverso ebbe quattro anni dopo il tentativo musulmano di attaccare e devastare Roma. Nell'849 fu costituita la "Lega Campana" che, condotta da Cesario di Napoli e formata dalle navi dei ducati di Amalfi, Gaeta, Napoli e Sorrento, giunse in soccorso del pontefice Leone IV rendendosi protagonista della leggendaria battaglia di Ostia in difesa di Roma, immortalata con un celebre affresco da Raffaello nelle stanze vaticane e oggi ritenuta dagli storici il più grande successo navale di una flotta cristiana su una musulmana prima della battaglia di Lepanto.

Seguì un periodo in cui si tentò una sorta di alleanza con i Saraceni, osteggiata da papa Giovanni VIII che riuscì a far condurre il duca in catene a Roma e a farlo giustiziare; fu questo un periodo in cui Napoli ed il Papato si ritrovarono ai ferri corti (anche sotto il ducato di Atanasio II).
Successivamente, sotto la spinta politico-diplomatica di papa Giovanni X, si ristabilì una nuova alleanza con lo Stato pontificio in funzione antisaracena. La minaccia dei musulmani, presenti in forza nell'insediamento di Traetto, fu definitivamente debellata nel 915 nel corso della storica Battaglia del Garigliano, decisiva per arginare l'espansionismo arabo nel centro Italia. In questo caso l'esercito napoletano, alleatosi con l'Impero Bizantino, il ducato di Capua, il ducato di Amalfi, il ducato di Benevento, il ducato di Gaeta e il principato di Salerno, fu praticamente sotto il comando di Bisanzio, che non perse occasione per riprendere ad esercitare la propria supremazia sul Ducato; di fatto, i duchi che si susseguirono furono nuovamente nella sfera imperiale, almeno sino al 963.
Intanto, un nuovo spauracchio si affacciò sul Ducato, il Sacro Romano Impero che, con Ottone III iniziò a far valere le proprie mire espansionistiche sulle terre del sud Italia e quindi su Napoli, che, pur rimanendo invischiata nei turbolenti anni delle lotte per il possesso di quelle terre, riuscì sostanzialmente a mantenere la sua indipendenza.
Nel 1030 il duca Sergio IV donò la contea di Aversa alla banda di mercenari normanni di Rainulfo Drengot, che lo avevano affiancato nell'ennesima guerra contro il principato di Capua. Dalla base di Aversa i Normanni acquisirono una propria struttura sociale ed organizzativa e nel volgere di un secolo furono in grado di sottomettere tutto il meridione d'Italia, dando vita al Regno di Sicilia.
 Il Ducato di Napoli fu l'ultimo territorio a cadere in mano normanna: esso seppe salvaguardare la sua indipendenza fino all'avvento di Ruggero II al Regno di Sicilia, al quale il duca Sergio VII dopo due estenuanti assedi, nel 1137 dovette cedere. Anche dopo la capitolazione del Duca, i napoletani si ribellarono al sovrano straniero organizzandosi in una Repubblica aristocratica fino alla definitiva resa avvenuta in Benevento (1139).

### Periodo della dinastia normanna

#### Le vicende storiche
Si andava costituendo quel Regno di Sicilia che unificava Sicilia e Italia meridionale sin dal 1130, anno in cui il nuovo Stato unitario era stato istituito dall'antipapa Anacleto II e successivamente legittimato, nel 1139, da papa Innocenzo II. Ruggero conquistò Salerno, Avellino, Benevento e Capua. Anche Napoli, dopo un anno di assedio, fu costretta a capitolare nel 1137. Tale nuovo regno fu governato dai Normanni sino al 1197: la capitale fu posta a Palermo per volere di Ruggero II d'Altavilla, ma Napoli, già un centro di spessore sin dal VII secolo (periodo in cui svolse la funzione di vicecapitale dell'Esarcato d'Italia sotto Costante II), fu un notevole polo mercantile.
Ruggero II giunse a Napoli nel 1140, accolto con tutti gli onori (così come narrato, con dovizia di particolari, da un cronista medievale) e, dopo la nomina di un responsabile giuridico ed amministrativo (il compalazzo, da comes palatii), accentrò in pratica tutti i poteri nelle proprie mani, mettendo definitivamente fine al periodo di autonomia della città. Mentre la nobiltà mantenne per certi versi i propri privilegi, il clero conobbe un periodo di decadenza, anche come conseguenza delle tensioni che sorgevano tra i re normanni e l'autorità papale. Nel 1154, salì sul trono di Sicilia Guglielmo I: tutto il periodo del suo regno fu caratterizzato da una serie di lotte interne e di difficili rapporti con gli Stati esteri; inoltre, a Napoli si accese una contesa tra le classi dei milites e quella dei nobiliores, e alcune rivolte portarono anche il popolo a scendere in piazza contro l'istituto monarchico. Guglielmo represse le rivolte nel sangue, fu molto severo nell'amministrazione della giustizia e aumentò l'imposizione di tasse avvalendosi, per portare a compimento il suo programma, del ministro barese Maione, poi assassinato in una congiura ordita dal suocero Matteo Bonello. Con l'avvento sul trono di Guglielmo II, migliorò il dialogo della monarchia normanna con il popolo e Napoli visse un periodo di relativa tranquillità; fu nominato un governo consolare alla cui composizione contribuirono non solo esponenti delle classi nobiliari ma anche dei mediani e del popolo. Maggiore autonomia, specie in ambito commerciale, fu conferita alla città da Tancredi di Lecce, nuovo sovrano che regnò dal 1189 al 1194 e ripristinò l'antica promissio riguardante l'esenzione dai dazi.
Ma un gesto eccessivo di Tancredi, che fece arrestare l'imperatrice Costanza (detenuta per un periodo anche a Napoli), e la debole reggenza del figlio di questi, Guglielmo III, non riuscirono ad impedire l'invasione del regno da parte degli Svevi che, con Enrico VI posero fine alla dinastia normanna.

#### Il nuovo sistema istituzionale e sociale

Regno di Sicilia

Con l'avvento di Ruggero II, vennero implementate a Napoli nuove istituzioni fondate sulla preminenza del potere regale che andava ad affiancarsi ai vecchi usi feudali e municipali. Il nuovo sovrano stabilì rapporti molto più stretti con la nobiltà mediante la concessione di privilegi feudali (per la prima volta, a Napoli furono istituite le figure dei "cavalieri" feudali), assicurandosi così un costante appoggio alla sua politica. Il "compalazzo" di nomina regia aveva importanti funzioni nell'ambito della vita cittadina, che andavano dall'amministrazione delle rendite demaniali alla gestione della giustizia sia civile che penale, sino al controllo della rete dei funzionari dell'amministrazione (i "conestabili"). Fu anche grazie a questo nuovo sistema istituzionale che i re normanni riuscirono a controllare le rivolte, che pur non mancarono a Napoli e in altre zone campane e pugliesi del regno, che la classe dei "mediani", costituita essenzialmente da milizie professionali, sobillò contro il potere regio; furono proprio i nobili, fedeli al re, che s'incaricarono di stroncare queste rivolte. Negli ultimi anni del governo normanno (specie con Tancredi di Lecce al potere, che governò con un "consiglio di consoli" presieduto dal compalazzo), si arrivò addirittura a ristabilire i diritti dei cittadini su alcune terre precedentemente usurpate proprio dal potere regio nella contea di Aversa. In tale periodo s'intensificarono i contatti commerciali, specie con la repubblica di Amalfi, e alla cittadinanza napoletana fu concessa la possibilità di battere moneta. Dal punto di vista sociale si andarono costituendo gruppi familiari che si radicavano in particolari aree del territorio cittadino e che, sempre più influenti, condividevano interessi economici e patrimoniali (i potentes o consortes). A queste consorterie civili si affiancarono gruppi di ispirazione religiosa come le confraternite o le estaurite. Altro elemento che contribuì non poco al mutamento sociale del periodo post-ducale fu l'aggregazione dei piccoli monasteri di rito greco in strutture monastiche più grandi, che iniziarono a seguire il rito latino. Queste comunità, spesso urbane e non solo esterne alla città muraria come un tempo, beneficiando dei generosi lasciti patrimoniali delle classi aristocratiche napoletane, costituirono un elemento di garanzia per la stabilità del governo della città.

### Periodo della dinastia sveva
Il trapasso dalla monarchia normanna a quella sveva, sia pure facilitato dai legami dinastici che vedevano la figlia di Ruggero II, Costanza, sposa di Enrico VI di Svevia, non fu indolore e condusse ad un periodo di crisi per la città di Napoli e più in generale per tutta l'Italia meridionale durato almeno un ventennio. Già nel 1191, con Tancredi ancora in carica, la città si era opposta strenuamente alle truppe imperiali, resistendo per tre mesi ad un duro assedio; nel 1194 però Napoli dovette capitolare e fece atto di formale obbedienza all'imperatore. Alla morte di Enrico (1197), grazie anche ad un periodo di anarchia che ne seguì, la città ebbe un periodo di relativa autonomia, acquisendo anche una sua forza militare che mise in atto nella distruzione di Cuma, da dove imperversavano le truppe imperiali, avvenuta nel 1207.

#### Federico II
L'autorità imperiale fu ristabilita, non senza difficoltà, in seguito all'ascesa sul trono degli Hohenstaufen di Federico II. Questi era stato incoronato da papa Innocenzo III nel 1198, quando era ancora minorenne, e venne preso in tutela proprio dal Papa alla morte della madre Costanza, avvenuta anche questa nel 1198. Nel 1208 Federico fu dichiarato maggiorenne (aveva quattordici anni), e poté prendere possesso del regno in modo effettivo. L'anno seguente ebbero inizio le rivolte a Napoli, in Sicilia ed in Calabria, rivolte che il giovane sovrano riuscì brillantemente a reprimere, mostrando anche quell'insofferenza verso l'autorità ecclesiastica che lo avrebbe portato, anni dopo, alla scomunica irrogata dal Papa.
Gli aristocratici napoletani approfittarono della situazione di semi-anarchia che si era venuta a creare negli ordinamenti civili e ben presto si trovarono in rotta di collisione con Federico che, gravato dai problemi politici e militari esteri, riuscì a ristabilire l'ordine nei rapporti di vassallaggio soltanto a partire dal 1231, con la promulgazione delle Costituzioni di Melfi.

Federico II fu un sovrano molto attento alla cultura, in special modo a quella letteraria e giuridica (tra i suoi collaboratori è possibile citare il poeta Pier della Vigna e il giureconsulto Taddeo da Sessa). Nel 1224 istituì a Napoli lo Studio generale, la seconda università della penisola, e la prima statale. Nell'atto di fondazione si leggeva: 
Ampliò castel Capuano, diede incremento ai traffici, aggregò poi al compalazzo una Curia composta di cinque giudici e otto notai. Elementi fortemente negativi per l'autonomia cittadina furono invece la rigida politica di imposizione fiscale, l'abolizione delle autonomie comunali e della classe sociale dei notai (curiales) e la generalizzata ingerenza negli affari privati dei cittadini da parte dell'amministrazione fortemente accentrata del re; elementi che contribuirono a scatenare una sostanziale avversione verso lo stupor mundi (come lo svevo era soprannominato), fino a sfociare in aperta insurrezione popolare, alla notizia della sua morte, avvenuta nel 1250, contro il suo successore Corrado IV.

#### Gli ultimi anni svevi: rivolte e assedi
Nel 1251 Napoli si costituì a Comune libero ponendosi sotto la protezione del papa Innocenzo IV. Nel 1253 la città, in stato di assedio, dovette arrendersi a Corrado, decimata dalla pestilenza e dalla fame, dopo quattro mesi di resistenza. La vendetta di Corrado si attuò col diroccare parte delle mura, trasferire lo Studio a Salerno e imporre ulteriori onerose gabelle. Dopo la morte di Corrado (1254) la città si pose nuovamente sotto il papa Innocenzo IV, che si stabilì a Napoli, ma vi morì poco tempo dopo (1254). Nel conclave, tenutosi a Napoli, il 12 dicembre 1254 fu eletto papa Alessandro IV, che si ritirò a Roma all'avvicinarsi dell'esercito di Manfredi, fratello di Corrado IV. Sottomessa da Manfredi, dopo la sconfitta di quest'ultimo (battaglia di Benevento, 1266), Napoli aprì le porte al nuovo re Carlo I d'Angiò.

### Periodo della dinastia angioina e angioino-durazzesca
Nel 1266 papa Clemente IV aveva assegnato il Regno di Sicilia a Carlo I d'Angiò. L'ingresso a Napoli del nuovo sovrano (fratello di Luigi IX di Francia), avvenne in modo trionfale il 7 marzo, dopo che il nuovo erede del regno era stato accolto da una delegazione di cavalieri napoletani alle porte di Aversa. Il cronista fiorentino Giovanni Villani descriverà più tardi il nuovo sovrano francese come «savio, di sano consiglio, e prode in armi, e aspro e molto temuto e ridottato da tutti i re del mondo, magnanimo e d'alti intendimenti», a testimonianza del grande prestigio che Carlo aveva assunto sullo scenario europeo.
Il prestigio di Carlo d'Angiò aumentò ulteriormente dopo la vittoria nella Battaglia di Tagliacozzo (1268), nella quale le truppe angioine sbaragliarono l'esercito di Corradino di Svevia, ultimo discendente diretto di Federico II e capo del partito ghibellino, che puntava alla riconquista del regno. Dopo un processo formale, il giovane svevo (che aveva solo sedici anni) fu condannato ad essere decapitato, condanna che venne eseguita al Campo Moricino (l'odierna piazza del Mercato) il 26 ottobre 1268. Fu questo il primo episodio di una lunga serie di vendette che furono consumate a Napoli contro tutti coloro che avevano appoggiato il partito svevo di Federico II e di Manfredi.
Nel 1282, in seguito alla rivolta dei Vespri siciliani (causati anche dalla stabilizzazione ufficiale della capitale del Regno di Sicilia a Napoli), gli Angioini persero la Sicilia, che si consegnò ai sovrani aragonesi. I due regni continuarono a definirsi entrambi "di Sicilia"; in particolare, in quello continentale nacque la formula di Regno di Sicilia al di qua del Faro (Napoli) e Regno di Sicilia al di là del Faro (per approfondire, vedi Faro di Messina): le due parti rimasero formalmente separate, nonostante abbiano condiviso quasi sempre lo stesso sovrano, fino al 1816, quando venne costituito il Regno delle Due Sicilie.
Il periodo che seguì fu assai tumultuoso, con Carlo che cercò di riconquistare la Sicilia e gli Aragonesi, con a capo Pietro III d'Aragona, che risalirono il continente, impossessandosi dapprima della Calabria e giungendo poi a lambire Napoli, stabilendo presidi militari a Ischia e Capri e tentando, con l'ammiraglio Ruggiero di Lauria, di sbarcare a Nisida (1284).
L'ammiraglio degli Aragonesi fece prigioniero il figlio stesso del re; quest'ultimo dovette designare suo erede temporaneo il nipote Carlo Martello.
Alla morte di Carlo I, avvenuta nel 1285, vi fu un periodo di interregno durato tre anni, durante il quale fu il papa Onorio IV a gestire politicamente i territori angioini, con la promulgazione delle cosiddette Costituzioni di Sicilia, mentre non cessavano le incursioni aragonesi sulle coste di Sorrento, Castellammare, Positano ed Amalfi.
Il figlio del defunto re, Carlo II d'Angiò, detto lo Zoppo, allo scadere del periodo di prigionia in mano agli Aragonesi, fu incoronato nuovo re di Napoli nel 1289, riuscendo a garantire al regno alcuni anni di tranquillità anche in seguito alla stipula della Pace di Caltabellotta (1302), che limitava il regno degli Angioini al meridione continentale d'Italia e stabiliva che Federico III d'Aragona continuasse a regnare in Sicilia con il titolo di Re di Sicilia (o di Trinacria).

#### Napoli capitale

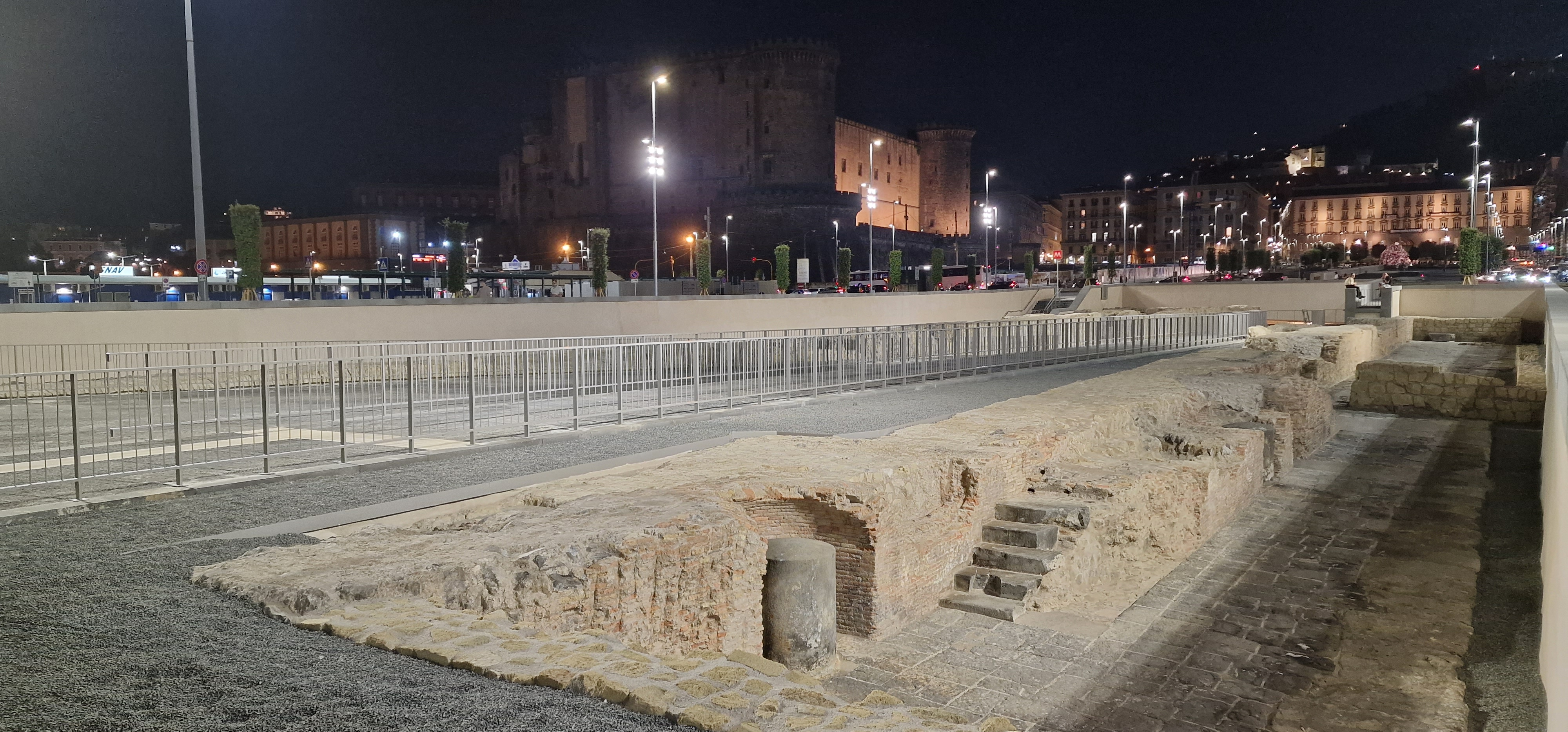
Resti del molo Angioino in piazza del Municipio

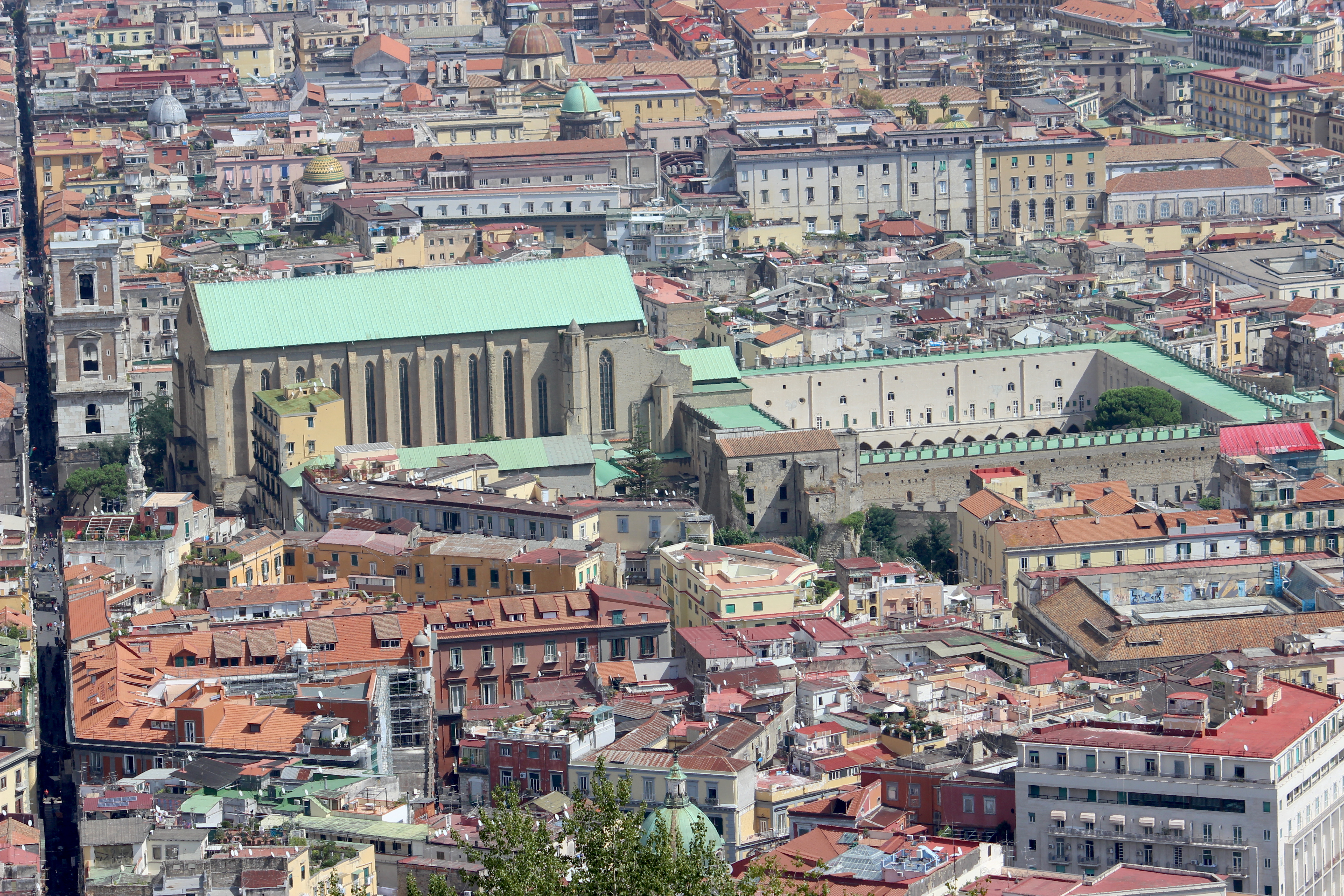
La cittadella monastica di Santa Chiara

Nel periodo dei primi re Angioini la città, ormai ufficialmente capitale del Regno di Sicilia prima e, con la perdita dell'isola, capitale del Regno di Napoli poi, nonché sede di una potente monarchia, fu abbellita ed ampliata e in essa sorsero numerose chiese monumentali grazie alle sovvenzioni regie. Ai due castelli preesistenti (Capuano e dell'Ovo), Carlo I aggiunse il Maschio Angioino (in cui avrebbe risieduto stabilmente, con la sede papale, papa Celestino V) al centro di un nuovo rione costellato di palazzi principeschi; la regina Giovanna d'Angiò, poi, fece costruire sulla collina che domina la città, un quarto castello, castel Sant'Elmo. La città si inserì pienamente nel contesto mediterraneo ed europeo, provenzali, veneziani, catalani, genovesi, fiamminghi risiedettero in quartieri distinti, con fondachi e chiese costruiti secondo lo stile delle terre di origine.
L'aumento dei traffici marittimi portò alla costruzione del cosiddetto Porto di mezzo e di nuovi arsenali.
Lo sviluppo di Napoli continuò con i successori di Carlo, soprattutto con Roberto d'Angiò. Roberto, salito al trono alla morte di Carlo II (avvenuta nel 1309 nell'ospizio reale della Casa Nova di Poggioreale), regnò per trentaquattro anni (1309-1343). Conosciuto come "il Saggio", Roberto fu definito dal Boccaccio «il re più sapiente del mondo dopo Salomone», e godette di grande prestigio, soprattutto in ambito artistico e culturale (per approfondire, vedi protoumanesimo angioino). La struttura e l'organizzazione dell'Università, una delle più importanti d'Europa, restarono invece sostanzialmente immutate.
I gravi problemi del regno, il persistere e lo svilupparsi della feudalità e la contesa dinastica per la Sicilia, furono causa della successiva decadenza, aggravata da un ulteriore problema che la rese più rapida: le questioni dinastiche fra i vari rami degli Angioini.

#### La decadenza del Regno
Il regno di Roberto il Saggio fu caratterizzato sia da alcuni suoi infruttuosi tentativi di riconquista della Sicilia sia dal suo coinvolgimento nelle vicende politiche italiane, dato che il sovrano era di fatto a capo del partito guelfo in Italia. Il re morì nel 1343.
Mediante testamento, Roberto aveva designato alla successione sua nipote Giovanna, intendendo così favorire il marito di lei, Andrea d'Ungheria. Questa regina, incoronata in Santa Chiara il 28 agosto 1344, certamente figura controversa per la sua complessa personalità, è spesso la prima espressione di un sovrano interamente napoletano, grazie alla "naturalizzazione" progressiva che la dinastia francese degli Angiò aveva ormai compiuto nella sua permanenza in Italia meridionale.
Nel periodo in cui regnò Giovanna, si andarono accentuando i segnali di decadenza già emersi negli ultimi anni del regno di Roberto, con un progressivo aumento delle lotte tra fazioni e complotti, ed anche a causa del fallimento della politica estera angioina che non riusciva a ricostituire l'unità statale normanno-sveva, spezzata dalla conquista Aragonese della Sicilia.
Giovanna fu spalleggiata dalla nobiltà napoletana nell'opporsi alle rivendicazioni dinastiche di suo marito, appartenente al ramo ungherese degli Angioini discendenti di Carlo Martello (fratello di Roberto il Saggio), e la regina fu probabilmente coinvolta anche nell'assassinio del marito, avvenuto il 18 settembre 1345 ad Aversa.
Ma le lotte dinastiche non cessarono con la morte di Andrea; Giovanna sposò in seconde nozze Luigi di Taranto: poco dopo, il cognato, (fratello del marito assassinato Andrea), Luigi d'Ungheria iniziò l'invasione del regno, costringendo la sovrana a fuggire in Provenza. Successivamente, però, anche Luigi fu costretto a ritirarsi a causa della terribile epidemia di peste nera che andava abbattendosi sulla città, mietendo più di 64.000 vittime.
Alcuni degli avvenimenti verificatisi a Napoli durante il periodo della dinastia angioina sono famosi ancor oggi e vivi nella memoria condivisa della città: la decapitazione del giovane Corradino di Svevia nel 1268, l'assassinio di Andrea d'Ungheria (marito di Giovanna I d'Angiò), l'entrata a Napoli di suo fratello Luigi, l'assedio della città da parte di Carlo di Durazzo, in seguito Carlo III, la reggenza di Margherita di Durazzo, le epidemie di peste nel 1348, 1362 e 1399, il maremoto del 1343, le lotte di Luigi II d'Angiò per ottenere il regno, il primo tentativo di riunificazione politica d'Italia sotto Ladislao I d'Angiò, gli assedi alla città nelle lotte per la successione di Giovanna II d'Angiò (1414-1435) fra Renato d'Angiò e Alfonso V d'Aragona finché quest'ultimo, dopo essere penetrato nella città attraverso un acquedotto, nel 1442 poté occupare definitivamente Napoli e metter fine alla dinastia angioina durata quasi due secoli (1268-1442).

#### Traguardi artistici
Le testimonianze archeologiche della tradizione artistica napoletana in epoca preangioina sono molto limitate.
Molto più documentata è invece l'arte nella Napoli angioina. Alla corte di Napoli fu attivo Giotto, che affrescò parte dei locali della basilica di Santa Chiara (oggi il suo operato è riscontrabile in maniera frammentaria solo nel coro delle monache, a causa dei bombardamenti della seconda guerra mondiale), e anche Lello da Orvieto, Roberto d'Oderisio e Pietro Cavallini. Quanto all'architettura, oltre ai castelli precedentemente citati, il periodo angioino coincise anche con la costruzione di imponenti impianti gotici: la basilica di San Lorenzo Maggiore (con abside percorsa da ambulacro), la basilica di San Domenico Maggiore, il già menzionato monastero di Santa Chiara e la cattedrale di Santa Maria Assunta (per il quale furono chiamati architetti di estrazione francese).

### Periodo della dinastia aragonese

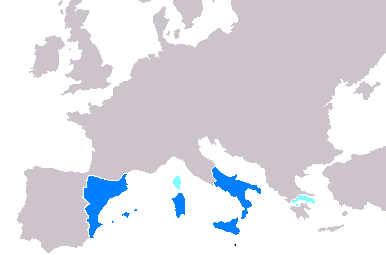
La Corona d'Aragona nel 1443

Sotto i sovrani aragonesi la città di Napoli subì un notevole ampliamento, con la costruzione di una nuova cinta muraria con ventidue torri cilindriche. Si ebbe inoltre un notevole impulso demografico, tanto che la popolazione cittadina toccò i 110 000 abitanti sul finire del XV secolo grazie alle continue immigrazioni, non esclusa una numerosa colonia di ebrei profughi dalla penisola iberica e dalla Sicilia.
Il primo dei re aragonesi, Alfonso il Magnanimo, non seppe conquistare l'animo dei Napoletani, soprattutto perché volle abolire il "seggio del popolo", ma anche perché si circondò di Catalani e governò ricorrendo in modo esclusivo a soldati mercenari. Nel contrasto fra Angioini e Aragonesi s'innestava il conflitto interno fra la monarchia e i baroni, che si manifestò in episodi drammatici come la Congiura dei baroni sotto il regno del successore di Alfonso. Ciononostante, Alfonso I riconobbe a Napoli un'importanza primaria rispetto alle altre città del suo vasto territorio, elevandola a capitale del suo Impero mediterraneo e promuovendo iniziative volte ad ingrandirla ed abbellirla. La città in questo periodo divenne con Firenze il massimo centro dell'umanesimo-Rinascimento che si diffonderà nei principali paesi d'Europa. Alfonso fu uno dei sovrani più appassionati dell'antichità, favorendo lo studio degli antichi autori. Alla Corte napoletana convennero grandi personalità come Lorenzo Valla (che proprio a Napoli compose lo scritto sulla falsa Donazione di Costantino), il Panormita (che fondò una famosa accademia umanistica guidata successivamente dall'umbro Giovanni Pontano), Francesco Filelfo, Enea Silvio Piccolomini (in seguito papa Pio II). La biblioteca regia si accrebbe tanto che, già nel 1443, i contemporanei la definivano "librorum infinitorun ornata". Per quanto riguarda l'architettura, sono da ricordare i rifacimenti alfonsini di castel Nuovo, danneggiato dalle continue guerre, con l'aggiunta di un mirabile arco di trionfo e la superba decorazione della sala del trono (successivamente sala dei baroni). Alfonso protesse anche l'artigianato e le attività proto-industriali, introducendo nel regno la lavorazione della seta.
Per favorire l'ascesa al trono del figlio Ferdinando, Alfonso cedette le isole di Sicilia, Sardegna e Baleari a suo fratello Giovanni II di Aragona. Ferdinando (o Ferrante, 1458-1494), culturalmente ormai completamente italianizzato, continuò l'opera paterna di sviluppo edilizio e di mecenatismo. Si deve a lui l'ampliamento della cinta muraria ricordata in precedenza. Fra i principali monumenti edificati sotto il suo regno basti ricordare porta Capuana, palazzo Como, costruito fra il 1464 e il 1490, palazzo Diomede Carafa, costruito attorno al 1470, la facciata del palazzo dei principi di Salerno, attualmente facciata della chiesa del Gesù Nuovo (1470 circa).
Il favore popolare di cui godettero gli ultimi Aragonesi, soprattutto Alfonso II, fu comunque scarso. Dopo gli effimeri regni di Ferdinando II e Federico d'Aragona, la breve apparizione di Carlo VIII e la nuova occupazione francese, nel maggio del 1503 Napoli accolse festosamente il Gran Capitano Gonzalo Fernández de Córdoba. Ferdinando il Cattolico dichiarò l'annessione del regno di Napoli al regno d'Aragona (in unione dinastica a quello di Castiglia) e lo costituì in vicereame.

#### Carlo VIII: la presa di Napoli e le Guerre d'Italia

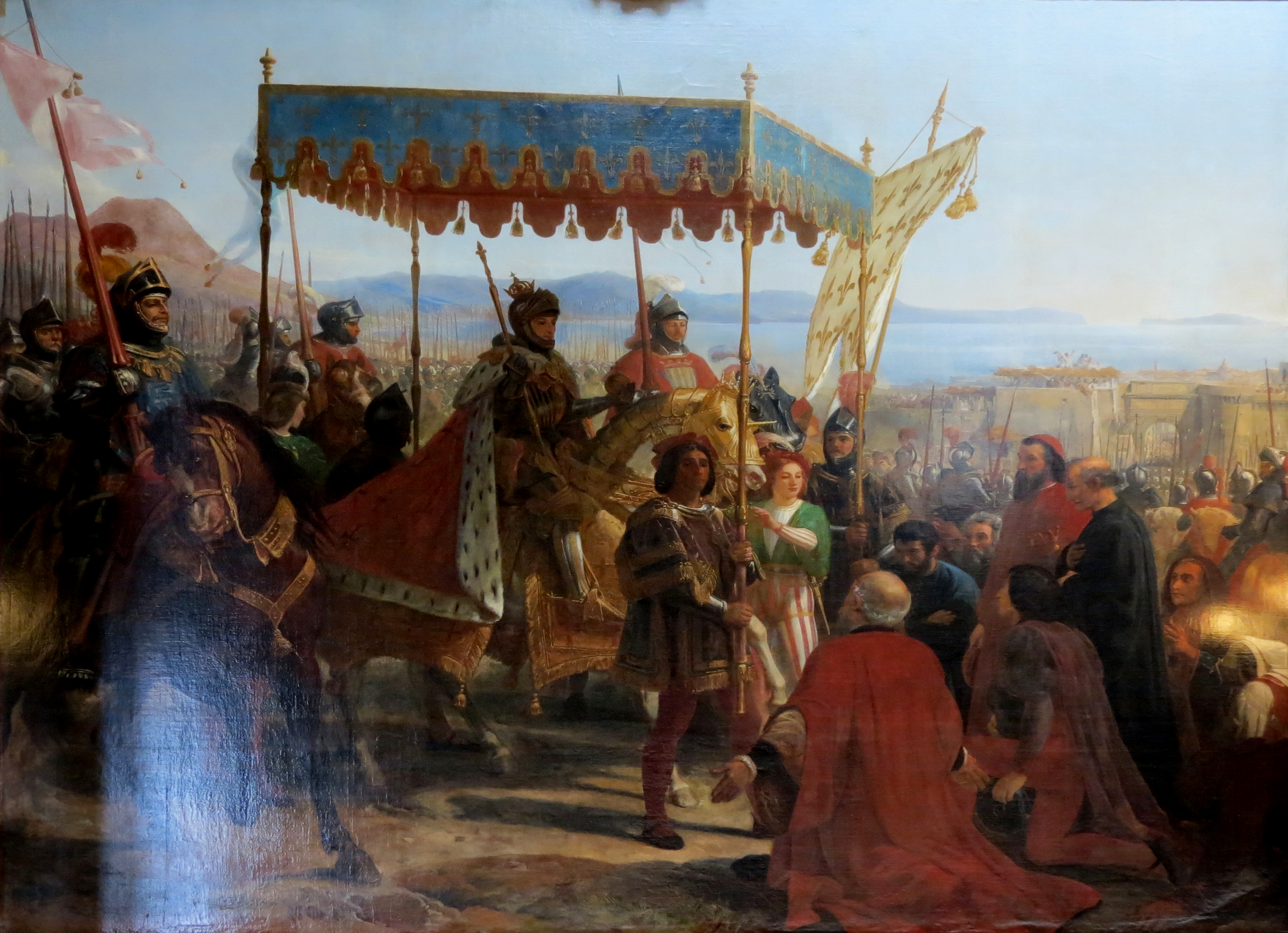
Éloi Firmin Féron (1802–1876), Carlo VIII a Napoli

Pacificati i rapporti con le potenze europee, Carlo VIII, che vantava attraverso la nonna paterna Maria d'Angiò un diritto ereditario alla corona del Regno di Napoli, indirizzò le risorse militari della Francia verso la conquista di quel reame, incoraggiato da Ludovico il Moro (che ancora non era duca di Milano) e sollecitato dai propri consiglieri Guillaume Briçonnet e de Vers. Il re voleva impossessarsi di Napoli anche con lo scopo di farne la base per attaccare l'Impero ottomano.
L'esercito di Carlo VIII, formato da 30.000 effettivi con un'artiglieria moderna, valicò le Alpi, minando così il delicato equilibrio politico degli Stati italiani sancito dalla pace di Lodi. Lungo la sua marcia, Carlo distrusse varie città e le armate del Regno di Napoli e dello Stato Pontificio: ciò impaurì molto gli abitanti della penisola, non abituati ad un esercito di tali proporzioni e violenza.
La rapidità e la facilità con cui Carlo VIII fu incoronato re di Napoli, e la posizione di dominio in Europa che gli derivava dall'unione delle corone di Francia e di Napoli, suscitarono una Lega antifrancese, composta da Venezia, dall'Austria, dal Papato, dal Ducato di Milano e dalle due monarchie spagnole. Dopo poco più di un anno, Carlo comprese che era giunto il tempo di ritirarsi in Francia. Un esercito formato dagli Stati italiani tentò di sbarrargli la strada: pur sconfitto, Carlo VIII riuscì a sfuggire all'accerchiamento, al costo della perdita di gran parte delle sue truppe. La sua fallimentare calata su Napoli diede però inizio alle celebri guerre d'Italia (definite "horrende" da Niccolò Machiavelli) che da locali divennero in breve tempo di scala europea, coinvolgendo, oltre alla Francia anche la maggior parte degli Stati italiani, il Sacro Romano Impero, la Spagna, l'Inghilterra e l'Impero ottomano.

## Età moderna

### Il Viceregno spagnolo

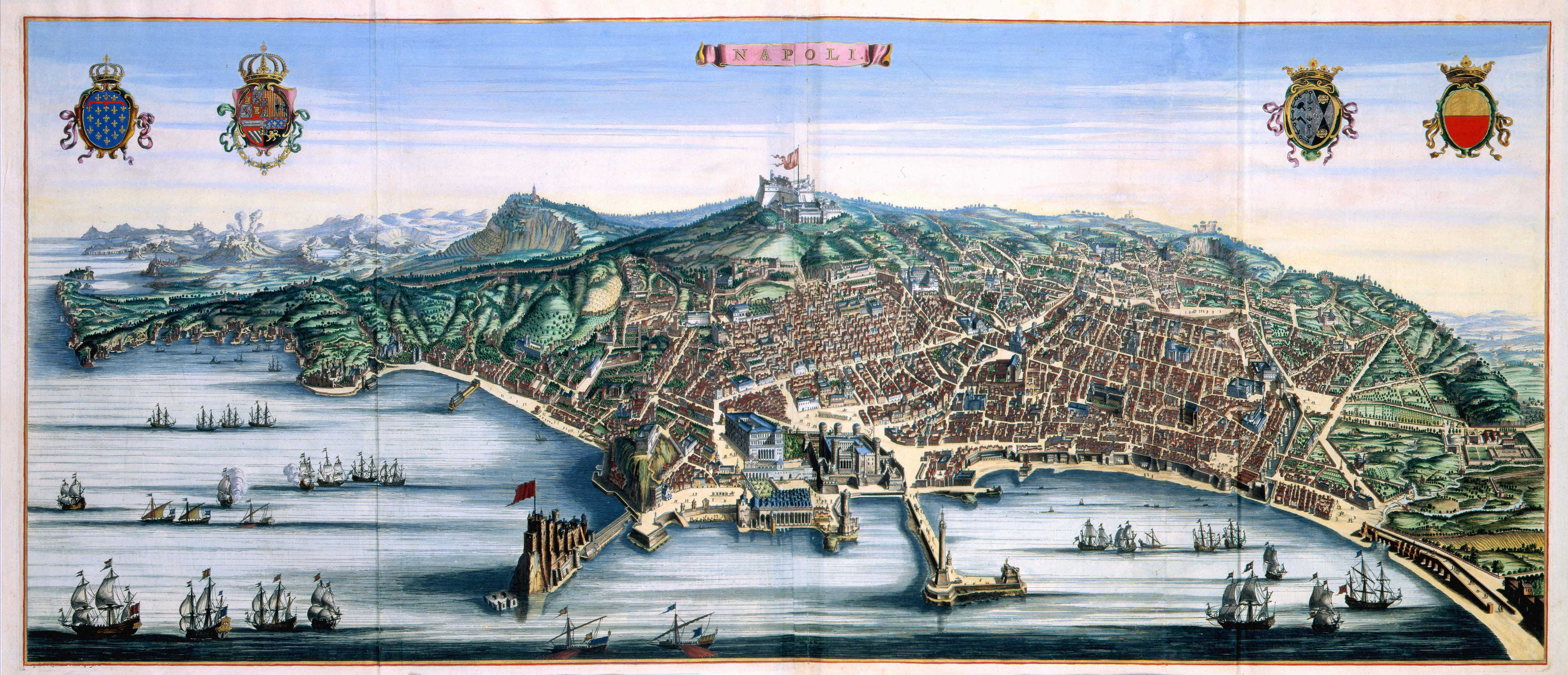
Napoli nel XVII secolo

La Napoli spagnola copre un arco di tempo che va dal 1503 al 1713: una grande moltitudine di viceré si susseguì al governo cittadino, e dovette fare i conti con i dirigenti che risiedevano molto lontano, nella capitale (in realtà, prima del 1561 l'Impero spagnolo non aveva una capitale ufficiale. Venne stabilita nella piccola cittadina di Madrid da Filippo II, a causa della sua posizione centrale nella penisola Iberica), i quali, percependo le problematiche dalla loro prospettiva, erano raramente propensi a comprendere appieno quanto veniva riferito dalla periferia. Inoltre, vi furono complicanze locali, non tanto per il fatto che i viceré fossero spagnoli e dovessero seguire le direttive della Spagna, quanto per interessi personali, dispute interne, ecc. A loro volta, tali figure, erano influenzate da vizi, debolezze che condizionarono senza dubbio il loro operato politico.
Durante questo periodo storico, la città partenopea non cadde mai in una condizione provinciale, anzi, Napoli assurse ad un grado di crescita demografica (il secondo agglomerato urbano del Mediterraneo dopo Costantinopoli; il primo, probabilmente, del cristianesimo occidentale del XVI secolo), economica, culturale, urbanistica, divenendo uno dei massimi centri della Monarchia Universale spagnola ma divenendo, anzitutto, una delle metropoli e grandi capitali d'Italia e d'Europa. Il suo enorme rifornimento alimentare rappresentava, oltre che un drammatico problema, pure un considerevole organismo di prestigio sia economico che politico; i livelli di produzione partenopei erano alquanto frenetici con rilevanti esercizi nel comparto tessile e la moderna flotta mercantile poteva competere con Siviglia e le Fiandre. La città era cresciuta enormemente, ma non era progredita, non aveva potuto assimilare il costante flusso migratorio nel proprio tessuto socio-economico: conosceva di già la piaga dell'urbanesimo e non esisteva, in primis, una classe dirigenziale capace di far fronte a questa crescita esponenziale. Sul fronte politico, l'inserimento, a forza di cose, del baronato nell'organizzazione di governo comportò una paralisi socio-politica che minò gravemente sia lo sviluppo in chiave moderna dello stato, sia i processi di crescita economica. Culturalmente, Napoli divenne un centro così florido che, negli istanti più illustri del Siglo de Oro, oltrepassò, per la sua facoltà di attirare le personalità più estrose dell'Impero, la corte madrilena.
La città, sul piano urbanistico, vide le trasformazioni attuate da Don Pedro di Toledo. Costui raddoppiò il perimetro urbano, dotò la città di un sistema difensivo che si estendeva da Baia allo Sperone e fece costruire via Toledo e i Cuarteles.
Sul fronte bellico, il Regno di Napoli venne minacciato dalla lega santa di Papa Clemente VII. Lo scopo della lega fu quello di cacciare gli Spagnoli da Napoli e di consegnare il meridione ai francesi. Dopo la prima sconfitta della lega a Roma, i francesi risposero assediando Melfi e, circa un mese dopo, la stessa capitale (1528). Intanto Otranto e Manfredonia venivano occupate dalla Serenissima. Quando la flotta genovese passò dallo schieramento francese a quello spagnolo, l'assedio di Napoli si tramutò nell'ennesima sconfitta dei nemici della Spagna. Le ostilità francesi contro i domini spagnoli in Italia però non cessarono: Enrico II di Francia si alleò con l'Impero ottomano; nell'estate del 1552 la flotta turca attaccò quella imperiale a Ponza, sconfiggendola. La flotta francese però non riuscì a ricongiungersi con quella ottomana e l'attacco a Napoli fallì.
Napoli in questo periodo storico dovette vedersela anche coi corsari turchi (che arrivarono a depredare il borgo di Chiaia), con una terribile pestilenza, con una grande calamità naturale e con numerose sollevazioni popolari: ora dovute ai tentativi inquisitori (vedi anticurialismo), ora alle pressioni fiscali, la più famosa ed ardimentosa delle quali fu quella che vide protagonista il popolano Masaniello.

#### La rivolta di Masaniello

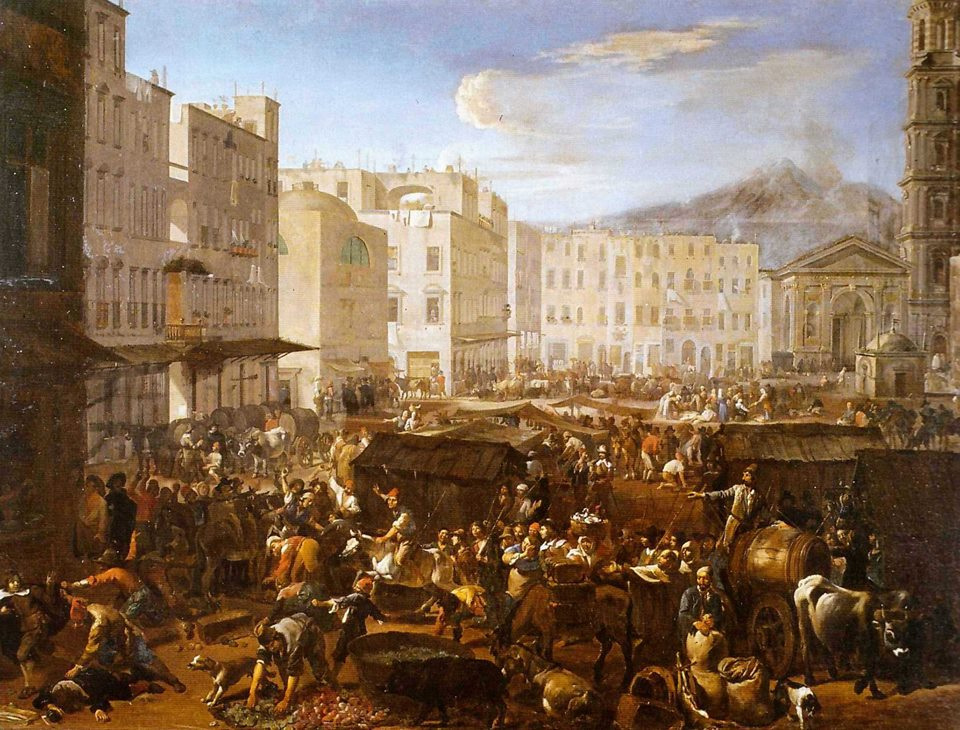
La rivolta di Masaniello in un dipinto di Michelangelo Cerquozzi

Nel corso della prima metà del XVII secolo il paese cadde in una crisi socio-economica alquanto grave, comune a tutta Europa ma aggravata a Napoli da un governo quasi sempre lontano dagli interessi locali e teso in quel momento solo a finanziare le guerre sempre più dispendiose in corso sul teatro europeo. Per sostenere lo sforzo bellico furono chiesti al regno elevati balzelli. Nel 1646 Rodrigo Ponce de León, duca d'Arcos aumentò in maniera ulteriore le tasse e l'anno successivo, con il lievitare del costo della frutta (l'alimento più consumato dai ceti umili del tempo), si scatenò la rivolta.
Il grido con cui il pescatore Masaniello sollevò il popolo il 7 luglio fu: «Viva il re di Spagna, mora il malgoverno», secondo la consuetudine popolare tipica dell'Ancien régime di cercare nel sovrano la difesa dalle prevaricazioni dei suoi sottoposti. Dopo dieci giorni di rivolta che costrinsero gli Spagnoli ad accettare le rivendicazioni popolari, a causa di un comportamento sempre più dispotico e stravagante Masaniello fu accusato di pazzia, tradito da una parte degli stessi rivoltosi ed assassinato all'età di ventisette anni.
Con la fine di Masaniello la rivolta tuttavia non si spense ed anzi assunse, sotto la guida del nuovo capopopolo Gennaro Annese, un marcato carattere antispagnolo. Gli scontri contro la nobiltà e i soldati si susseguirono violentissimi nei mesi successivi, fino alla cacciata degli Spagnoli dalla città. Il 17 dicembre fu infine proclamata la Real Repubblica Napoletana sotto la guida del duca francese Enrico II di Guisa, che in qualità di discendente di Renato d'Angiò rivendicava diritti dinastici sul trono di Napoli. L'esempio di Masaniello fu poi seguito anche da popolani di altre città: da Giuseppe D'Alesi a Palermo e da Ippolito di Pastina a Salerno. La parentesi rivoluzionaria si concluse solo il 6 aprile 1648, quando don Giovanni d'Austria, figlio naturale di Filippo IV, alla guida di una flotta proveniente dalla Spagna riprese il controllo della città.
Nel 1701, più di cinquant'anni dopo la rivolta popolare, ci fu un altro tentativo di insurrezione contro il governo spagnolo, ma stavolta da parte della nobiltà: la congiura di Macchia. La ribellione nobiliare fallì anche a causa di una scarsa partecipazione dei ceti umili, memori dell'ostilità dei nobili durante la rivolta di Masaniello. Fallita anche la congiura di Macchia, il dominio spagnolo su Napoli continuò senza più opposizioni fino al 1707, anno in cui la guerra di successione spagnola pose fine al viceregno iberico sostituendogli quello austriaco. La notizia della ribellione guidata dal pescivendolo napoletano varcò i confini del regno ed attraversò rapidamente tutta l'Europa. In Inghilterra Oliver Cromwell, dopo la guerra civile inglese, instaurò la repubblica nel 1649. La figura di Cromwell e quella di Masaniello venivano spesso accostate: nei Paesi Bassi fu coniata una medaglia raffigurante da un lato il volto di Cromwell incoronato da due soldati, e dall'altro quello di Masaniello incoronato da due marinai. Le iscrizioni sotto i due volti recitano: OLIVAR CROMWEL PROTECTOR V. ENGEL: SCHOTL: YRLAN 1658 (Oliver Cromwell protettore d'Inghilterra, Scozia e Irlanda 1658), e MASANIELLO VISSCHER EN CONINCK V. NAPELS 1647 (Masaniello pescatore e re di Napoli 1647).

#### L'eruzione del 1631 e la grande peste del 1656
Napoli ha da sempre un difficile rapporto col proprio vulcano: un rapporto che si basa sia su timori (spesso affrontati attraverso la sola arma della religione) sia su ringraziamenti per aver reso le terre circostanti estremamente fertili, ma soprattutto dotate di quel fascino naturalistico che è stato celebrato anche da centinaia di illustri stranieri. Da un punto di vista eruttivo, il territorio della città vecchia, ovvero quella zona che oggi corrisponde grossomodo al centro storico di Napoli, fu seriamente minacciato durante l'eruzione pliniana del 1780 a.C., conosciuta come l'eruzione di Avellino. In quell'occasione, i flussi piroclastici vennero scagliati perlopiù verso nord-ovest e si dispersero in un raggio di circa 20 km, devastando, o comunque minando gravemente, il luogo che oggi corrisponde alla parte centro-occidentale della città metropolitana di Napoli.
Con la fondazione della città, contrariamente a quanto si possa pensare, non si sono mai verificate rilevanti minacce (piogge di ceneri, piccoli maremoti e discrete attività sismiche legate a tali fenomeni). Le colate laviche non hanno mai raggiunto Napoli, così come i terrificanti flussi piroclastici. Questo perché il Vesuvio, essendo un vulcano esplosivo anziché effusivo come l'Etna, non è in grado di emettere enormi colate laviche che possano percorrere lunghe distanze. Inoltre, la Napoli storica ha beneficiato di una maggiore distanza dal vulcano rispetto ad altri luoghi della baia, ma soprattutto, la direzione dei venti che sul golfo prevale, che è solitamente sud-sud-est, ha contribuito a deviare i flussi.
Nel corso del tempo, il Vesuvio ha registrato decine di eruzioni, ma solo poche di queste sono state davvero di grande energia: quelle del 79 d.C., del 472, del 1631 e del 1906 sono gli esempi più significativi a memoria d'uomo. Da un punto di vista antropologico e superstizioso, spesso il popolo collegava le eruzioni in atto a imminenti cambiamenti politici, soprattutto legati al Regno di Napoli. Il Vesuvio ha infatti mantenuto da secoli un legame territoriale, storico, culturale e artistico così forte con la città partenopea che è diventato simbolo stesso di Napoli. Sono centinaia, se non migliaia, i dipinti che raffigurano Napoli col Vesuvio in stato di quiescenza o in eruzione. Inoltre, il Vesuvio ha sempre riscontrato grande interesse, soprattutto durante l'epoca del Grand Tour, ottenendo un importante ruolo nella cultura occidentale, dalla vulcanologia alla letteratura, dalla musica al cinema.
Nel 1631 ci fu un'altra terribile eruzione del Vesuvio, dopo gli eventi di età classica del 79 d.C. e del 472. Dopo numerosi eventi premonitori, quali rigonfiamento del suolo, piccoli terremoti, all'alba del 16 dicembre, il Vesuvio rientrò in attività dopo un periodo di riposo di 130 anni, con l'apertura di una bocca laterale sul versante Sud-Est, dando inizio a una fase di attività stromboliana. Una prima fase espulse ceneri frammiste all'acqua che scesero a valle a grandi velocità, oltre a colonne di vapore. Successivamente, ebbe luogo una violenta attività esplosiva dal cratere centrale con una colonna di ceneri, pomici e gas alta dai 13 ai 19 km. Nella seconda parte della giornata del 16 dicembre e nella successiva del 17, vi fu l'emissione dei flussi piroclastici, e uno di questi terrorizzò particolarmente la popolazione partenopea, in quanto diede l'impressione di dirigersi proprio verso Napoli. Le nubi ardenti mieterono vittime a Portici, a Torre del Greco e negli altri paesi non lontani dal vulcano.
Portici, Resina (l'antica Ercolano), Torre del Greco e Torre Annunziata furono semidistrutte, mentre la frazione Pietra Bianca fu ridenominata, da allora, Pietrarsa. Le vittime accertate in quell'area furono tremila; molti di più furono gli animali (soprattutto bovini) uccisi dal torrente di lava. A ricordo dell'evento eruttivo, vi è la statua del santo patrono San Gennaro al Ponte della Maddalena, rivolta verso il Vesuvio; a Portici una lapide fatta murare dal Viceré ammonisce il viandante a fuggire al minimo rumoreggiare del vulcano. Sebbene il Vesuvio minacciò prevalentemente le città satelliti della capitale anziché Napoli stessa, questa dovette comunque far fronte a varie problematiche interne, esattamente come era avvenuto molti secoli prima durante l'eruzione del 79: un rapido incremento demografico a causa dei fuggitivi (circa 44.000), la considerevole pioggia di ceneri abbattutasi sulla città (25–30 cm) che rese difficoltosa la respirazione, e discreti eventi sismici. L'allora Vescovo di Napoli tenne una processione che partì dalla cattedrale fino alla basilica di Santa Maria del Carmine Maggiore. In seguito, i napoletani ringraziarono il loro Santo patrono per lo scampato pericolo, attraverso la costruzione della guglia di San Gennaro.
Tuttavia Napoli, nonostante seppe tener testa alle problematiche scaturite dall'eruzione del 1631 e alle problematiche scaturite dal malgoverno, di lì a poco si sarebbe rivelata del tutto impotente davanti alla grande peste del 1656.
La peste del 1656 fu un'epidemia che colpì parte dell'Italia, in particolare il Regno di Napoli. A Napoli arrivò dalla Sardegna e il tasso di mortalità oscillò tra il 50 e il 60 % della popolazione
. Napoli da una popolazione di 450.000 abitanti (compresi i suoi casali) si ridusse ad averne circa 200.000. Tuttavia la città seppe riprendersi presto, come ci è confermato anche da L. De Rosa:

#### Napoli barocca
(Roberto Longhi)

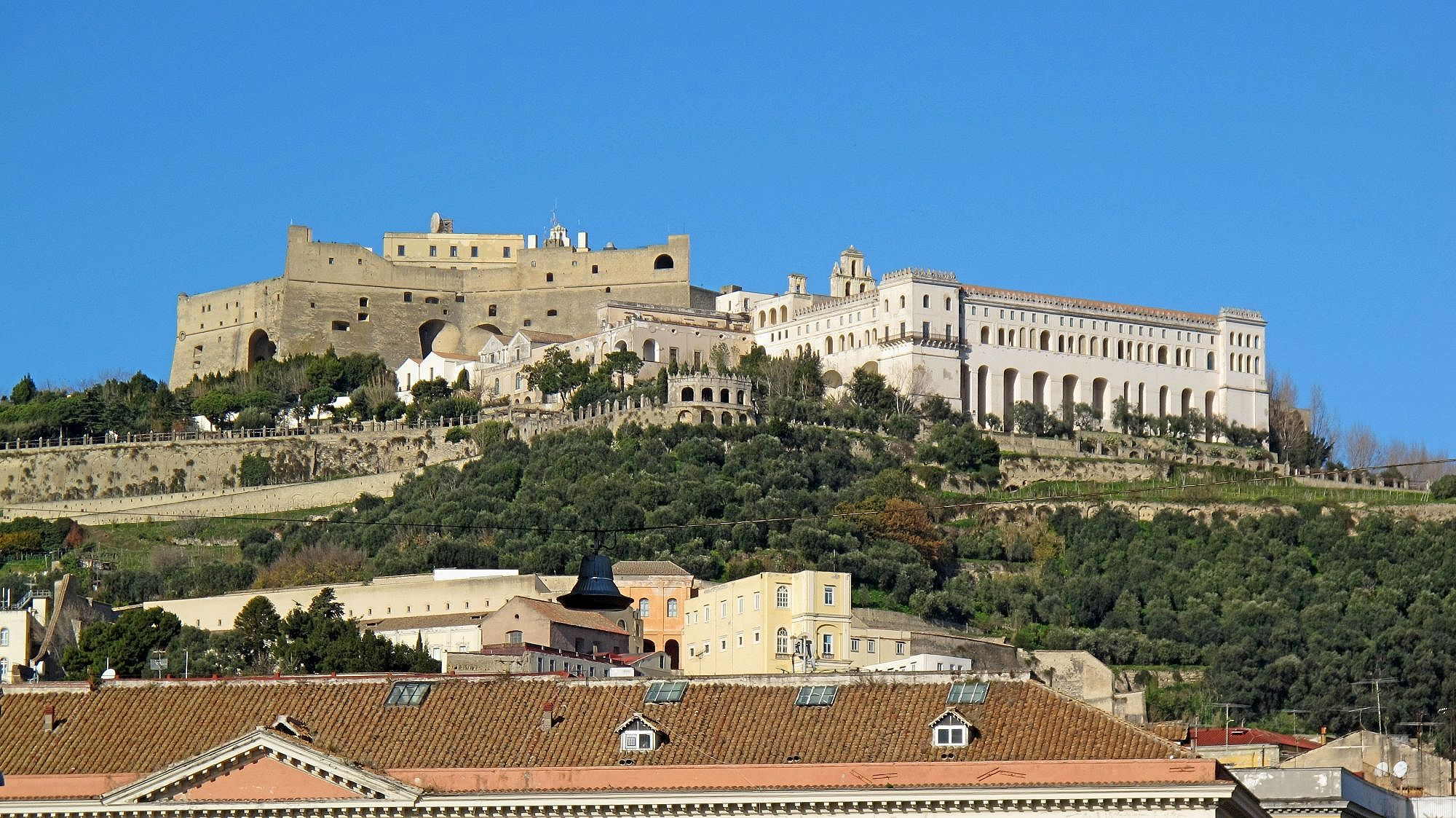
La certosa di San Martino

Nell'ottobre del 1606, l'arrivo di Caravaggio a Napoli scosse profondamente il panorama artistico della città, influenzando in particolare molti pittori locali, che di lì a poco avrebbero reso Napoli il secondo centro focale, ma anche il principale continuatore, del caravaggismo.
Uno dei massimi esponenti di questa corrente pittorica, nonché l'artista partenopeo maggiormente influenzato da Caravaggio, fu Battistello Caracciolo, probabilmente allievo di Belisario Corenzio, un importante frescante che eseguì, oltre agli affreschi nella certosa di San Martino, numerosi lavori in altre chiese napoletane (tra cui la Liberazione di san Pietro nel Pio Monte della Misericordia). Caracciolo interpretò la grande rivoluzione caravaggesca nell'uso della luce e dell'ombra, distaccandosi però progressivamente dal realismo del maestro e avvicinandosi a modelli classicisti idealizzati, probabilmente dopo i suoi viaggi a Roma e Firenze.
Dal punto di vista architettonico, i temi barocchi influenzarono Napoli già nel primo trentennio del XVII secolo. Tuttavia, fu solo nel Settecento, con Ferdinando Sanfelice, che l'architettura barocca napoletana assunse una forma più complessa e caratteristica. Nonostante ciò, già dal 1610 e nei decenni successivi, a Napoli vennero costruite numerose chiese barocche, molte delle quali ornate con ricche decorazioni marmoree o a stucco, simili agli interni berniniani. Tra gli architetti più attivi in quel periodo ci furono Francesco Grimaldi e Cosimo Fanzago. Fanzago lavorò alla certosa di San Martino e progettò la chiesa di Santa Maria Egiziaca a Pizzofalcone, l'incompiuto palazzo Donn'Anna e la guglia di San Gennaro, mentre Grimaldi realizzò la reale cappella del Tesoro di san Gennaro e la basilica di Santa Maria degli Angeli a Pizzofalcone.
La produzione letteraria, invece, scoprì le risorse della letteratura dialettale, mentre nel campo musicale, in contrapposizione all'opera seria, nacque l'opera buffa.
Fu Giulio Cesare Cortese a porre le basi per la dignità letteraria ed artistica del dialetto napoletano. Contemporaneo di Cortese fu Giovan Battista Marino, considerato il massimo rappresentante della poesia barocca in Italia. La sua concezione poetica, che esasperava gli artifici del manierismo, si incentrava sull'uso intensivo di metafore, antitesi e giochi fonici (inclusi quelli paronimici), su descrizioni sfoggiate e sulla molle musicalità del verso, ottenendo una fortuna enorme, paragonabile solo a quella del Petrarca prima di lui (vedi marinismo).
Sebbene lo stile buffo cominciò a svilupparsi con La Cilia (1707) di Michelangelo Faggioli su libretto di Francesco Antonio Tullio, considerata la prima opera buffa in assoluto, fu solo con Il trionfo dell'onore di Alessandro Scarlatti del 1718 che il genere acquisì piena consapevolezza di sé.
Infine, da un punto di vista filosofico, Giambattista Vico delineò una nuova concezione culturale che si basava non solo sulla ragione, ma anche sull'estro, sui sentimenti e sull'ingegno, ponendosi in netto contrasto con il pensiero cartesiano.

### Il Viceregno austriaco e la riconquista dell'indipendenza coi Borbone di Napoli
Nel corso della guerra di successione spagnola, l'Austria conquistò Napoli, mantenendone il controllo fino al 1734, quando, dopo la guerra di successione polacca, il regno tornò indipendente con Carlo III di Borbone. Il breve periodo austriaco fu segnato da una pesante politica fiscale (inizialmente legata alle spese per le guerre in cui l'Impero Asburgico era coinvolto, e successivamente finalizzata al risanamento delle finanze statali), e da un intervento mirato a ridurre la proprietà di immobili da parte di chiese e conventi. Questo provvedimento intendeva affrontare il persistente problema della carenza di alloggi, dovuto all'elevata popolazione (310.000 abitanti). Per motivi analoghi, a questo periodo si collega l'abolizione delle Prammatiche spagnole (1718), che avevano impedito l'espansione urbana oltre le mura cittadine. Con Carlo III, Napoli vide significativi sviluppi in numerosi settori (fisco, commercio, difesa, economia, ecc.), ma soprattutto nel settore urbanistico. L'opera di Carlo (che nel 1759 lasciò Napoli per assumere la corona di Spagna) fu proseguita dal figlio Ferdinando IV, fino a quando non venne interrotta dalle correnti rivoluzionarie e dalle truppe francesi nel 1799.

#### Le riqualificazioni urbane e la «nuova capitale»

Napoli intra-muros nel XVIII secolo

Carlo III di Spagna desiderava trasformare Napoli in una eccelsa capitale europea e per realizzare la sua visione politica illuminata, decise di avviare un ambizioso piano urbano. Tale programma prevedeva la rivalutazione economica delle zone al di fuori delle mura della città, ma strategicamente fondamentali per il suo sviluppo. Carlo III ordinò quindi la creazione di grandi opere architettoniche, destinate a crescere insieme alla città.
Nel 1737, Carlo affidò a Giovanni Antonio Medrano e Angelo Carasale il compito di costruire un grande teatro d'opera che avrebbe dovuto sostituire il Teatro San Bartolomeo. L'edificio fu completato in appena sette mesi, tra marzo e ottobre, e inaugurato il 4 novembre, onomastico del re, prendendo così il nome di Real Teatro di San Carlo. L'anno successivo, Carlo commissionò a questi stessi architetti, con l'aggiunta di Antonio Canevari, la costruzione delle regge di Portici e Capodimonte, situate appena fuori le mura. La prima divenne la residenza preferita dei sovrani, mentre la seconda, inizialmente concepita come un casino di caccia per la vasta area boschiva circostante, venne successivamente destinata ad ospitare le opere d'arte farnesiane trasferite da Parma.
In un'area extra moenia più protetta da potenziali attacchi via mare (come quello della spedizione navale britannica contro Napoli del 1742), nella zona casertana, Carlo progettò una reggia che potesse rivaleggiare in magnificenza e imponenza con la Versailles francese o il palazzo di Schönbrunn viennese.
Sempre in questo periodo, a Luigi Vanvitelli venne affidato anche il progetto del Fòro Carolino (oggi piazza Dante, che all'epoca era conosciuta come largo del Mercatello). Il Fòro Carolino fu costruito a forma di emiciclo, circondato da un colonnato, la cui sommità ospitava ventisei statue che rappresentavano le virtù di re Carlo, alcune delle quali furono scolpite da Giuseppe Sanmartino. La nicchia centrale del colonnato sarebbe dovuta ospitare una statua equestre del sovrano, che tuttavia non venne mai realizzata. Sul piedistallo furono incise delle iscrizioni di Alessio Simmaco Mazzocchi.
Un altro esempio di visione illuminata, ma di natura sociale anziché politica, fu la creazione del Real Albergo dei Poveri (o Palazzo Fuga), una struttura che avrebbe ospitato gli indigenti, i disoccupati e gli orfani, offrendo loro nutrimento ed educazione. Il progetto dell'edificio, ispirato dal predicatore domenicano Gregorio Maria Rocco, fu affidato all'architetto Ferdinando Fuga, e i lavori cominciarono il 27 marzo 1751. Il volume del palazzo, paragonabile a quello della Reggia di Caserta, con un fronte di 400 metri e una superficie utile di 103.000 m², fu ridotto rispetto al progetto originale, che prevedeva un fronte di 600 metri e un lato di 135. La piazza antistante la facciata principale fu chiamata inizialmente piazza del Reclusorio, dal nome popolare del palazzo, fino al 1891, quando venne rinominata piazza Carlo III.

#### Napoli capitale illuministica
In questo periodo, Napoli si affermò anche come uno dei più importanti centri illuministi d'Europa; infatti, non si limitò ad assorbire questa corrente, anzi, la generò in buona parte, dando vita a nuove scoperte archeologiche (come le vicine città di Ercolano e Pompei), a nuove forme architettoniche, a nuovi pensieri filosofici e ponendo le basi alla moderna economia politica. In realtà, Napoli era già stata il centro vitale della filosofia naturalistica del Rinascimento e ora tornò a dare nuovo impulso al pensiero di diversi esponenti, come ad esempio Mario Pagano, uno dei più importanti giuristi e politici italiani dell'epoca rivoluzionaria, che in gran parte si rifacevano all'opera di Giambattista Vico, eliminando però gli aspetti cristiani della sua filosofia.
Rilevante fu il già esplicato programma urbano di stampo illuminista che interessò essenzialmente le zone fuori le mura. Politicamente, le prese di posizione anticuriale e antifeudale del governo napoletano divennero modelli d'ispirazione che riscossero successo anche all'estero.
Da ricordare anche la nascita della scuola economica di Antonio Genovesi, che portò diverse innovazioni nel campo dell'economia nazionale e non solo, seguito anche in Puglia dal letterato Ferrante de Gemmis Maddalena, che fondò un'Accademia illuminista, e dall'economista Giuseppe Palmieri, direttore del Supremo Consiglio delle Finanze del Regno di Napoli alla fine del Settecento. Altri nomi di spicco che posero le basi della moderna economia politica, delle discipline economiche e monetarie sono: Ferdinando Galiani e Gaetano Filangieri. Quest'ultimo in particolare, con la sua scienza della legislazione, ispirò gli artefici della Rivoluzione francese.
Gli ultimi illuministi napoletani, come Mario Pagano, Ignazio Ciaia e Domenico Cirillo aderirono alla Repubblica Napoletana, finendo quindi giustiziati il 29 ottobre 1799 a seguito del ripristino del potere borbonico. Altri come il canonico Onofrio Tataranni, ebbero salva la vita, perché protetti dalla stessa Chiesa.

##### La riscoperta di Pompei ed Ercolano e l'impatto sull'Europa
Gli scavi archeologici di Ercolano (un suburbio dell'antica Neapolis) e quelli di Pompei (le prime campagne al mondo di scavo sistematiche condotte da Roque Joaquín de Alcubierre e Karl Jakob Weber a partire dal 1738) e le relative scoperte, ebbero enorme influenza nella formazione del gusto o moda neoclassica internazionale, che a Roma trovò sistematizzazione teorica nello stile neoclassico. Inizialmente i rinvenimenti non diedero luogo ad un rinnovamento stilistico locale, che si ebbe tardivamente con l'arrivo di artisti non autoctoni nei cantieri regi, della Reggia di Caserta in primis.

### La repubblica partenopea

La bandiera della Repubblica Partenopea

La Repubblica Napoletana, sorta nel 1799 sul modello di quella francese, ebbe vita breve, intensa ma breve, a causa del distacco del popolo e della dipendenza dall'aiuto militare della Francia, che ne limitò di molto l'autonomia, costringendo a sostenere le ingenti spese militari richieste dall'esercito francese sul territorio. A questo si aggiunse la repressione contro gli oppositori della repubblica, che non contribuì a conquistare le simpatie popolari.
La Repubblica fu comunque spazzata via dopo pochi mesi dall'armata sanfedista, giunta sul Ponte della Maddalena e guidata dal cardinale laico Fabrizio Ruffo, appoggiato dalla flotta inglese e formata in gran parte dai cosiddetti "lazzari" (i popolani napoletani filo-borbonici). La riconquista di Napoli da parte di Ferdinando fu segnata dalla repressione nei confronti degli esponenti della Repubblica Napoletana, tra cui molti intellettuali e nobili illuminati, repressione che portò a circa un centinaio di esecuzioni (vennero mandati a morte più di 120 patrioti, mentre furono 1200 le persone imprigionate).

## Età contemporanea

### Il Regno di Bonaparte e Murat

Il Regno delle Due Sicilie

Dopo pochi anni, comunque, nel 1806, Napoli fu conquistata nuovamente dai francesi (nonostante la vittoria anglo-napoletana di Maida, in Calabria). La guerra continuò fino al 1808 quando tutta la parte continentale del Regno fu conquistata e posta sotto il controllo di Giuseppe Bonaparte, fratello di Napoleone.
Nel 1811 il re Gioacchino Napoleone Murat, grande urbanista, vi fece istituire la Scuola di applicazione per il corpo degli ingegneri di ponti e strade, costituitasi come Scuola superiore politecnica ai primi del XX secolo per poi essere aggregata all'attuale università Federico II diventando, nel 1935, la prima facoltà di Ingegneria in Italia. Per sostenere l'imperatore francese ed impedire la restaurazione borbonica sul trono di Napoli, Murat dichiarò guerra all'Austria ma venne definitivamente sconfitto nella battaglia di Tolentino. Nonostante la sconfitta, l'intervento austriaco in Italia diede inizio alla catena di eventi che portarono al Risorgimento italiano, di cui la guerra austro-napoletana, con il suo Proclama di Rimini, rappresentò l'antesignana.
Murat tentò con uno sbarco in Calabria la riconquista armata del regno, finendo fucilato a Pizzo, in rispetto di una legge emessa dallo stesso Gioacchino.
Il ritorno di Ferdinando e dei Borbone avvenne grazie al Trattato di Casalanza, firmato il 20 maggio 1815 presso Capua, in casa dei Baroni Lanza.

### Il ritorno dei Borbone e il Regno delle Due Sicilie

La Bandiera del Regno delle Due Sicilie, adottata il 25 giugno 1860

L'8 dicembre 1816, Ferdinando IV riunì in un unico Stato i regni, fino a quel momento solo formalmente separati, di Napoli e Sicilia, con la denominazione di Regno delle Due Sicilie (con capitale Palermo, secolare sede del Parlamento Siciliano, ma spostata l'anno successivo a Napoli). Abbandonò per sé il titolo di Ferdinando IV di Napoli e III di Sicilia, assumendo invece quello di Ferdinando I delle Due Sicilie.
Il 1820 fu l'anno delle agitazioni contro l'assolutismo monarchico in Europa, e a Napoli queste si manifestarono nella rivolta capitanata da Guglielmo Pepe. Temendo queste nuove difficoltà, Ferdinando assunse un atteggiamento ambiguo, concedendo inizialmente la Costituzione, per poi chiedere l'intervento austriaco al fine di ritirarla. Successivamente salì al trono il figlio Francesco I delle Due Sicilie, che non lasciò segni rilevanti nella storia cittadina.
Con l'ascesa al trono di Ferdinando II, Napoli assistette a numerosi cambiamenti in vari settori. Sul piano politico, nel 1848, durante le sommosse liberali, anche a Napoli si verificarono sollevazioni popolari che portarono alla promulgazione di una carta costituzionale, successivamente abrogata dal sovrano, seguito da una dura repressione.

#### La spedizione dei Mille e la fine del regno
Alla morte del re Ferdinando gli succede il giovane Francesco II, che sarà l'ultimo Re delle Due Sicilie. Nel 1860 il Regno delle Due Sicilie venne conquistato dai Garibaldini e dalle truppe del Regno di Sardegna, le quali attaccarono il regno senza dichiarazione di guerra, fino al decisivo assedio di Gaeta del 1860-61. Giuseppe Garibaldi entrò a Napoli il 7 settembre trionfalmente acclamato dalla popolazione
. Un plebiscito sancì l'unione al Regno d'Italia.

### Napoli dopo l'Unità d'Italia
(Vittorio Emanuele II di Savoia)

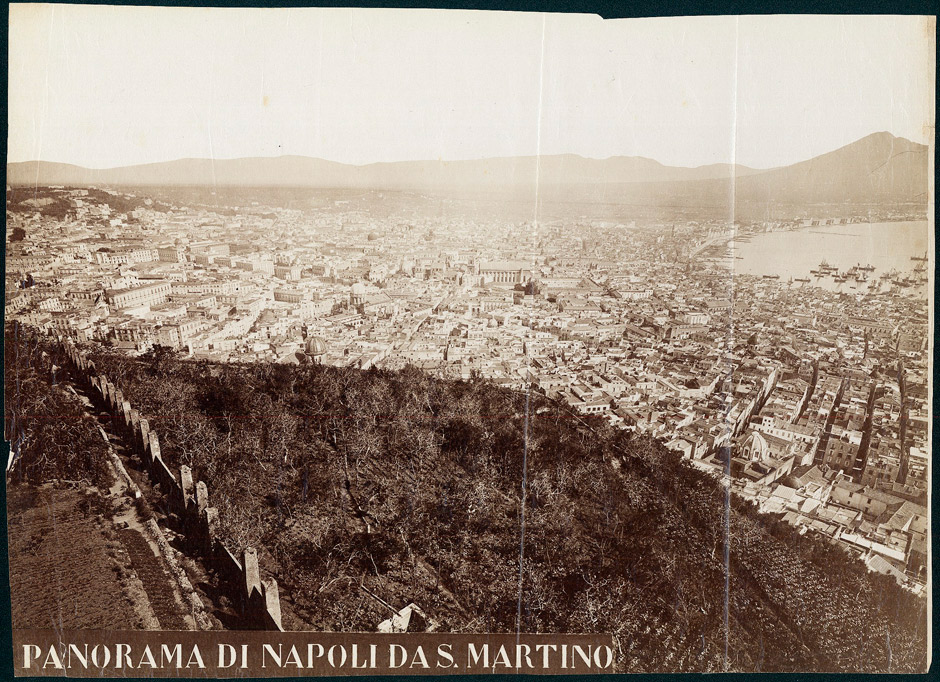
Napoli dalla certosa di San Martino, tra il 1870 e il 1880

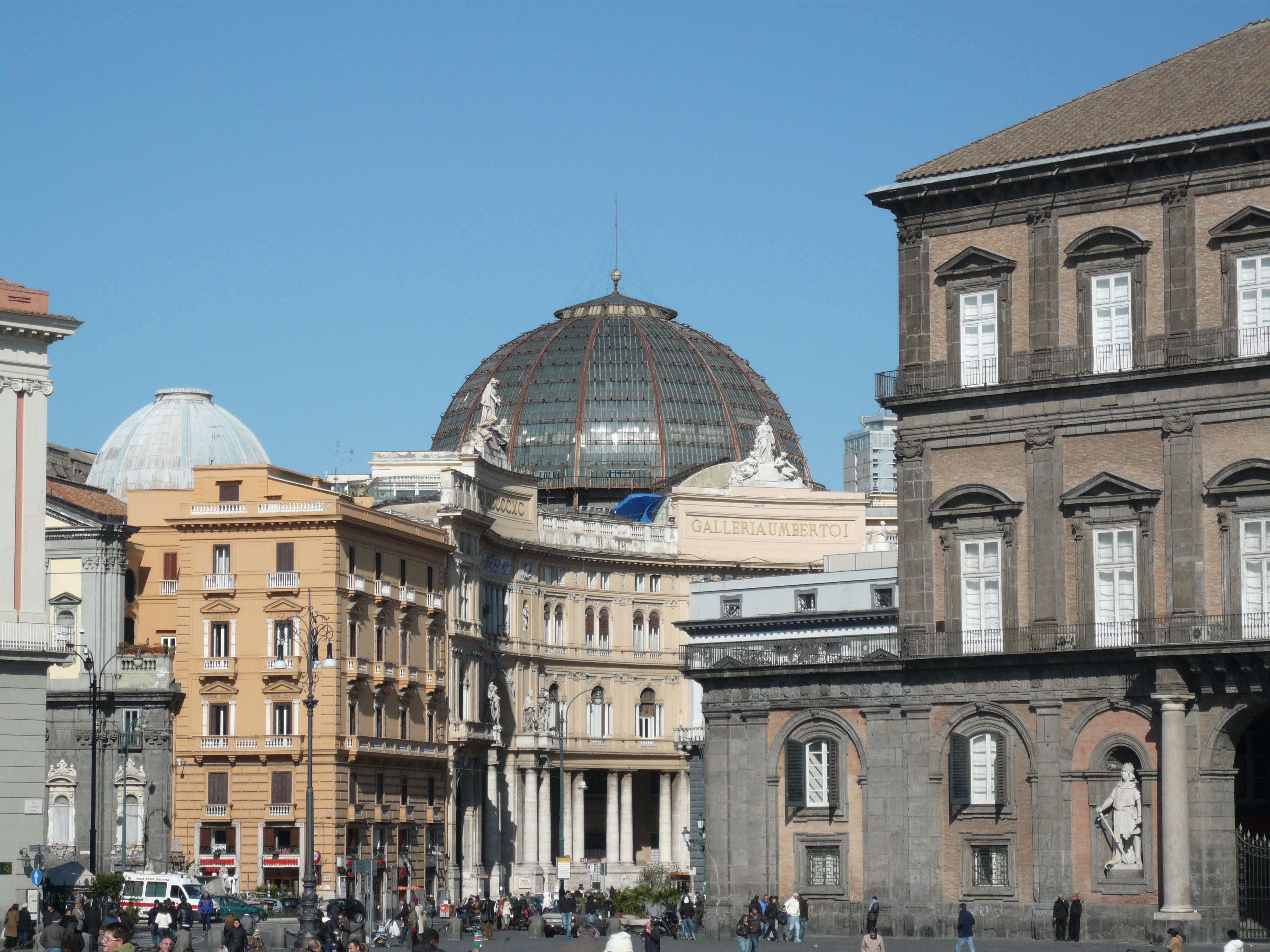
La galleria Umberto I, costruzione simbolo del Risanamento

In molti territori del vecchio Regno l'opposizione al nuovo regime, promossa in parte dal vicino Stato della Chiesa, durò per un decennio, con angherie e devastazioni. Molti soldati borbonici furono rinchiusi nel Forte di Fenestrelle in Piemonte, anche se in realtà questo episodio, poco considerato dalla storiografia risorgimentale, è oggetto di interpretazioni divergenti. Parte della guerriglia contro le forze italiane si organizzò con il brigantaggio.
Nel 1863 la città fu teatro del primo eccidio della storia operaia italiana: i lavoratori della locale fabbrica ferroviaria di Pietrarsa scesero in sciopero, ma vennero aggrediti dalle forze dell'ordine. Ci furono 20 feriti e 4 morti.
Nel 1864, il Regno d'Italia fu costretto, dalla Convenzione di settembre con il Secondo Impero francese di Napoleone III, a spostare la capitale da Torino. Tra i motivi dello spostamento vi furono quelli militari: Napoli venne considerata la città favorita, assieme a Firenze (la prima era 'protetta' dal Mar Tirreno, la seconda dall'Appennino). La città partenopea, per ragioni politiche, venne considerata dalla maggioranza del gabinetto una candidata particolarmente adatta, ma non ottenne l'appoggio del re, che ritenne Firenze una città più consona ad un ruolo di capitale temporanea,. Questa scelta venne confermata dal comitato di cinque generali incaricato di decidere, poiché Napoli non sarebbe stata abbastanza difendibile, considerato che la flotta italiana non era equiparabile a quella francese o inglese.
Le difficoltà dovute alla perdita del suo precedente e secolare status di capitale, unite al nuovo sistema fiscale e doganale nazionale ereditato da quello piemontese, causarono una profonda crisi sociale ed economica, denunciata anche dalla scrittrice Matilde Serao nei suoi libri Il ventre di Napoli e Il paese di cuccagna.
Le condizioni così difficili del comune più popoloso del Regno d'Italia (e lo sarà almeno fino agli anni trenta del Novecento, quando sarà superato dapprima da Milano e poi da Roma), furono all'origine, a fine XIX secolo, di una lunga e profonda trasformazione urbanistica, influenzata notevolmente dal grande piano di ristrutturazione di Parigi sotto il Secondo Impero. In questo periodo furono costruiti nuovi quartieri, piazze e edifici, e furono aperte arterie come via Duomo, il Rettifilo, via A. Depretis, via Francesco Caracciolo e viale Gramsci. Durante questo periodo storico, per far spazio a nuove costruzioni, furono demolite anche diverse strutture di grande valore architettonico e artistico. Questo momento coincise con la nascita di un ambiente culturale e sociale di spicco,  che annoverava tra i suoi protagonisti figure come il filosofo, storico e politico Benedetto Croce. Inoltre, Napoli si affermò come uno dei principali porti di partenza per le spedizioni verso le colonie d'oltremare e per i milioni di Italiani che emigravano in Argentina e negli Stati Uniti.
Nel 1900, Napoli fu teatro di un grave scandalo che anticipò in alcuni aspetti il fenomeno di Tangentopoli. Questo scandalo portò all'Inchiesta Saredo, condotta da Giuseppe Saredo, un magistrato ligure incaricato di indagare sulla corruzione e sull'infiltrazione criminale nella pubblica amministrazione napoletana. Le cause di tale situazione possono essere ricondotte alle contingenze storiche successive all'unificazione italiana, quando Napoli perse il suo ruolo di capitale e cercò di riconquistare una nuova identità. La lotta per il controllo del Comune e dei seggi parlamentari si intensificò, e nel 1891 il Comune di Napoli fu sciolto a causa di sospetti illeciti, venendo affidato a Giuseppe Saredo come commissario straordinario. Nove anni dopo, Saredo guidò una commissione d'inchiesta che esaminò vari aspetti della città, tra cui l'acquedotto del Serino, l'istruzione e i bilanci, rivelando legami tra la camorra e l'amministrazione locale. Gli scandali napoletani ebbero risonanza anche in Parlamento, e la città era già stata commissariata nove volte in trentanove anni dall'unificazione italiana.
Nel 1906 ci fu un'altra energica eruzione del Vesuvio (VEI 4). A Napoli centro, a causa dell'accumulo di ceneri, crollò il tetto del mercato di Monteoliveto che causò la morte di 11 persone e 30 feriti. Ad avere la peggio furono però le città satelliti e sobborghi ad oriente della città. Si verificarono anche lahar ed alluvioni. L'evento portò l'Italia a rinunciare all'organizzazione delle Olimpiadi del 1908, organizzazione ceduta a Londra.
Durante la settimana rossa, una reazione popolare scaturita dall'uccisione di tre operai da parte delle forze dell'ordine, anche a Napoli ci furono rilevanti disordini, come quello del 10 giugno 1914 in cui un corteo di socialisti ed anarchici tentò di assaltare la stazione centrale.
L'11 marzo 1918 nel corso del primo conflitto mondiale, pur trovandosi molto distante dalla zona di guerra, la città fu bombardata dal dirigibile tedesco L.58 partito da una base bulgara: esso, che aveva come obiettivo le officine metallurgiche ILVA di Bagnoli e le strutture portuali (inoltre dal 1916 all'Università di Napoli si fabbricavano armi ed elementi chimici ad uso bellico, come la cloropicrina), sganciò 6400 kg di bombe causando almeno 20 vittime ed oltre 100 feriti tra la popolazione civile.
Colpita duramente anch'essa, come le altre città italiane, durante la crisi economica del primo dopoguerra, si riprese, in parte, durante il ventennio fascista.

### Periodo fascista
(Benito Mussolini
)

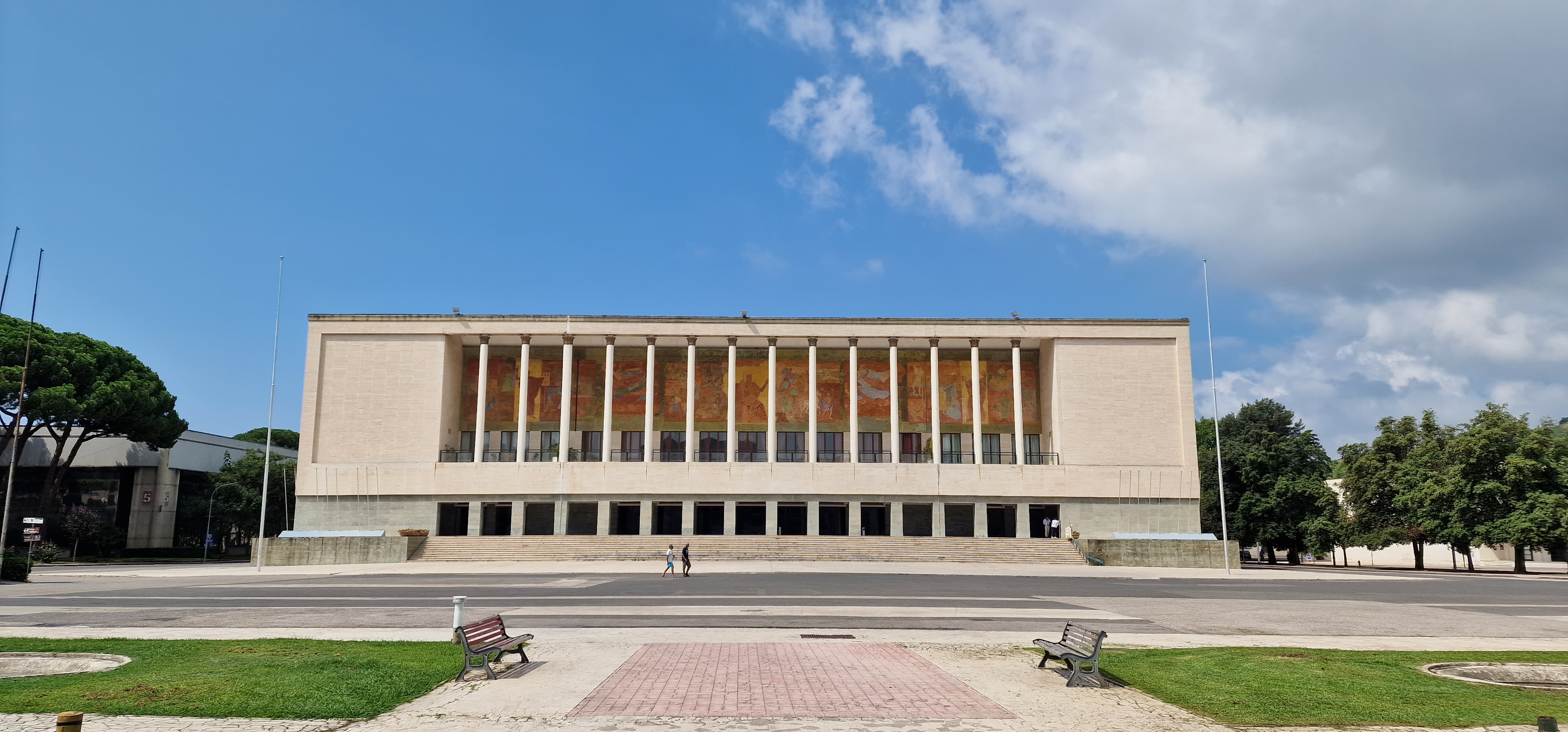
Il Teatro Mediterraneo della Mostra d'Oltremare

Il 24 ottobre 1922, Benito Mussolini radunò a Napoli migliaia di camicie nere, evento che segnò un importante preludio alla marcia su Roma. Questa manifestazione fu cruciale per convincere Mussolini a procedere con il piano di conquista del potere, culminato il 30 ottobre 1922, quando il re Vittorio Emanuele III lo incaricò di formare un nuovo governo.
Nel contesto storico, Napoli mantenne un ruolo culturale ed economico significativo nel Mezzogiorno d'Italia per diversi decenni dopo l'unificazione del paese. In epoca fascista, il baricentro politico-economico del paese si spostò verso il Mezzogiorno, e Napoli assunse un ruolo di fondamentale importanza in Italia, diventando la "città porto dell'Impero coloniale italiano". Questo ruolo includeva la funzione svolta durante gli anni dell'espansione coloniale italiana. Furono attuate iniziative di propaganda militarista, come la visita di Hitler nel maggio del 1938, e venne costruita la Mostra d'Oltremare tra il 1937 e 1940, in concomitanza con il progetto dell'EUR di Roma, come parte di un piano complessivo di sviluppo urbanistico e culturale del regime fascista. Questa struttura aveva lo scopo di celebrare l'espansione politica ed economica dell'Italia nelle cosiddette terre d'oltremare, contribuire allo sviluppo economico del Mezzogiorno e promuovere l'espansione verso ovest della città, ossia verso i Campi Flegrei. Il progetto Mostra/Fuorigrotta rappresentò uno tra i più importanti piani urbani napoletani. Furono attuati interventi anche in altre zone della città, come in quella collinare e costiera, e venne inaugurato il primo passante ferroviario di penetrazione urbana sotterraneo d'Italia, noto come "metropolitana FS", con la tratta Napoli-Pozzuoli. Inoltre, si verificò un forte incremento del settore industriale: alla vigilia della seconda guerra mondiale, su una popolazione di quasi 900.000 abitanti, circa 130.000 lavoravano in questo settore, ovvero il 14%. Tuttavia, nonostante questi sforzi, il progetto di sviluppo di Napoli come "Porto dell'Impero" non riuscì a risolvere le profonde difficoltà economiche e sociali della metropoli, e il disastroso andamento della seconda guerra mondiale mise fine a queste ambizioni.

#### La seconda guerra mondiale

L'eruzione del Vesuvio del 1944 in piena occupazione americana, vista dai giardini di villa Lucia

L'economia cittadina crollò all'ingresso dell'Italia nel secondo conflitto mondiale. Napoli e i suoi dintorni, pur possedendo un grande patrimonio storico-artistico, non furono risparmiati come Firenze o Roma durante la Seconda Guerra Mondiale. Sebbene Firenze, dichiarata città aperta il 9 agosto 1944, riuscì a evitare una distruzione massiva grazie a questa dichiarazione, alcuni quartieri industriali e periferici furono colpiti dai bombardamenti alleati, tra cui quello del 25 settembre 1943, che danneggiò severamente diverse zone della città. Al contrario, Napoli subì danni più gravi a causa della sua importanza strategica, in particolare per il porto. La città partenopea fu considerata un obiettivo primario e subì circa 200 raid aerei (tra ricognizioni e bombardamenti) dal 1940 al 1944, principalmente da parte alleata, di cui ben 181 solo nel 1943. Tra i danni più emblematici vi furono la semi-distruzione della grande basilica di Santa Chiara e i considerevoli danni agli scavi archeologici di Pompei. Napoli fu la città italiana che subì il numero maggiore di bombardamenti, con un numero di morti stimato tra le 20.000 e le 25.000 persone, in gran parte tra la popolazione civile. Nel 1943, la città subì ingenti danni anche a causa dell'esplosione della nave Caterina Costa. Il bastimento, ormeggiato nel porto, era carico di materiale bellico destinato alle forze italiane in Tunisia. A bordo si sviluppò un incendio, le cui cause sono ancora oggi poco chiare, che provocò un'esplosione devastante: il molo sprofondò e gli edifici circostanti furono distrutti o gravemente danneggiati. Parti roventi della nave e dei carri armati furono scagliate a grande distanza, finendo in via Atri, piazza Carlo III, piazza del Mercato, Vomero e alla stazione Centrale; sulla facciata est del Castel Nuovo sono ancora visibili gli effetti di questa terribile esplosione. Si registrarono 600 morti e oltre 3.000 feriti.
Dopo l'armistizio dell'8 settembre da parte del Re che firmò la resa agli anglo-americani, i Tedeschi occuparono la città il 12 settembre 1943; ben presto incominciarono le rivolte degli abitanti contro l'occupazione e il colonnello Scholl il 12 settembre 1943 fece affiggere un famoso manifesto con cui proclamava lo stato d'assedio in città, con l'ordine di "passare per le armi" ogni cittadino si fosse reso responsabile di azioni ostili con rappresaglie di cento civili per ogni tedesco ucciso.
Dopo diversi scontri e rappresaglie contro la popolazione, il 24 settembre il Comando tedesco ordinò lo sgombero di tutte le abitazioni entro 300 metri dalla linea di costa e il giorno dopo venne proclamato il "servizio obbligatorio al lavoro nazionale" generalizzato (in pratica la deportazione della popolazione attiva). Questo rappresentò in pratica la scintilla che fece esplodere definitivamente la rivolta generalizzata.
Napoli fu la prima, tra le grandi città europee, ad insorgere con successo contro l'occupazione nazista: in quattro famose giornate (dal 28 settembre al 1º ottobre 1943), la folla insorse contro i Tedeschi permettendo così, pochi giorni dopo agli anglo-americani di poter giungere in città e occuparla già libera, senza perdite, e proseguire verso Roma. Per queste azioni e per le sofferenze patite dalla popolazione Napoli sarà tra le città decorate al valor militare per la guerra di liberazione insignita della medaglia d'oro al valor militare.
Sconvolta dai numerosi bombardamenti, dal disastro della nave Caterina Costa e dall'occupazione tedesca in ritirata, Napoli fu la prima grande città a essere governata dagli anglo-americani durante il secondo conflitto mondiale. Pur rimanendo esclusa dal Regno del Sud, nell'inverno del 1943-44 e nella primavera successiva, la città divenne il principale crocevia politico delle terre liberate dagli anglo-americani, in un contesto segnato da fame, malattie, macerie e carenza d'acqua. Con l'occupazione statunitense, si diffuse rapidamente anche il mercato della prostituzione, prevalentemente in cambio di generi alimentari: tali fenomeni vennero descritti anche da Curzio Malaparte nel suo celebre libro La pelle, soprattutto all'estero.
In una città ormai fortemente provata dalla guerra, nel 1944 si verificò anche l'ultima eruzione del Vesuvio (VEI 3). Vari problemi vennero riscontrati a Barra a causa della pioggia di ceneri, mentre danni maggiori furono registrati nelle città satelliti di San Sebastiano al Vesuvio, Massa di Somma e San Giorgio a Cremano. Ci furono circa 26 morti. L'eruzione fu resa famosa a causa dell'occupazione anglo-americana di Napoli.

### Dal secondo dopoguerra ad oggi
(Fernand Braudel, Corriere della Sera, 1983; citato in Maria Franchini, L’Italia sbaglia a non valorizzare le enormi potenzialità di Napoli, Getta la Rete, 14 luglio 2021.)

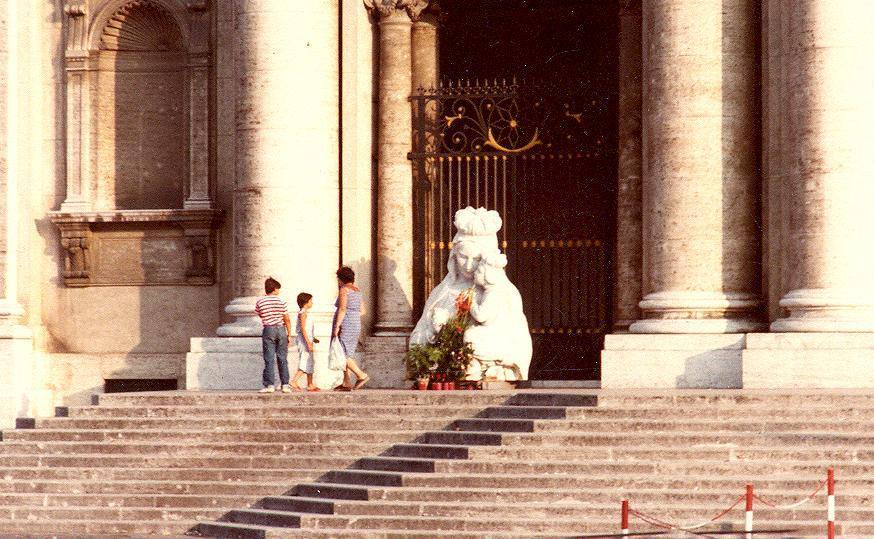
Statua della Madonna crollata a seguito del terremoto del 23 novembre 1980 dalla sommità della basilica dell'Incoronata Madre del Buon Consiglio e Regina della Cattolica Chiesa

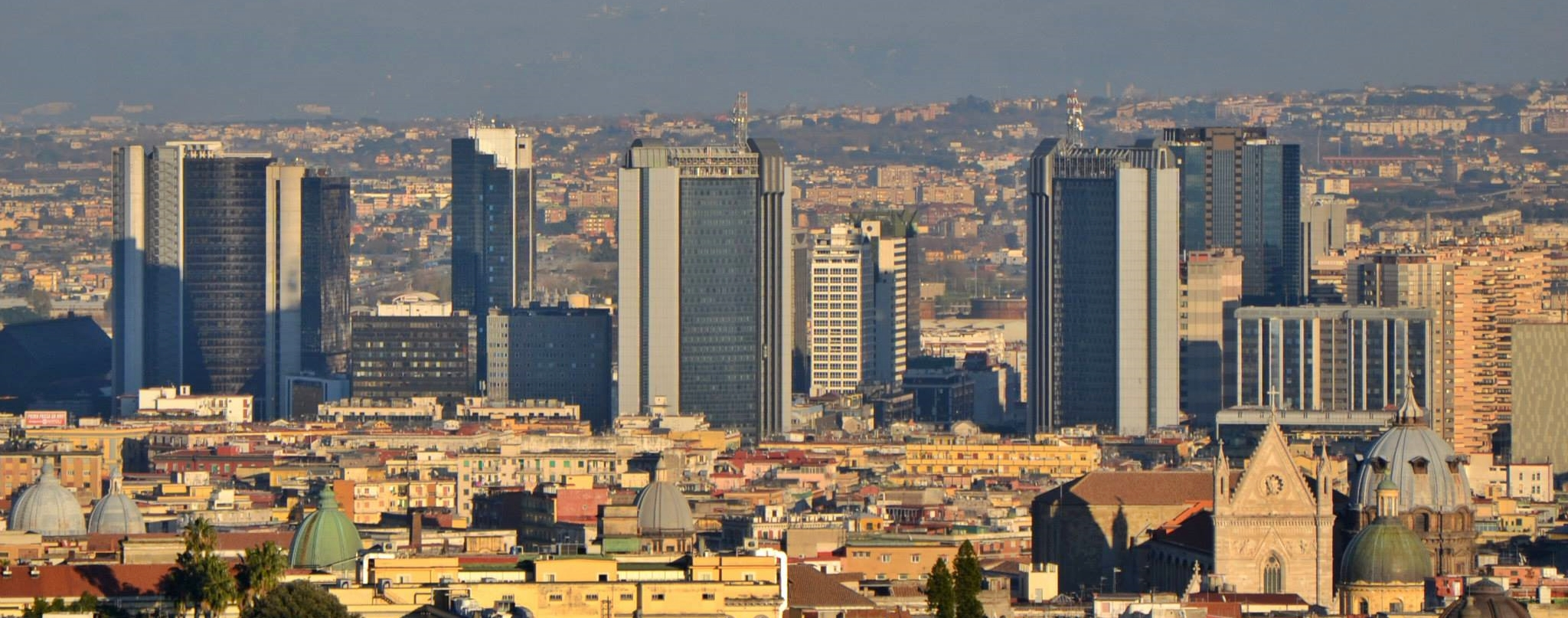
Centro Direzionale di Napoli

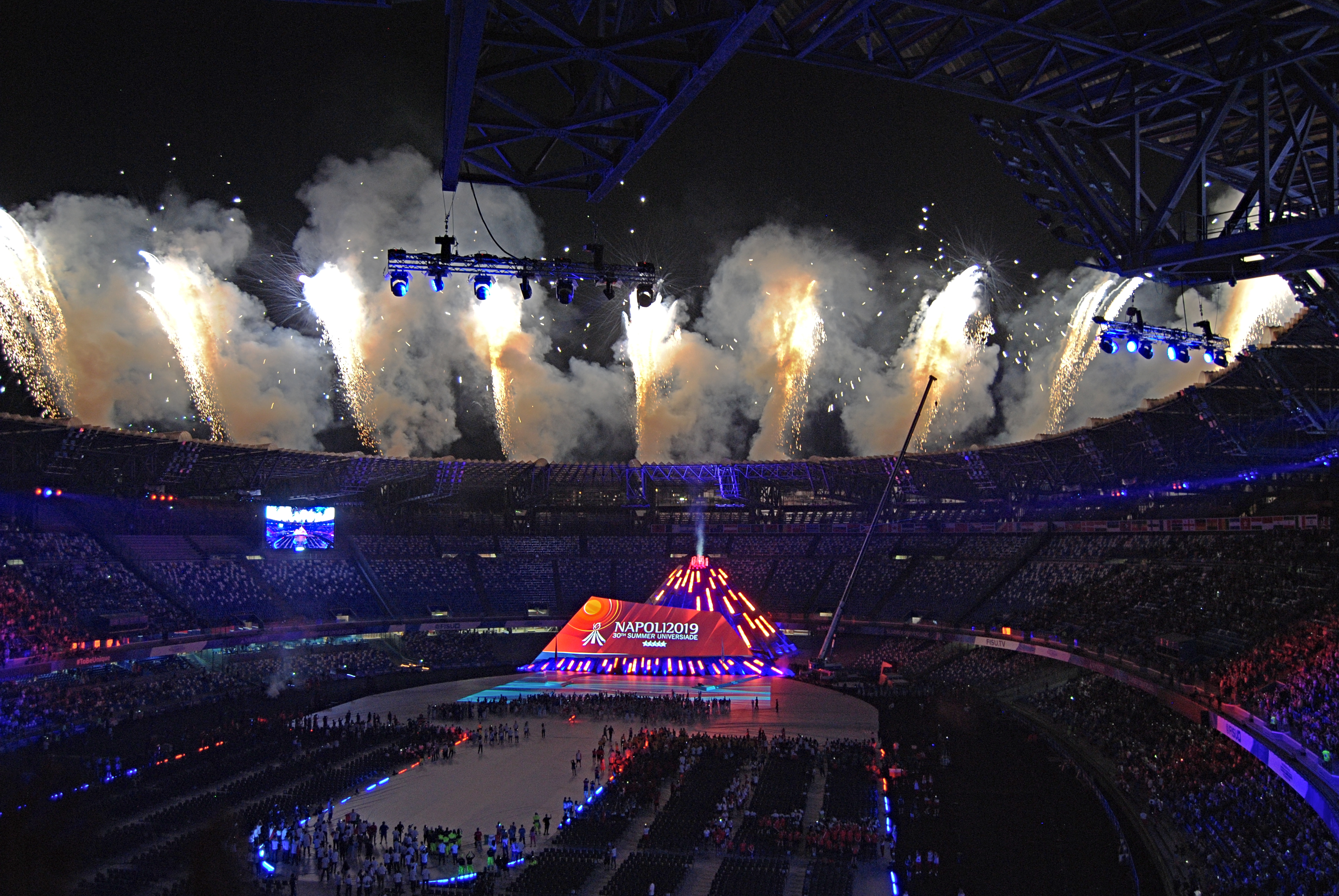
La cerimonia di apertura della XXX Universiade allo stadio Diego Armando Maradona

Alla fine della guerra, quando si trattò di votare il passaggio dalla Monarchia alla Repubblica, nella circoscrizione di Napoli 904.000 furono a favore della monarchia, 241.000 per la Repubblica. Tuttavia, nel capoluogo campano, dal 9 all'11 giugno 1946 - pochi giorni dopo la proclamazione della vittoria repubblicana - una spontanea protesta popolare in via Medina sfociò in un violento scontro, dalle circostanze mai oggettivamente chiarite, che provocò nove morti. Tali fatti furono chiamati strage di via Medina. Pochi giorni dopo, fu Enrico De Nicola, napoletano, ad essere eletto primo presidente della Repubblica.
Gli anni del miracolo economico ebbero rilevanti effetti anche sulla città, ma, allo stesso tempo, coincisero anche con la nascita di una Napoli capitale della speculazione edilizia, che fu simbolicamente descritta nel celebre film Le mani sulla città di Francesco Rosi. In questo periodo la città si espanse in tutte le direzioni, anche oltre gli obsoleti confini comunali, portando alla nascita dell'agglomerato urbano che oggi conosciamo. Nello stesso periodo, la città vide nascere anche un'attività cinematografica molto intensa, sia a livello nazionale che internazionale.
Nel 1970 nacque la Nuova Camorra Organizzata di Raffaele Cutolo. Nel 1973, Napoli si trovava in una situazione di arretratezza e miseria molto grave: la speculazione edilizia era inarrestabile, la mortalità infantile sensibilmente più alta di quella delle città del nord e l'aspettativa di vita decisamente inferiore. In questo clima, già di per sé molto provato, si verificò un'epidemia di colera che colpì varie città mediterranee. La causa del contagio fu una partita di cozze provenienti dalla Tunisia. Morirono 30 persone e il mercato ittico e turistico napoletano entrò in una gravissima crisi. Il focolaio successivamente si estese fino a Bari.
A Napoli si verificarono fatti di rilievo della strategia della tensione e del terrorismo, dalla nascita dei Nuclei Armati Proletari (1974) alla Colonna Senzani delle Brigate Rosse (1980), passando attraverso l'arresto e la prigionia di centinaia di militanti. Nel 1980 si verificò anche il grande terremoto dell'irpinia, che distrusse quasi interamente Avellino e la sua provincia. Napoli fu, seppur solo in alcune zone, fortemente danneggiata, ma non ottenne, nonostante le denunce del sindaco di allora Maurizio Valenzi, grosse somme di denaro per la ricostruzione. Furono danneggiate anche importanti basiliche del vasto centro storico napoletano, come la chiesa dei Girolamini, la chiesa di Sant'Agostino alla Zecca e la chiesa di San Giovanni Battista delle Monache. In molti casi, i lavori di recupero durarono per un decennio, complicando ulteriormente il già precario assetto dell'urbanistica cittadina. Nel 1981 vi fu il celebre rapimento dell'Assessore Regionale Ciro Cirillo da parte delle Brigate Rosse. Da una situazione economica, sociale e politica così difficile, fu la camorra a proliferare. Negli anni 1982-84, a ovest della metropoli, i Campi Flegrei furono colpiti da una seconda crisi bradisismica, dopo quella del 1970, che provocò un esodo di massa, soprattutto a Pozzuoli, dove parte della popolazione trovò rifugio nella nuova zona urbana di Monterusciello. La crisi bradisismica venne avvertita anche dagli stessi quartieri occidentali del comune di Napoli, come Bagnoli e Pianura.

Il 21 dicembre 1985, nell'area orientale della città vi fu l'esplosione di venticinque serbatoi costieri dell'Agip e uno spaventoso incendio,, che durò quasi una settimana, e che causò cinque vittime, 165 feriti, 2594 senzatetto e 100 miliardi di danni. Dall'amministrazione municipale fu recepita la necessità di delocalizzare quelle attività che potessero costituire fonte di pericolo per la popolazione e causa di ulteriore inquinamento per un territorio già seriamente compromesso. Tuttavia, solo nel 1993 la Q8 cessò l'attività. Nel 1988, la città fu teatro di un attentato anti-Usa da parte dell'Armata Rossa Giapponese, che provocò cinque decessi (quattro napoletani e una portoricana) e venti feriti. L'obiettivo fu il circolo Uso di Calata San Marco, dove aveva sede il club dei marinai americani della VI flotta.
Nel 1994 la città ospitò il G7 e la conferenza mondiale dell'ONU per la lotta contro la criminalità organizzata, rappresentando così un'occasione di rilancio turistico, culturale e amministrativo. Nel 1995, dopo circa dieci anni di cantieri, venne completato il centro direzionale di Napoli, il primo gruppo di grattacieli d'Italia e dell'Europa meridionale. Nel frattempo, il centro storico della città venne riconosciuto come patrimonio dell'umanità dall'UNESCO per i suoi monumenti, che testimoniano tremila anni di storia. Il 23 gennaio 1996 si consumò la tragedia di Secondigliano, meglio nota come voragine di Secondigliano, nella quale persero la vita 11 persone.
Nel 2001, nell'ambito della costruzione e del potenziamento del proprio sistema di trasporto sotterraneo, vennero inaugurate le prime stazioni dell'arte: Quattro Giornate, Salvator Rosa e Museo. Sempre agli inizi degli anni 2000, apparve evidente che la camorra era ancora una organizzazione potente, con migliaia di affiliati, divisi in oltre 150 famiglie attive in tutta la Campania, e con insediamenti anche all'estero, in paesi come i Paesi Bassi, la Spagna, la Francia e il Marocco. Alla fine del 2007, ci fu una nuova e più grave crisi nella gestione dei rifiuti. L'emergenza, le cui immagini di Napoli ricoperta di rifiuti sconvolsero l'opinione pubblica internazionale, fu da imputare ad una commistione di errori tecnico-amministrativi e di interessi politici, industriali e malavitosi (per approfondire, vedi crisi dei rifiuti in Campania). Sempre nello stesso periodo, alla città venne assegnata la quarta edizione del Forum Universale delle Culture. Nel 2010, fu presentato, da un gruppo di imprenditori privati, NaplEst, una serie di grandi interventi urbani riguardanti l'area orientale della città.
Nel marzo 2011, Napoli, in quanto sede del Allied Joint Force Command Naples, il comando integrato delle forze NATO per l'Europa meridionale, costituì il quartier generale per le operazioni militari in Libia, sebbene gli uffici fisici del comando si trovino a Giugliano in Campania,  come era già accaduto ai tempi della guerra del Kosovo. Il 5 marzo 2016, la FISU si riunì a Bruxelles e assegnò l'organizzazione della XXX Universiade a Napoli, in seguito alla rinuncia della capitale brasiliana.
Nel 2025, Napoli si è aggiudicata l'organizzazione della 38ª edizione della Coppa America di vela, che si terrà nel 2027, segnando la prima volta che la competizione avrà luogo in Italia.
Capitale storica del Mezzogiorno, la Napoli contemporanea è il centro di una vasta area metropolitana e ha conservato un notevole ruolo, soprattutto culturale e diplomatico. La città è sede infatti di importanti istituzioni museali e teatrali, di antiche e prestigiose università, nonché dell'Assemblea parlamentare del Mediterraneo.

#### Il problema Vesuvio e Campi Flegrei: da rischio a risorsa
In quanto ad un possibile risveglio dell'attività eruttiva del Vesuvio, considerato il più grave problema di protezione civile presente in Italia, un considerevole numero di esperti nel campo sono concordi nell'affermare che la prossima eruzione potrebbe essere di intensità VEI-5, simile a quella del 1631. Per ora la possibilità di manifestarsi un'eruzione devastante, come quella che distrusse Pompei ed Ercolano, è alquanto scarsa: queste infatti si verificano dopo secoli o addirittura millenni di inattività da parte del vulcano.
Il problema prioritario della zona rossa del Vesuvio, ossia del territorio più esposto in caso di eruzione (in cui ricade anche il limite più estremo della VI municipalità del comune di Napoli), è quello di ridurre considerevolmente il numero di abitanti. A tal proposito le proposte degli studiosi vertono su una nuova organizzazione urbana dell'intera pianura campana, zona abbastanza lontana dal vulcano, sulla destinazione dell'area ad attività poco invasive (agricoltura, parchi archeologici e naturali, ecc.) e su progetti riguardanti i mezzi di trasporto e le vie di fuga. Iniziative politiche, atte a sfoltire il numero dei residenti della zona vesuviana, sono state ad ogni modo avviate negli anni, ma con scarsi risultati (progetto Vesuvìa), soprattutto a causa di progetti ambiziosi ma poco attuabili.
Simil discorso per l'altro grande vulcano partenopeo, ossia i Campi Flegrei. La zona rossa del sistema vulcanico flegreo si basa su un evento eruttivo di intensità VEI-4, simile all'ultima eruzione registrata in zona, ossia quella del Monte Nuovo, risalente al 1538. In quest'occasione, dato che la zona non era densamente abitata come oggi, i danni furono alquanto contenuti. Pozzuoli venne ricoperta da 30 cm di cenere, mentre Napoli da 2 cm.
La storia eruttiva degli ultimi 4000 anni ha dimostrato che una bocca vulcanica potrebbe aprirsi anche verso lo stesso comune di Napoli, ovvero verso il quartiere di Fuorigrotta. In risposta a tale evenienza, nella zona rossa del vulcano è stata inclusa nel 2014, oltre alla zona occidentale del comune, anche altre parti come Chiaiano e Arenella. Nel resto del paese esempi molto simili alla caldera flegrea si trovano a pochi km da Roma e sono costituiti dai Colli Albani.
Nel 2012, è stato pianificato il Campi Flegrei Deep Drilling Project (CFDDP), nell'ambito del programma scientifico internazionale di perforazioni continentali denominato ICDP (International Continental Scientific Drilling Program): il CFDDP prevede la realizzazione di un pozzo di 3,5 km a Bagnoli, a ridosso della collina di Posillipo, con l'intenzione di monitorare la camera magmatica sottostante e studiare la stratigrafia della locale crosta terrestre. Il foro iniziale, profondo 501 metri nel 2016, ha permesso di ricostruire la stratigrafia accumulatasi in 47 000 anni e di rivelare l'evoluzione dell'attività eruttiva nello stesso periodo. Ha permesso, inoltre, di individuare limiti più stringenti all'estensione della caldera, il cui margine orientale, ad esempio, si è potuto restringere fino in corrispondenza della collina di Posillipo, escludendo quindi una possibile estensione fino alla parte centrale della città di Napoli, come si temeva in precedenza.

## Storia amministrativa
In epoca greca l'amministrazione civile era affidata alle fratrie, raggruppamenti a base familiare convocati per discutere e deliberare su questioni di interesse pubblico: ve ne erano nove distinte in base al nume tutelare.
In epoca normanna venne istituita la Magna curia regis, affidata a cinque giudici di nobile estrazione che si occupavano delle cause penali; l'amministrazione finanziaria, invece, fu affidata alla "Camera regia". I giudici erano detti compalatini in quanto nobili di corte, sebbene con poteri speciali.
Dal XIII al XIX Secolo, le istituzioni amministrative principali di Napoli sono stati i Sedili; i cui rappresentanti, detti Eletti, si riunivano in una sorta di Giunta Municipale, chiamata Tribunale di San Lorenzo (poiché si riunivano nella basilica di San Lorenzo Maggiore), per decidere come governare la città.
Dal 1642 in poi (ultimo anno in cui fu convocato il Parlamento del Regno di Napoli), l'amministrazione napoletana era affidata all'Eletto del popolo, nominato dal Viceré.
Durante la Repubblica Napoletana del 1799, fu creata per la prima volta la Municipalità, composta da Ufficiali Municipali scelti proprio dai Sedili:
- Luigi Serra, duca di Cassano
- Giuseppe Serra di Cassano
- Filippo De Gennaro
- Luigi Carafa
- Giuseppe Pignatelli del Vaglio
- Vincenzo Bruno
- Antonio Avella
- Ferdinando Ruggi d'Aragona
- Pasquale Daniele
- Michele La Greca
- Clino Rosselli
- Ignazio Stile
- Francesco Maria Gargano
- Andrea Dino
- Andrea Coppola
- Andrea Vitaliani
- Domenico Piatti
- Carlo Iazeolla
- Nicola Carlomagno

La Municipalità così creata fu abolita alla fine della Rivoluzione Napoletana.
Dopo la Rivoluzione Napoletana, Re Ferdinando I di Borbone riformò l'Amministrazione napoletana, sostituendo gli Eletti del Popolo con un Senato di 8 membri di nomina regia.
Il 25 Aprile 1800 Re Ferdinando I di Borbone abolì il potere dei Sedili, che ne aboliva le funzioni unitamente a quelle del Tribunale di San Lorenzo.
L'8 agosto 1806, sotto dominazione francese, con la legge detta de "L'Eversione Feudale", fu definita la nuova struttura amministrativa della città, che riformava la carica di Sindaco e istituiva il Decurionato (consiglio), a capo della Municipalità (prima di allora detta Università). Il primo sindaco dopo tale riforma fu nominato il 2 dicembre 1808. Grazie alle riforme di Gioacchino Murat i Sedili non furono del tutto riabilitati, quanto piuttosto trasfusi nel Corpo di Città (e nel Municipio, a partire dal 1808).
Il sistema fu mantenuto con poche modifiche sostanziali sia all'atto della Restaurazione che dell'Unità d'Italia. Dal 1889 la carica del sindaco divenne elettiva, tra i membri del consiglio comunale, possibilità che fu temporaneamente soppressa tra il 1926 e il 1944 per l'istituzione dell'ordinamento podestarile. Il sistema elettivo fu definitivamente ripristinato nel 1946, fino all'introduzione, nel 1993, dell'elezione diretta del sindaco che ai sensi della Legge 56/2014 è anche sindaco della città metropolitana.

### Annotazioni
1. ↑  La Palepolis, ad esempio, rimase sede del culto della divinità poliade, a cui tutta la civitas faceva capo (per approfondire, vedi Partenope).
2. ↑  Anticamente, il porto di Napoli corrispondeva all'attuale Porto Piccolo; in epoca medievale, periodo in cui Napoli era rimasta nei limiti delle mura dell'imperatore romano Valentiniano III, al porto romano se ne aggiunse un secondo (Porto Grande). Successivamente, durante il periodo normanno e svevo, la città non aveva subito rilevanti ingrandimenti; lo sviluppo urbano riprese invece alla fine del XIII secolo, con gli Angioini, quando la città fu ampliata verso occidente e fu allargato il Porto Grande.
3. ↑  Va ricordato che proprio a Napoli, in castel Nuovo, il 13 maggio 1317 era stata firmata la pace tra guelfi e ghibellini toscani.
4. ↑  Le discrete informazioni riguardano perlopiù il periodo classico greco e romano. Con l'aiuto degli Scavi di Pompei si è intuito che il rosso pompeiano fu molto in voga tra le città del golfo. Le influenze artistiche osco-sannite possono essere in parte ricostruite grazie allo studio dei reperti della necropoli di Castel Capuano. Assai misere sono le testimonianze del periodo bizantino e normanno-svevo; è abbastanza sicuro che la città in epoca bizantina apparisse molto diversa da oggi, mostrando un gusto più "orientale". Una delle più importanti tracce bizantine è riscontrabile nella basilica di San Giovanni Maggiore.
5. ↑  Un'accezione diversa viene oggi data, invece, dalla "città storica", comprendente un ben più vasto territorio legato a fattori storici, monumentali e culturali.

### Fonti
1. ↑  Le trasformazioni di una città che vive da quasi 30 secoli hanno impresso modifiche che influiscono sulla nostra percezione della realtà originaria (da: Daniela Giampaola, Emanuele Greco, Napoli prima di Napoli. Mito e fondazioni della città di Partenope, Roma, Salerno Editore, 2022 p.43)
2. ↑  Allo stato attuale, la lunga sequenza cronologica che, sia pure attraverso momenti di cesura, si sviluppa dal Neolitico avanzato sembra interrompersi all'inizio dell'Età del Ferro (da: Daniela Giampaola, Emanuele Greco, Napoli prima di Napoli. Mito e fondazioni della città di Partenope, Roma, Salerno Editore, 2022 p.14)
3. ↑  Giuseppe Galasso, Aspetti della megalopoli napoletana nei primi secoli dell'età moderna, in Claude Nicolet, Robert Ibert e Jean-Charles Depaule, eds, Mégalopoles méditerranéennes. Géographie urbaine rétrospective (Parigi, 2000), pp. 565-574.
4. ↑  Jan de Vries, European Urbanization: 1500-1800, ed. Methuen Publishing, 1984, p. 355 (400.000 abitanti). Altre megalopoli del mondo particolarmente popolate, secondo stime storiche generali, erano: Pechino (circa 700.000 abitanti), Agra (500.000) e Costantinopoli (tra 400.000 e 700.000 abitanti).
5. 1 2  Patrimoniomondiale.it
6. ↑  L'importanza di questa Koinè è apparsa a taluno di tanto peso da autorizzare l'ipotesi che in ambiente campano si sia formata la personalità che creò opere di così alto livello come il Bruto Capitolino e le teste che le si associano e da suggerire l'affermazione che in Campania siano forse da cercare le vere radici dell'arte romana. È certo, comunque, che se fin dalla seconda metà del secolo la Campania è zona d'influenza politica di Roma, essa fu la prima regione nella quale Roma venne a contatto con la grecità e specialmente attraverso Neapolis, la Graeca urbs che restò ancora per molto tempo una delle fonti attraverso le quali la grecità alimentò la nascente cultura romana (in La Magna Grecia nell’età romana. Atti del quindicesimo Convegno di studi sulla Magna Grecia: Taranto, 5-10 ottobre 1975, Napoli, Arte Tipografica, 1976, pp. 371-372)
7. ↑   A Napoli nuova sede Assemblea Parlamentare Mediterraneo, in Ansa.it. URL consultato il 26 gennaio 2025.
8. ↑   Mediterraneo, a Napoli la nuova sede del PAM. De Luca: dopo decenni, la città ospita un’istituzione internazionale, su regione.campania.it.
9. ↑   Parliamentary Assembly of the Mediterranean, in Pam.int. URL consultato il 26 gennaio 2025.
10. ↑   Napoli, Regno di, in Enciclopedia Treccani. URL consultato il 7 maggio 2025.
11. ↑   Nàpoli, Regno di, su Sapere.it. URL consultato il 7 maggio 2025.
12. ↑  Intervista ad Alessandro Barbero:  “Alessandro Barbero: Masaniello fu un boss mafioso?”. URL consultato il 29 novembre 2022.
13. 1 2 3 4   Interazione tra attività vulcanica e vita dell’uomo: evidenze archeologiche nell’area urbana di Napoli, su Miscellanea INGV 2013 pp.39;39-40;43;42, Academia.edu. URL consultato il 1º aprile 2020.
14. ↑   Napoli - L’insediamento protoappenninico di Fuorigrotta-Piazzale Tecchio [collegamento interrotto], in Academia.edu. URL consultato il 1º aprile 2020.
15. ↑  Il Bronzo Medio è stato riscontrato soprattutto anche nei fondali marini dell'insenatura di piazza del Municipio e nel pianoro di Neapolis. I materiali rinvenuti attestano l'esistenza di due villaggi. Il nucleo insediativo del pianoro continua nel Bronzo Recente (fine XIV-XII secolo a.C.), mentre quello di Castel Nuovo si arresta alla fine del Bronzo Medio (tratto da: Daniela Giampaola, Emanuele Greco, Napoli prima di Napoli. Mito e fondazioni della città di Partenope, Salerno ed., Roma 2022, p.13)
16. 1 2 3 4 5 6 7 8 9  Lombardo M. e Frisone F., Colonie di colonie: le fondazioni sub-coloniali greche tra colonizzazione e colonialismo, Atti del Convegno Internazionale di studi, Lecce 22-24 giugno 2006, Congedo Ed., Galatina 2010 ISBN 978-88-8086-699-2 pp.196;185;197;192-198;194;198;195;195;193
17. 1 2 3 4 5 6 7   Parco Archeologico Urbano di Napoli p. 9;9;27;27;29;28;31 (PDF), su naus-editoria.it. URL consultato il 21 luglio 2022.
18. ↑   Professore Associato in Archeologia Classica (Università degli Studi di Napoli “L'Orientale") Matteo D'acunto, APPUNTI MAGNA GRECIA, Appunti di Archeologia, in docsity.com. URL consultato il 19 luglio 2022.
19. ↑   Il porto di Parthenope e Neapolis (PDF), su Ancientportsantiques.com, 2021,  p. 344. URL consultato il 26 novembre 2024.
20. 1 2 3 4 5   Neapolis de la chôra à l’astu : définition du proasteion et relecture de la polis (fin VIe siècle - 89 av . J.-C.), su academia.edu,  p. 32, 35, 165, 169, 170, 171, 172, 174, 175, 177, 178; 15; 57; 21; 26. URL consultato il 12 gennaio 2025.
21. ↑   Il porto di Parthenope e Neapolis, su books.openedition.org.
22. ↑  [Circa l'evidenza archeologica] Da questa angolazione è possibile recuperare, almeno per questo periodo, la sua funzione di epineion, cioè di scalo marittimo subordinato al centro principale, che la critica storica tradizionalmente gli assegna in rapporto alla colonia euboica (tratto da: Daniela Giampaola, Emanuele Greco, Napoli prima di Napoli. Mito e fondazioni della città di Partenope, Salerno ed., Roma 2022, p.52)
23. ↑  La notizia della distruzione, una volta tenuto conto del fatto che proviene da una fonte interessata a presentare sotto una luce particolarmente negativa il comportamento di Cuma, trova sostanziale conferma in una serie di fatti. Le tradizioni di ottica cumana, Pseudo Scymno, Strabone, Velleio, puntano tutte sul rapporto Cuma-Neapolis, lasciando nell'ombra, e quindi in un certo senso, distruggendo la storia precedente del sito [...]. D'altro canto, se il problema è posto, come la fonte di Lutazio fa nei termini di una frequentatio di Neapolis che non può svilupparsi se non in concorrenza con quella di Cuma, è evidente che la frequentatio di Cuma non può tollerare lo sviluppo di Neapolis e quindi la oscura. E la crescita di Neapolis che avviene sottraendo appena può Pitecusa a Cuma conferma la giustezza di questa impostazione del problema. D'altro canto anche la terminologia usata dalla fonte per cui fondare Partenope era stato un urbem constituere e ridare vita un urbem restituere o una nuova institutio, suggerisce una lettura della vicenda piuttosto in riferimento a realtà istituzionali e politiche che a concrete realtà materili da eliminare e reintegrare (tratto da: M. Lombardo, F. Frisone, Colonie di colonie: le fondazioni sub-coloniali greche tra colonizzazione e colonialismo. Atti del Convegno Internazionale di studi, Lecce 22-24 giugno 2006, Galatina, Congedo edit., 2010, p. 185). A parte le ipotesi - che rimango pura speculazione - che tendono a connettere la notizia della distruzione con un evento effettivamente verificatosi che non prendiamo neanche in esame, dopo i tentativi, a questo riguardo, di trovarne conferma nella documentazione archeologica per niente perspicua (tratto da: Daniela Giampaola, Emanuele Greco, Napoli prima di Napoli. Mito e fondazioni della città di Partenope, Salerno ed., Roma 2022 p.69). Tuttavia non esiste traccia materiale e archeologica di distruzione di questo primitivo nucleo, come si usa invece raccontare interpretando male il racconto di Lutazio Dafnide (tratto da: Teresa Tauro, Napoli greca. Alla scoperta della città antica, Intra Moenia editore, 2023, p. 17).
24. 1 2 3 4 5  Daniela Giampaola, Bruno D'Agostino, Osservazioni storiche e archeologiche sulla fondazione di Neapolis, in Noctes Campanae. Studi di storia antica e archeologia dell'Italia preromana e romana in memoria di M.W. Frederiksen: a cura di Harris William V. e Lo Cascio Elio, Luciano Ed., Napoli 2005 pp.61 e 62
25. ↑   IL PROGETTO “ceraNEApolis”: UN SISTEMA INFORMATIVO CARTOGRAFICO DELLE PRODUZIONI CERAMICHE A NEAPOLIS (IV A.C.-VII D.C.) (PDF), su Archcalc.cnr,  p. 29.
26. ↑   Città e monumenti Greci d'Occidente, su Books.google.it,  p. 340.
27. ↑   Neapolis (PDF), su Books.google.it,  p. 211.
28. ↑   CHIESA DI SANT'ANIELLO A CAPONAPOLI, su censimentoarchitetturecontemporanee.cultura.gov.it.
29. ↑  Gli studi recenti consentono ormai di ricondurre l'organizzazione dell'impianto a una concezione unitaria, superando l'ipotesi di uno sviluppo in due tempi formulata da Mario Napoli, secondo il quale a un impianto irregolare risalente ai tempi della fondazione del 470 a.C., limitata alla collina dell'Acropoli e alla parte settentrionale dell'area poi occupata dall'agora/foro, sarebbe seguito un progetto regolare, sotto l'influenza dell'impianto di Thuri del 444 a.C. assegnato a Ippodamo di Mileto. [...] Il caso di studio neapolitano è confrontabile con impianti urbani datati fra gli ultimi decenni del VI e il primo quarto del V secolo, quali quelli, più antichi, di Poseidonia e Agrigento, e quelli più recenti di Naxos e Himera (tratto da: Daniela Giampaola, Emanuele Greco, Napoli prima di Napoli. Mito e fondazioni della città di Partenope, Salerno ed., Roma 2022 pp.88-89)
30. ↑  L'insieme dei materiali residui finora discussi attestano sull'interno pianoro di Neapolis una frequentazione diffusa che risale almeno alla metà del VI secolo a.C. (tratto da: William V. Harris ed Elio Lo Cascio, Noctes Campanae. Studi di storia antica e archeologia dell'Italia preromana e romana in memoria di M.W. Frederiksen, Napoli, Luciano Edit., 2005, ISBN 88-88141-97-9, p.59)
31. ↑  Parthenope non può essere disgiunta da Neapolis, formando un unico sistema storico-archeologico, geologico e territoriale (tratto da: Daniela Giampaola ed Emanuele Greco, Napoli prima di Napoli. Mito e fondazioni della città di Partenope, Roma, Salerno ed., 2022, SBN NAP0938025, p. 43)
32. ↑   Millennial variability of rates of sea-level rise in the ancient harbour of Naples (Italy, western Mediterranean Sea) (PDF), su iris.unina.it, 2019,  p. 286. URL consultato il 14 aprile 2025.
33. ↑  Atti del I Convegno Internazionale di Studi, Dialoghi sull'archeologia della Magna Grecia e del Mediterraneo (Paestum, 7-9 settembre 2016), Pandemos ed., p.321
34. 1 2 3 4 5 6 7 8   BooksGoogle.it, su books.google.it. URL consultato il 7 settembre 2011 pp.301-301-302-305-304-302-305-301.
35. ↑   Italici in Magna Grecia: Lingua, insediamenti e strutture, su Books.google.it,  p. 28.
36. 1 2 3  Storiamillenaria.net p.279
37. ↑  Con la venuta degli Ateniesi intorno al 450 a.C., Neapolis diventa una importantissima città con un ricco porto commerciale (tratto da: Teresa Tauro, Napoli greca, Intra Moenia editore, 2023 p.19)
38. ↑  L'imporsi di una realtà insediativa articolata rispetto all'antica colonia euboica è indirettamente attestata in un celebre passo di Diodoro Siculo (XI 51,1-2) relativo alla seconda battaglia di Cuma (474 a.C.), lo scontro navale in cui le flotte alleate di Cuma e Siracusa sconfiggono gli Etruschi, ponendo fine al loro predominio sul basso Tirreno: tra gli artefici della vittoria, accanto ai Cumani e ai Siracusani, lo storico menziona infatti le "genti del territorio" (gli enchorioi), in cui sono stati riconosciuti gli abitanti di Neapolis, ai quali la fonte di ispirazione filosiracusana non riconosce ancora autonomia politica (tratto da: Daniela Giampaola ed Emanuele Greco, Napoli prima di Napoli. Mito e fondazioni della città di Partenope, Roma, Salerno ed., 2022, p. 143)
39. ↑  Aa. Vv., Incidenza dell'antico. Dialoghi di storia greca - vol. 8/2010, Luciano ed., 2010, pp. 213-219 (Neapolis e la seconda battaglia di Cuma)
40. ↑   Treccani, I siti della Magna Grecia, su treccani.it.
41. ↑   Neapolis e la seconda battaglia di Cuma, su Books.google.it,  p. 218.
42. ↑  È in questo rinnovato quadro politico che si instaurano le relazioni privilegiate con Atene, culminanti nella spedizione dell'ammiraglio ateniese Diotimo e nell'epoikia già richiamate in un paragrafo precedente (tratto da: Daniela Giampaola, Emanuele Greco, Napoli prima di Napoli. Mito e fondazioni della città di Partenope, Roma, Salerno Editore, 2022 p.144)
43. ↑   Hesperìa: Studi sulla Grecità di Occidente. 3, su Books.google.it,  p. 70.
44. ↑   I Sebastà di Neapolis. Il regolamento e il programma (PDF), su altaterradilavoro.com,  p. 15.
45. ↑  Atti del venticinquesimo convegno di studi sulla Magna Grecia, Neapolis, Istituto per la storia e l'archeologia della Magna Grecia-Taranto, 3-7 ottobre 1985 p.65
46. ↑   L'Italia preromana. I siti etruschi: Capua, su treccani.it.
47. ↑   CASABLANCA - Conferenza "Napoli in epoca romana: i commerci, gli otia, i banchetti", su iicrabat.esteri.it. URL consultato il 3 aprile 2020.
48. ↑  A tal proposito andrebbe in realtà inclusa quasi tutta la riviera del Golfo di Napoli. Il geografo Strabone riportava che la costa, da Capo Miseno fino a Punta Campanella, era adornata da città e residenze continue fra di loro, al punto da offrire l'immagine di una città continua (Strab., v 4,8)
49. ↑  Quelle residenze con annesse piantagioni caratterizzano il paesaggio costiero campano, specialmente nel Golfo di Napoli, che vede l'emergenza della villa, un tipo di residenza che diventò presto uno status symbol delle aristocrazie e delle classi più agiate della società romana (tratto da: Daniela Giampaola, Emanuele Greco, Napoli prima di Napoli. Mito e fondazioni della città di Partenope, Roma, Salerno edit., 2022, p.156)
50. ↑   Villa Imperiale di Pausilypon p.149, su academia.edu.
51. ↑  Neapolis dispone, inoltre, di impianti termali che nulla hanno da invidiare alla vicina Baia (tratto da: Daniela Giampaola, Emanuele Greco, Napoli prima di Napoli. Mito e fondazioni della città di Partenope, Salerno ed., Roma 2022, p.155)
52. ↑  Livio VIII 8.22
53. ↑  H.H.Scullard, Storia del mondo romano, vol.I, p.176
54. ↑  A. Lagella, La Storia di Napoli, Parte Seconda, pag. 5
55. ↑   Books.google, Il tempio dorico del foro triangolare di Pompei p.232, su books.google.it.
56. ↑   Napoli, in Treccani.it. URL consultato il 13 dicembre 2019.
57. ↑   Treccani, Magna Grecia, su treccani.it.
58. ↑   Books.google, Civiltà del Mediterraneo p.50, su books.google.it.
59. ↑  LV 10, 9
60. ↑   The Augustan Games of Naples, su archive.archaeology.org.
61. 1 2   Academia, Neapolis e gli imperatori. Nuovi dati dai cataloghi dei Sebastà, su academia.edu,  p. 208–209; da 205 a 212.
62. ↑  Alfonso Mele ha sottolineato, a proposito del brano di Cassio Dione, come la fondazione dei Giochi si inquadri ideologicamente in una sorta di rifondazione e rinnovamento della città (tratto da: Daniela Giampaola, Emanuele Greco, Napoli prima di Napoli. Mito e fondazioni della città di Partenope, Salerno ed., Roma 2022, p.131)
63. ↑   Academia, SEBASTÀ ISOLYMPIA p.10, su academia.edu.
64. ↑   Italia. Viaggio nella bellezza: Parthenope, Neapolis, Napoli. Archeologia di una città immortale, su rai.it. URL consultato il 23 aprile 2022.
65. ↑  Dunque assisteremo a una rinascita di Neapolis, con ricostruzione, dopo incendi e terremoto, celebrata grazie ai Sebastà, che si sarebbe accompagnata alla richiesta di cambiare nome (tratto da: Daniela Giampaola, Emanuele Greco, Napoli prima di Napoli. Mito e fondazioni della città di Partenope, Salerno ed., Roma 2022, p.160)
66. ↑   NAPOLI TARDO-ANTICA. ASPETTI E PERCEZIONE DELLO SPAZIO URBANO (PDF), su fedoa.unina.it,  pp. 35-43. URL consultato il 29 aprile 2022.
67. ↑   Teatro antico di Neapolis, su beniculturali.it.
68. ↑  Per approfondire, si veda la voce Data dell'eruzione del Vesuvio del 79.
69. ↑   Vulcani.fis.uniroma3.it, su vulcan.fis.uniroma3.it. URL consultato il 5 maggio 2014 (archiviato dall'url originale il 5 luglio 2013).
70. ↑   «Dal Vesuvio nubi ardenti a oltre quindici chilometri», su corrieredelmezzogiorno.corriere.it. URL consultato il 15 dicembre 2019.
71. ↑  Suburbio di Neapolis, della quale sembra anche ricalcare il piano urbanistico ortogonale, la cittadina era limitata nell'autonomia culturale; per quanto si sa non vi era una intensa attività manifatturiera, e la comunità presentava i sintomi di una tipica località periferica (Arnold De Vos; Mariette De Vos, Pompei, Ercolano, Stabia, Roma, Guide archeologiche Laterza, aprile 1982., ISBN 884202001X p.260)
72. ↑   Il Vesuvio non uccise tutti gli abitanti di Pompei. Dove andarono poi i sopravvissuti?, su blueplanetheart.it.
73. ↑   L'economia di Stabia, su Comune.castellammaredistabia.napoli.it. URL consultato il 19 marzo 2015 (archiviato dall'url originale il 2 aprile 2015).
74. ↑   Archeologi in progress, su academia.edu,  p. 481. URL consultato l'8 maggio 2022.
75. ↑   Books.google, Le vie del Mezzogiorno: storia e scenari p.45, su books.google.it.
76. ↑   Il teatro romano di Puteoli, in archeoflegrei.it. URL consultato il 4 febbraio 2024.
77. ↑  A fine VIII secolo Capua si era ripresa a tal punto che Paolo Diacono la colloca tra le prime tre città della Campania: "La settima Provincia, la Campania, si estende dalla città di Roma fino al Sele, fiume Lucano, vi si trovano le ricchissime città di Napoli, Capua e Salerno." (tratto da: Historia Langobardorum, II, 17)
78. ↑   Vesuvioweb, L’ eruzione del 472  (PDF), su vesuvioweb.com. URL consultato il 15 luglio 2017 (archiviato dall'url originale il 1º agosto 2017).
79. ↑   Eruzioni dal 203 al 1500, su digilander.libero.it.
80. ↑   Books.google, Il rischio Vesuvio. Storia e geodiversità di un vulcano p.25, su books.google.it.
81. 1 2 3   Eliodoro Savino, Campania tardoantica (284-604 d.C.), Edipuglia, 2005,  pp. 107;108;96;316, ISBN non esistente.
82. ↑  cfr. Campania tardoantica (284-604), p. 138
83. ↑  Cfr. The New Cambridge Medieval History: c. 500-700, p. 341
84. ↑   Persee, Il particolarismo napoletano altomedievale : una lettura basata sui dati archeologici p.18, su persee.fr.
85. ↑   Treccani, CAMPANA, LEGA, su treccani.it.
86. ↑   Webiamo.it p. 2 (PDF), su webiamo.it. URL consultato il 24 agosto 2018 (archiviato dall'url originale il 23 agosto 2018).
87. ↑   Cesn, Centro Europeo di Studi Normanni, su cesn.it. URL consultato il 24 agosto 2018 (archiviato dall'url originale il 25 agosto 2018).
88. 1 2  Stupormundi.it Archiviato il 4 marzo 2016 in Internet Archive.
89. ↑   Sapere.it. URL consultato il 2 maggio 2014 (archiviato dall'url originale il 2 maggio 2014).
90. ↑   Persee, Il particolarismo napoletano altomedievale p.7-8, su persee.fr.
91. ↑   Giuseppe Barone, Le vie del Mezzogiorno: storia e scenari, Roma, 2002,  p. 53.
92. ↑   Giuseppe Galasso, Carlo I d'Angiò e la scelta di Napoli come capitale,  pp. 350-351.
93. ↑   Mélanges de l'école française de Rome, Alle origini di Napoli capitale, su journals.openedition.org.
94. ↑  Falcone Beneventano, Chronicum Beneventanum Cronisti Normanni: Erchemperto, Guglielmo di Puglia, Goffredo Malaterra, Alessandro di Telese, Falcone di Benevento. Archiviato il 19 ottobre 2007 in Internet Archive..
95. ↑  Amedeo Feniello, Napoli normanno-sveva, Roma 1995
96. ↑   "Ti presento Federico", su 800anni.unina.it.
97. ↑   Norbert Kamp, Federico II di Svevia, in Enciclopedia Federiciana, Roma, Istituto dell'Enciclopedia Italiana, 2005. URL consultato il 3 maggio 2014.
98. ↑  Michelangelo Schipa, Storia del ducato napolitano, Napoli 1895
99. ↑  Eberhard Horst, Federico II di Svevia, Rizzoli, Milano, 1981.
100. ↑  Giovanni Villani, Nova Cronica, 1526.
101. 1 2 3   Cesare de Seta, La città europea, ilSaggiatore, 2010,  p. 173-181;173;175, ISBN non esistente.
102. ↑  Constitutio super ordinatione regni Siciliae in "Bullarium Romanum", Torino, IV, 70-80.
103. ↑   Gli Angiò di Napoli (PDF), su rmoa.unina.it. URL consultato il 14 giugno 2024.
104. ↑   Storico, La dinastia degli Angioini, su storico.org.
105. ↑  Il nuovo pontefice intendeva tornare a Roma, per abitare accanto alla tomba di Pietro; ma Carlo II d'Angiò era contrario. Lo sedusse, lo circuì con promesse e buoni propositi, lo convinse che doveva trasferirsi a Napoli, capitale del suo regno, e lì fissare la residenza della Santa Sede (tratto da: Barbara Frale, L'inganno del gran rifiuto. La vera storia di Celestino V, papa dimissionario, ed. UTET 2013 p.19)
106. ↑   Newworldencyclopedia, Spanish Empire, su newworldencyclopedia.org.
107. ↑  Giuseppe Caridi, Alfonso il Magnanimo. Il re del Rinascimento che fece di Napoli la capitale del Mediterraneo, ed. Salerno 2019
108. ↑   Treccani, Umanesimo, su treccani.it.
109. ↑   Larassegnadischia IL REGNO DI NAPOLI DAGLI ANGIOINI AGLI ARAGONESI, su larassegnadischia.it. URL consultato il 20 gennaio 2011 (archiviato dall'url originale il 13 settembre 2021).
110. ↑   Historiaregni, Le mire espansionistiche su Napoli di Carlo VIII, su historiaregni.it.
111. ↑  La Corona di Spagna cedette ufficialmente il Regno di Napoli con il trattato di Utrecht del 1713.
112. ↑   Treccani, Madrid, su treccani.it.
113. ↑  Giuseppe Coniglio, I viceré Spagnoli di Napoli, Ed. Fausto Fiorentino, Napoli 1967
114. 1 2 3 4 5   Enciclopedia tematica aperta, su books.google.it. URL consultato il 7 settembre 2011. pp.388;157;157;157;157
115. ↑  Pietro Ventura, La capitale dei privilegi: Governo spagnolo, burocrazia e cittadinanza a Napoli nel Cinquecento, FedOA - Federico II University Press ed., 2018
116. ↑   Napoli, una capitale e il suo regno, su books.google.it,  p. 118. URL consultato il 26 dicembre 2024.
117. ↑   Capitali senza re nella Monarchia spagnola Identità, relazioni, immagini (secc. XVI-XVIII) (PDF), su storiamediterranea.it,  p. 58-59-60. URL consultato il 26 dicembre 2024.
118. 1 2   Storiamediterranea.it (PDF). URL consultato il 7 settembre 2011 pp. 9-10;22-23.
119. ↑   PRIVILEGI, IDENTITÀ' URBANA E POLITICA: LE CAPITALI DELL'ITALIA SPAGNOLA DURANTE IL REGNO DI FILIPPO II, su repositorio.uam.es,  p. 745. URL consultato il 26 dicembre 2024.
120. ↑   Giuseppe Barone, Le vie del Mezzogiorno: storia e scenari, Roma, 2002,  p. 24.
121. ↑  Annalisa Porzio, Il Palazzo Reale di Napoli, Napoli, Arte'm, 2014, p.13 ISBN 978-88-569-0446-8.
122. ↑  Monika Bosse, André Stoll, Napoli Viceregno spagnolo. Una capitale della cultura alle origini dell'Europa moderna, Ed. Vivarium, Napoli 2001 (alla prefazione del testo)
123. ↑  Vedi la scheda numismatica URL consultato il 20-7-2008.
124. ↑   Digilander.libero, Vesuvio, Storia del Vesuvio, su digilander.libero.it.
125. ↑   Ov.ingv, Vesuvio, storia eruttiva, su ov.ingv.it.
126. ↑   Parco Nazionale del Vesuvio, Il Vulcano, una storia lunga 400.000 anni, su parconazionaledelvesuvio.it.
127. ↑   Books.google, Il Vesuvio - un vulcano nella letteratura e nella cultura p.10, su books.google.it.
128. ↑   L’eruzione del 1631 (PDF), in vesuvioweb.com. URL consultato l'8 maggio 2024.
129. ↑   Vulcan.fis.uniroma3.it. URL consultato il 10 settembre 2018 (archiviato dall'url originale il 10 luglio 2013).
130. ↑   Zweilawyer, La Peste del 1656: il Lazzaretto dell’Isola Tiberina, su zweilawyer.com.
131. ↑   Fondazionebanconapoli, Aspetti della società e dell'economia durante la peste del 1656 p.10 (PDF), su fondazionebanconapoli.it.
132. ↑  Roberto Longhi, Michelangelo Merisi da Caravaggio, a cura di Giovanni Previtali, Editori riuniti 1982 p. 103
133. ↑   I Caravaggeschi, su users.libero.it. URL consultato il 6 gennaio 2019.
134. ↑  Achille della Ragione, Il secolo d'oro della pittura napoletana, Fascicoli 1-2-3. Napoli 1997 - 2001 ISBN non esistente
135. ↑  A. Blunt, C. de Seta, Architettura e città barocca, Guida Ed., Napoli 1978
136. ↑   Storiadellaletteratura, La letteratura dialettale e il mondo popolare, su storiadellaletteratura.it.
137. ↑   Storiadellaletteratura, Giambattista Marino, marinisti, oppositori, su storiadellaletteratura.it.
138. ↑   Centrostudilaruna, La concezione della storia di Vico, su centrostudilaruna.it.
139. ↑   Books.google, Nazione genovese: consoli e colonia nella Napoli moderna, p.163, su books.google.it.
140. ↑   Web.archive, Populations of Largest Cities in PMNs from 2000BC to 1988AD, su etext.org. URL consultato il 2 luglio 2017 (archiviato dall'url originale il 29 settembre 2007).
141. ↑   Rosanna Massaro, Camilla Santoni (Università degli studi di Firenze, Dipartimento di Architettura), Rilievo 3D e HBIM per il restauro di Ponte Carlo III,  p. 13.
142. ↑   Books.google, Urbanistica napoletana del Settecento, su books.google.it.
143. ↑   Storico, Le «delizie» napoletane, su storico.org.
144. ↑   Teastrosancarlo, Teatro di San Carlo, su teatrosancarlo.it.
145. ↑   Sapere, Quando è stata edificata la Reggia di Caserta?, su sapere.it.
146. ↑  Michelangelo Schipa, Il regno di Napoli al tempo di Carlo di Borbone, Napoli, Stabilimento tipografico Luigi Pierro e figlio, 1904, p. 372
147. ↑   Treccani, Giuseppe Sanmartino, su treccani.it.
148. ↑  Bruno Zevi, Controstoria e storia dell'architettura, vol. 2: Personalità e opere generatrici del linguaggio architettonico, Roma, Newton & Compton, 1998, ISBN 88-8289-096-1, p. 354.
149. ↑  Gino Doria, Le strade di Napoli. Saggio di toponomastica storica, 2ª ed., Milano-Napoli, Riccardo Ricciardi Editore, 1979, p. 102.
150. ↑  Nel Regno di Napoli inoltre il dibattito sul concetto di città coincise con l’affermazione del movimento illuminista e va ricordato che Napoli fu uno dei più importanti centri illuministi d’Europa (tratto da: Giorgio Simoncini, Università degli Studi di Roma "La Sapienza", La grandezza delle capitali nel dibattito dei riformatori illuministi: Napoli, Parigi, Londra, Olschki ed., 2021)
151. ↑   Patrimonio architettonico e paesaggio: storia e restauro (PDF), su fedoa.unina.it,  p. 89.
152. ↑  F. Venturi, Napoli capitale nel pensiero dei riformatori illuministi, in Storia di Napoli, Napoli, ESI, 1991.
153. ↑  DI BATTISTA F., L’Economia civile genovesiana e la moderna economia politica, in B. JOSSA, R. PATALANO, E. ZAGARI (coord.), Genovesi Economista. Nel 250 anniversario dell'istituzione della Cattedra di commercio e meccanica, Atti del Convegno (Napoli, 5-6 maggio 2005), Istituto Italiano per gli studi filosofici, Napoli, 2007, pp. 291-307.
154. ↑  Giuseppe Maffei, Storia della Letteratura Italiana, Livorno, Giovanni Mazzajoli Editore, 1852, vol. III p.50.
155. ↑  Giovanni Tarello, Storia della cultura giuridica e moderna, Il Mulino, 1976, p.379
156. ↑  Guido Santato, Letteratura italiana e cultura europea tra Illuminismo e Romanticismo, Ginevra, Droz, 2003, p. 43.
157. ↑   Copia archiviata (PDF), su storicifilosofia.it. URL consultato il 22 aprile 2012 (archiviato dall'url originale il 22 febbraio 2014)..
158. ↑   Iisf, ISTITUTO ITALIANO PER GLI STUDI FILOSOFICI, su iisf.it.
159. ↑  Scarse sono le scritte elettorali e mancano, almeno nella parte finora scavata, i solchi profondi lasciati dai carri sui lastroni basaltici delle strade dove il traffico è più intenso (e rumoroso, come – già per l’antichità – viene lamentato dai poeti). Tali indizi e il carattere in genere più originale di decorazioni e architetture, hanno destato l’impressione di una città più signorile e raffinata rispetto a Pompei. D'altronde la cittadina sorge nel suburbio di Neapolis e pertanto mostra i tratti tipici di una località periferica a carattere residenziale sotto l'influsso della vicina metropoli (Archeologia Viva n. 178 - luglio/agosto 2016 p.11, alla sezione "visitare Ercolano" di Umberto Pappalardo, archeologo e docente dell'Università degli Studi "Suor Orsola Benincasa")
160. ↑  Paoli U.E. (1962) Vita romana, Milano, Mondadori, p. 121
161. ↑   Enciclopedia Sapere, Neoclassicismo, su sapere.it.
162. ↑   Treccani, su treccani.it.
163. ↑  Mario Praz, Gusto neoclassico, Milano, 2003 ISBN 88-17-10058-7
164. ↑   Enciclopedia Sapere, Napoletana, Repùbblica, su sapere.it.
165. ↑   Treccani, Ferdinando II re delle due Sicilie, su treccani.it.
166. ↑  Gianni Oliva, Un regno che è stato grande, Mondadori, 2012, pp. 161-170.
167. ↑  Eugenio Di Rienzo, Il Regno delle Due Sicilie e le potenze europee. 1830-61, ed. Rubbettino, 2011
168. ↑  Carmine Pinto, La guerra per il Mezzogiorno, Laterza, 2019, pp. 11-24.
169. ↑   Napoli.repubblica, Garibaldi, 150 anni fa l'ingresso a Napoli, su napoli.repubblica.it.
170. ↑   Saverio Cilibrizzi, Il pensiero, l’azione e il martirio della città di Napoli nel Risorgimento e nelle due guerre mondiali, vol. 3, Napoli, Conte Editore,  Capitolo V.
171. ↑  Fulvio Izzo, I lager dei Savoia, Ed. Controcorrente, 2011
172. ↑  Alessandro Barbero, I prigionieri dei Savoia. La vera storia della congiura di Fenestrelle, Laterza Ed., Bari-Roma 2012
173. ↑   I morti borbonici a Fenestrelle non furono 40mila, ma quattro, su torino.repubblica.it, larepubblica.it, 27 febbraio 2017. URL consultato il 21 novembre 2019.
174. ↑   Napoli, 1º Maggio. Napoletane le prime vittime operaie, su napoli.com.
175. ↑   Elisabetta Lantero, La Convenzione di settembre nelle carte del Senato del Regno (PDF), in MemoriaWeb, Nuova Serie, n. 7, Archivio storico del Senato della Repubblica, settembre 2014.
176. ↑   Antonello Battaglia, La capitale contesa: Firenze, Roma e la Convenzione di settembre (1864), Edizioni Nuova Cultura, 2013,  p. 101.
177. ↑   La convenzione di settembre; un capitolo dei miei ricordi. Pubblicato per cura del Principe de Camporeale, su archive.org, n. 153, Archive.org,  pp. 146-48. URL consultato il 15 agosto 2021.
178. ↑   Cronache dal Risorgimento, su larchivio.com. URL consultato il 15 agosto 2021.
179. ↑  Renato Brunetta, Sud: alcune idee perché il Mezzogiorno non resti com'è, ed. Donzelli, 1995, Roma p.4.
180. ↑   Academia, Sulla crisi dell'unificazione nel Mezzogiorno. In margine a un articolo di Pierluigi Ciocca sulle conseguenze economiche del brigantaggio p.503, su academia.edu.
181. ↑   Delpt, Labor Historia Industria: Cento anni dalla legge per il risorgimento economico della città di Napoli (PDF), su delpt.unina.it. URL consultato il 28 luglio 2014 (archiviato dall'url originale il 23 settembre 2015).
182. ↑   Roberto Bonuglia, Elite e storia nella narrativa napoletana, 2018,  p. 31. URL consultato il 15 agosto 2021.
183. ↑   I PIANI URBANISTICI DELL’800 IN ITALIA, su docenti.unina.it,  p. 13.
184. ↑   Tuttitalia, Censimenti popolazione Napoli 1861-2011, su tuttitalia.it.
185. ↑   Primo Rapporto "Giorgio Rota" su Napoli, Il territorio e i suoi abitanti. Funzioni, prospettive, occasioni (PDF), su rapporto-rota.it,  pp. 15-16. URL consultato il 25 febbraio 2024.
186. ↑   Francesco Barbagallo, Napoli, Belle Époque, Laterza Editori, 5 novembre 2015,  p. 5, ISBN 9788858123461. URL consultato il 13 luglio 2019.
187. ↑   Bibliocamorra.altervista, Il commissariamento di Napoli, su bibliocamorra.altervista.org. URL consultato il 22 aprile 2013 (archiviato dall'url originale il 16 marzo 2014).
188. ↑   Bibliocamorra.altervista, L'Inchiesta Saredo, su bibliocamorra.altervista.org. URL consultato il 22 aprile 2013 (archiviato dall'url originale il 25 febbraio 2014).
189. ↑   Un dirigibile nel Golfo. Il bombardamento aereo del 1918 e i danni al patrimonio architettonico napoletano, su academia.edu.
190. ↑   Zeppelin su Napoli: quando la morte piove dal cielo, in hashtag24news.it. URL consultato il 13 giugno 2024.
191. ↑   Books.google, Mussolini alla conquista del potere, su books.google.it.
192. ↑   Mieli: «Napoli fu città cruciale per fascismo e antifascismo», in corrieredelmezzogiorno.corriere.it. URL consultato il 2 dicembre 2019.
193. ↑   Historiaregni, Napoli nel periodo africano, su historiaregni.it.
194. ↑   isses, L'economia napoletana tra le due guerre, su isses.it.
195. ↑  Gloria Chianese, Mezzogiorno 1943, ed. Edizioni Scientifiche Italiane, gennaio 1996 pp.345-346-347
196. ↑   L’omaggio del nazismo al “porto dell’Impero”, su patriaindipendente.it. URL consultato il 7 ottobre 2023.
197. ↑  Mostradoltremare.it Archiviato il 1º marzo 2011 in Internet Archive.
198. ↑   A Napoli la prima metropolitana d'Italia, in HistoriaRegni.it. URL consultato il 27 febbraio 2020.
199. ↑   C’ERA UNA VOLTA L’ITALSIDER A BAGNOLI, in novecento.org. URL consultato il 24 dicembre 2022.
200. ↑   Bombardare Firenze. 25 settembre 1943, su florencecity.it.
201. ↑  Laurentino Garcia y Garcia, Danni di guerra a Pompei, L'Erma di Bretschneider editore, anno 2006
202. ↑  Gabriella Gribaudi, Guerra totale. Tra bombe alleate e violenze naziste. Napoli e il fronte meridionale 1940-1944, ed. Bollati Boringhieri, Torino, 2005, p.26
203. ↑  (EN)  Air Raids on Naples in WWII Archiviato l'11 giugno 2011 in Internet Archive. - Around Naples Encyclopedia
204. ↑  Lucia Monda - Napoli durante la II guerra mondiale ovvero: i 100 bombardamenti di Napoli. - Relazione convegno I.S.S.E.S Istituto di Studi Storici Economici e Sociali del 5 marzo 2005 Napoli durante la II guerra mondiale
205. ↑   Lastoriasiamonoi.rai.it. URL consultato il 10 settembre 2018 (archiviato dall'url originale l'11 settembre 2018).
206. ↑   (PDF)Senato.it - Resoconto sommario della seduta del 7 marzo 1946, pag.336
207. ↑  La motivazione ufficiale della consegna della medaglia d'oro al Valor Militare.
208. ↑   Napoli americana, in jstor.org. URL consultato il 18 gennaio 2024.
209. ↑   Storia La liberazione di Napoli: non è tutto oro quello che luccica, in Focus.it. URL consultato il 18 gennaio 2024.
210. ↑   Warwingsart.com. URL consultato il 22 settembre 2011 (archiviato dall'url originale il 3 novembre 2011).
211. ↑   Maria Franchini, L’Italia sbaglia a non valorizzare le enormi potenzialità di Napoli, dichiara il grande storico francese Fernand Braudel, in Gettalarete.it. URL consultato il 26 febbraio 2025.
212. ↑  Dati Istat, in Malnati, pagina 234
213. ↑   Le mani sulla città. Una spietata denuncia della Napoli del laurismo., su bibliomanie.it.
214. ↑   CINEMA A NAPOLI: L’ARTE DI MOSTRARSI, su dodicimagazine.com. URL consultato il 28 febbraio 2024.
215. ↑   Ansa, Napoli, 40 anni fa l'incubo del colera, su ansa.it.
216. ↑   Campiflegrei, Bradisismo 1982-84, su campiflegrei.eu.
217. ↑   ASSISE DELLA CITTÀ DI NAPOLI E DEL MEZZOGIORNO D’ITALIA, Il destino di Napoli est p.6 (PDF), su napoliassise.it.
218. ↑   Ricerca.repubblica, DIETRO QUELLA BOMBA L' ALLEANZA DEL TERRORE, su ricerca.repubblica.it.
219. ↑   Unesco, Historic centre of Naples, su whc.unesco.org.
220. ↑   Tragedia Secondigliano: superstite, sogno vittime ogni notte, su ansa.it.
221. ↑   Camorra a Napoli: le famiglie più potenti della provincia, la relazione aggiornata della Dia, su L'Occhio di Napoli, 18 gennaio 2020. URL consultato il 4 giugno 2020.
222. ↑   "The Regime of Emergency", il documentario sull’emergenza rifiuti in Campania, in Agoravox.it. URL consultato il 13 marzo 2025.
223. ↑   Corrieredelmezzogiorno, Il Forum delle Culture è di Napoli: si terrà da aprile a luglio, attesi 4 milioni di visitatori, su corrieredelmezzogiorno.corriere.it.
224. ↑   Naplest, Napoli sorge a est, su naplest.it.
225. ↑   Ricerca.repubblica, Alleanza atlantica il quartier generale sarà a Napoli, su ricerca.repubblica.it.
226. ↑  Dichiarazione del Presidente Meloni sulla Coppa America di vela, sito ufficiale del Governo Italiano, 2025.
227. ↑   Napoli, in Sapere.it. URL consultato il 27 febbraio 2023.
228. ↑   Ilgiornaledellaprotezionecivile, Il Vesuvio è il più grande problema di Protezione Civile in Italia: a rischio un milione di persone, su ilgiornaledellaprotezionecivile.it.
229. ↑   LO SMITHSONIAN INSTITUTION CONFERMA: IL VESUVIO ERA IN ERUZIONE NEL 1570 E 1500!, in Meteovesuvio.altervista.org. URL consultato il 17 aprile 2024.
230. ↑   «Vesuvio, la prossima eruzione devastante tra mille anni», la ricerca del Politecnico di Zurigo', su ilmattino.it.
231. ↑  Vincenzo De Novellis e Gennaro Di Donna, Terno secco al Vesuvio - un'idea per la riduzione del rischio vulcanico, Napoli, 2006, ISBN 978-88-901407-3-0
232. ↑   «Vesuvio, troppi vincoli/cambierà la zona rossa», in territorio.regione.campania.it. URL consultato il 17 aprile 2024.
233. ↑   L'eruzione di Monte Nuovo (1538), su ov.ingv.it.
234. ↑   IlMattino, Rischio eruzione, si allarga la zona rossa dei Campi Flegrei, su ilmattino.it.
235. ↑   Vulcani italiani attivi, su portale.ingv.it, Istituto Nazionale di Geofisica e Vulcanologia. URL consultato il 12 dicembre 2009 (archiviato dall'url originale il 2 aprile 2010).
236. 1 2 3   Silvia Mattoni, Campi Flegrei Deep Drilling Project (CFDDP): primi risultati dal pozzo di Bagnoli, su INGV Comunicazione, 6 dicembre 2016. URL consultato il 13 luglio 2017 (archiviato dall'url originale il 10 ottobre 2017).
237. 1 2  P. Piccolo, Dell'origine e della fondazione dei Sedili di Napoli, Napoli, Luciano Editore, 2005, p. 26-32-34-40-50.
238. ↑   Privilegi, Capitoli e Grazie concessi alla CIttà dal Regno di Napoli - I Serie (1387-1805) (PDF), su comune.napoli.it.
239. ↑   Comune di Napoli - Origine del Comune e sua evoluzione storica.pdf, su comune.napoli.it.
240. ↑   FERDINANDO I di Borbone, re delle Due Sicilie in "Dizionario Biografico", su www.treccani.it. URL consultato l'8 novembre 2022.
241. ↑  Legge 20 marzo 1865, n. 2248, Allegato A, Legge per l'unificazione amministrativa del Regno d'Italia
242. ↑  Legge 30 dicembre 1888, n. 5865, Legge portante modificazioni alla legge comunale e provinciale del 20 marzo 1865, n. 2248, Allegato A
243. ↑  Legge 4 febbraio 1926, n. 237 e R.D.L. 3 settembre 1926, n. 1910, Estensione dell'ordinamento podestarile a tutti i comuni del regno
244. ↑  R.D.L. 4 aprile 1944
245. ↑  D.L.L. 7 gennaio 1946, n. 1
246. ↑  Rosaria Secondulfo, "La Napoli nella seconda metà del novecento: dal Dopoguerra all'Autority delle Telecomunicazioni", OoCities.org
247. ↑  legge 25 marzo 1993, n. 81, Elezione diretta del sindaco, del presidente della provincia, del consiglio comunale e del consiglio provinciale